# پاسارگاد
مجموعه میراث جهانی پاسارگاد مجموعه‌ای از سازه‌های باستانی برجای مانده از دوران هخامنشی است که در شهرستان پاسارگاد در استان فارس قرار گرفته است. این مجموعه در برگیرنده ساختمان‌هایی چون آرامگاه کوروش بزرگ، پاسارگاد، باغ پادشاهی پاسارگاد، کاخ دروازه، پل، کاخ بارعام، کاخ اختصاصی، دو کوشک، آب‌نماهای باغ شاهی، آرامگاه کمبوجیه، ساختارهای دفاعی تل تخت، کاروانسرای مظفری، محوطهٔ مقدس و تنگه بلاغی است.
این مجموعه، پنجمین مجموعه ثبت شده در فهرست آثار میراث جهانی در ایران است که در نشست یونسکو که در تیرماه سال ۱۳۸۳ در چین برگزار شد به‌دلیل دارا بودن شاخص‌های فراوان با صد در صد آرا در فهرست میراث جهانی به ثبت رسید.

## نام
- نام پاسارگاد در اصل به معنی نیکان روزگار است. نام اصلی شهر پاسارگاد چیزی شبیه «پَسَرگَد» بوده و تلفظ امروزی نیز درست است و رابطه‌ای میان این نام و «پارس» نیست.
- نام پاسارگاد از نام قبیلهٔ شاهان پارسی یعنی قبیله «پاسارگاد» گرفته شده که «آنان که گُرز گران می‌کشند» معنی می‌داده.[۲]

همچنین گفته شده که پاسارگاد ممکن است تغییر یافته پارسه گراد باشد که معنی آن «شهر پارس» است. گراد و گورد و گرد (مانند دستگرد) معنی شهر می‌دهد. هلوک اظهار داشته که ممکن است نام ایلامی این محل در اصل بدرکاتا بوده باشد.

## موقعیت

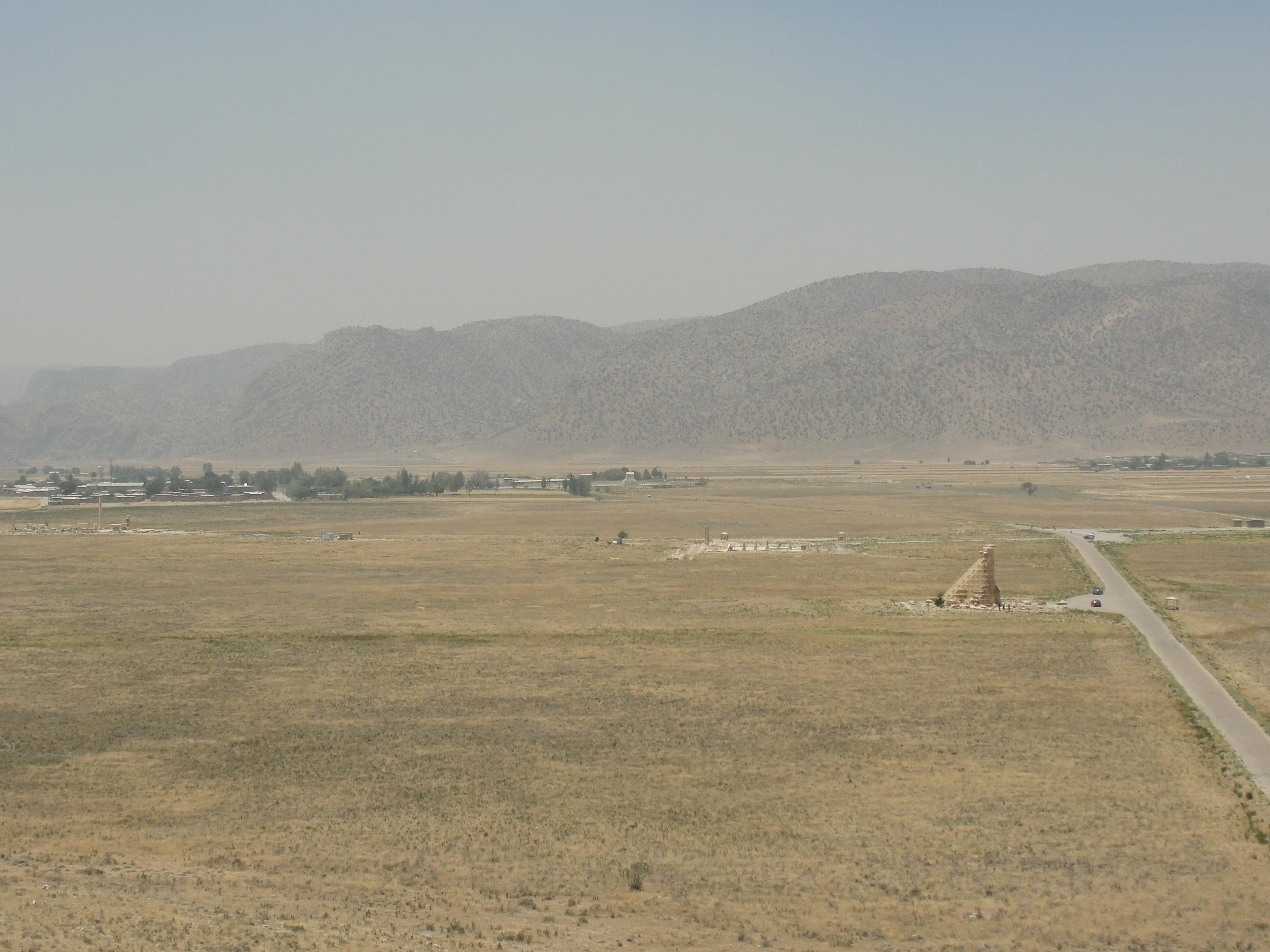
نمای پاسارگاد از روی تپه تل تخت. نزدیکترین بنا آرامگاه منسوب به کمبوجیه و دورترین بنا که در مرکز قسمت بالایی تصویر دیده می‌شود آرامگاه کوروش بزرگ است. بین این دو بنا، ویرانه‌های کاخ‌های هخامنشی دیده می‌شوند.

پاسارگاد در دشتی بلند به بلندای ۱۹۰۰ متر از سطح دریا، در حصار کوهستان جای گرفته است. در سده هفتم قمری اتابکی از سلغریان پارس در نزدیک آرامگاه کورش بزرگ مسجدی ساخت که در آن از سنگ کاخ‌ها استفاده شده‌بود. به مناسبت جشن‌های ۲۵۰۰ ساله شاهنشاهی ایران در سال ۱۹۷۱ این سنگ‌ها دوباره به جاهای اصلی خود بازگردانده شدند. کاخ محل سکونت بی‌تردید نشان از تأثیر و نقش معماری یونانی دارد. گویا هنگامی که کوروش بزرگ در سال ۵۴۵ پیش از میلاد سارد (پایتخت لیدی، شهری در غرب ترکیهٔ امروزی) را به تصرف درآورد به شدت تحت تأثیر بناهای مرمرین شاهان لیدی قرار گرفته است. چه بسا او همان زمان شماری از استادان اهل لیدی را در پاسارگاد به کار گماشته است. در کاخ تناسب جذاب سنگ‌های مرمر تیره و روشن، مخصوصاً در پایه‌ها، جلب نظر می‌کند. این سنگ‌ها از پیرامون شهرسیوند مرودشت آورده شده است. دشت پاسارگاد در قسمت شمالی استان پارس و میان رشته کوه‌های زاگرس در فاصله۱۳۰ کیلومتری شمال شیراز واقع شده است. میانگین ارتفاع دشت از سطح دریا ۱۸۵۰ متر است که وسعتی حدود ۱۹۰ کیلومتر مربع را در بر می‌گیرد. اقلیم آن کوهستانی با تابستان‌های معتدل و زمستانهای نسبتاً سرد است. قدمت منطقه پاسارگاد بر اساس پژوهش‌های باستان‌شناسی به دوره میانی پارینه سنگی می‌رسد. اما شاخص‌ترین دوره فرهنگی دشت پاسارگاد، دوره هخامنشی است. بر اساس مدارک و شواهد موجود نام پاسارگاد برای نخستین بار در دوره هخامنشی مطرح می‌شود که از لحاظ مکانی به دشتی اطلاق می‌شود که کوروش بزرگ به عنوان مرکز فرماندهی خود برگزید و در آن اقدام به ساخت بناها و کاخهایی نمود. مجموعه تاریخی- فرهنگی پاسارگاد شامل آرامگاه کوروش بزرگ، کاخ‌های دروازه، بارعام، اختصاصی و بنای برج سنگی (آتشکده)، دژ (تل تخت)، باغ شاهی، پل و محوطه مقدس است. در دوره اسلامی به شکوه سنگ‌های بکار رفته در این مجموعه‌های این مکان، بناهایش را به سلیمان نبی نسبت داده‌اند و خود پاسارگاد هم به نام مشهد ام‌النبی یا مشهد مادر سلیمان معروف گشت. این مجموعه ارزشمند در ۱۶ تیرماه ۱۳۸۳ به عنوان پنجمین اثر ایران در فهرست آثار جهانی (یونسکو) به ثبت رسید.
منطقه پاسارگاد از نظر آب هوایی دارای اقلیم نیمه خشک است. از پر بارانترین ماه‌های سال، آذر، دی، بهمن و کم بارانترین ماه‌ها، خرداد، تیر و شهریور ماه می‌باشند.
متوسط بارندگی نوزده ساله این ایستگاه ۱/۳۴۸ میلی‌متر برآورد شده است. میانگین دمای منطقه طی دوره پانزده ساله، ۵/۱۲ درجه سانتی‌گراد بوده که حداکثر مطلق دما ۴۲ درجه و مربوط به تیر ماه ۱۳۷۷ و حداقل مطلق، ۲۲ درجه سانتیگراد و مربوط به دیماه ۱۳۷۴ می‌باشد.
میانگین تبخیر، طی دوره هفده ساله ۱۸۳۰ میلی‌متر برآورد شده که حداکثر آن ۲۰۸۲ میلی‌متر، در سال (۶۶ – ۶۵) و حداقل آن ۱۴۸۹ میلی‌متر و مربوط به سال ۷۱–۷۰ می‌باشد.
منطقه پاسارگاد به خاطر داشتن آب و هوای نیمه خشک، در طول سال دارای میزان بارندگی متوسطی است. جهت وزش باد در منطقه از جنوب غربی به شمال شرقی بوده و معمولاً تبادل هوای سرد و گرم که باعث به وجود آمدن باد می‌گردد از طریق تنگ بلاغی که در قسمت جنوب غربی منطقه واقع شده است صورت می‌گیرد.

## بنیان‌گذار

سنگ نگاره بالدار پاسارگاد، اشاره شده به کوروش بزرگ

از گواهی‌هایی که مورخان یونانی و رومی بر جای گذارده‌اند، مشخص است که پاسارگاد را بیشتر ساخته و پرداخته کوروش بزرگ می‌دانسته‌اند. این نظریه به چند دلیل دیگر استوارتر می‌شود. اول؛ آرامگاه کوروش بزرگ که ساخته خود او بود، چنان ارتباطی از نظر طراحی نقشه و کاربرد نماپردازی در میان باغ بزرگ پاسارگاد با کاخ‌های دروازه، اختصاصی و بار نشان می‌دهد که مشخص می‌شود طراح همه یکی بوده و آن کاخ‌ها هم نتیجه سلیقه کوروش بزرگ بوده‌اند. دوم کتیبه سه زبانه ایلامی، پارسی باستان و اکدی بر روی جرزها و درگاه‌های آن سه کاخ بیانگر آن است که آن‌ها با کوروش ارتباط داشته‌اند. سوم، نوع معماری و به خصوص شیوهٔ سنگ‌تراشی و بست‌های پاسارگادی قدمتی هر چند کوتاه بر معماری تخت جمشیدی را که از آغاز دوره داریوش بزرگ شروع شد، نشان می‌دهد و به ویژه در نقوش، که از سنت‌های کشورهای مختلف گرفته شده‌اند، ولی هنوز به‌طور ثابت چهره ایرانی نگرفته‌اند (آن چنان‌که در تخت جمشید می‌یابیم) حالتی آزمایشی و اولیه به خوبی آشکار است و آثار سنگ تراشان لودیه‌ای و ایونیه‌ای به ویژه در نوع تراش سنگ‌ها و ابزار و آلات سنگ‌تراشی و «نشانه‌های سنگ تراشان» پیداست؛ بنابراین شکی نمی‌توان کرد که بناهای پاسارگاد با کورش بزرگ آغاز شده‌اند و ارتباطی با کوروش جوان ندارند (آن طور که فرانتس هاینریش وایسباخ تصور می‌کرد).

## پیشینه
سرزمین پارس زادگاه هخامنشیان بوده است. خاندان پارس، که به رهبری کوروش دوم (که از ۵۲۹ تا ۵۵۹ پیش از میلاد سلطنت نمود) در سال ۵۵۰ پیش از میلاد، بر مادها پیروز شدند. بر پایهٔ سنت، کوروش دوم این منطقه را به پایتختی انتخاب کرد، زیرا در نزدیکی منطقه‌ای بود که بر ایشتوویگو پادشاه ماد پیروز شد. این اولین پیروزی، پیروزی‌های دیگری چون چیرگی بر لیدی، بابل نو، و مصر را به دنبال داشت. امپراتوری هخامنشی سپس به دست پسر او کمبوجیه (۵۲۲ تا ۵۲۹ پیش از میلاد) و داریوش اول (۴۸۶ تا ۵۲۱ پیش از میلاد) استوار و گسترش یافت. از کوروش در عهد عتیق به عنوان آزادی‌دهندهٔ بابل و کسی که یهودها را از تبعید بازگردانده یاد شده است.
در ۷۰ کیلومتری جنوب پاسارگاد، داریوش بزرگ پایتخت نمادین خود شهر پارسه (شاعری یونانی این شهر را پرس پلیس نام نهاد) را بنیان نهاد. تا هنگامی که اسکندر از مقدونیه در سال ۳۳۰ پیش از میلاد امپراتوری هخامنشی را شکست داد، پاسارگاد یک مرکز مهم سلسله‌ای برجای ماند.
در دوره‌های پسین، از تل تخت همچنان به‌عنوان یک دژ بهره‌برداری می‌شد، حال آن که کاخ‌ها رها شده و از مصالح آن دوباره استفاده شد. از سدهٔ هفتم به بعد، آرامگاه کوروش به نام آرامگاه مادر سلیمان خوانده می‌شد، و به یک مکان زیارتی تبدیل شد. در سدهٔ دهم یک مسجد کوچک در گرد آن ساخته شد، که تا سدهٔ چهاردهم از آن استفاده می‌شد. این محوطه توسط مسافران طی سده‌ها بازدید شده، که باعث از دست رفتن تدریجی اجزا گوناگون آن گشته است.
طبق نوشته‌های هرودوت، هخامنشیان از طایفهٔ پاسارگادیان بوده‌اند که در پارس اقامت داشته‌اند و سر سلسلهٔ آن‌ها هخامنش بوده است. نامدارترین سرکرده اتحادیه قبائل پارس در نیمه سده ۷ پ م چیش پیش دوم است که تا سال ۶۴۰پ م ریاست قبائل پارس را در دست داشت. او چیش پیش پور کوروش پور کمبوجیه پور چیش پیش پور هخامنش بود، که همه‌شان سرکردگان قبائل پارس بودند. اگر برای هر کدام از اینها حدود ۴۰ سال در نظر بگیریم، می‌توان گفت که در زمانی که پارسها در منطقهٔ پارسوای یادشده در سند آشوری (یعنی سال ۸۳۴ پ م) اقامت داشته‌اند، ریاستشان در دست هخامنش بوده است.
هخامنشیان نام دودمانی پادشاهی در ایران پیش از اسلام است. پادشاهان این دودمان از پارسیان بودند و تبار خود را به «هخامنش» می‌رساندند که سرکرده طایفهٔ پاسارگاد از طایفه‌های پارسیان بوده است. هخامنشیان نخست پادشاهان بومی پارس و سپس آنشان بودند ولی با شکستی که کوروش بزرگ بر ایشتوویگو واپسین پادشاه ماد وارد ساخت و سپس فتح لیدیه و بابل پادشاهی هخامنشیان تبدیل به شاهنشاهی بزرگی شد. از اینرو کوروش بزرگ را بنیان‌گذار شاهنشاهی هخامنشی می‌دانند.
به قدرت رسیدن پارسی‌ها و دودمان هخامنشی (۵۵۰–۳۳۰ قبل از میلاد) یکی از رویدادهای برجسته تاریخ باستان است. اینان دولتی بنیان‌گذاری کردند که جهان باستان را به استثنای دو سوم یونان زیر چیرگی خود درآوردند. امپراتوری هخامنشی را نخستین امپراتوری تاریخ جهان می‌دانند. ارزشمندترین سنگ نوشتهٔ هخامنشی از دیدگاه تاریخی و نیز بلندترین آنها، سنگ نبشتهٔ بیستون بر دیواره کوه بیستون است. سنگ نوشتهٔ بیستون بسیاری از رویدادها و کارهای داریوش اول را در نخستین سال‌های فرمانروایی اش که سخت‌ترین سال‌های فرمانروایی وی نیز بود، به‌طور موشکافانه روایت می‌کند. این سنگ نوشته عناصر تاریخی کافی برای بازسازی تاریخ هخامنشیان را داراست و همچنین در سایت مذکور دربارهٔ شخصیت کوروش هخامنشی آمده است که: همهٔ نشانه‌ها بیانگر آنست که هدف کوروش از جنگ و کشور گشایی ایجاد یک جامعهٔ جهانی بر پایه امنیت و آرامش و دور از جنگ و ویرانگری بوده است. کوروش در لشکرکشی‌ها و پیروزی‌هایش با کشورهای مغلوب در نهایت بزرگواری رفتار کرد و عناصر حکومتی پیشین را مورد بخشایش قرار داده در مقام‌هایشان ابقا کرده مطیع و منقاد خویش ساخت. کوروش بزرگ با ایمان استواری که به اهورامزدا داشت جهانگشایی را به هدف برقرار کردن آشتی و امنیت و عدالت و از میان بردن ستم و ناراستی انجام می‌داد و در فتوحاتش به حدی نسبت به اقوام مغلوب بزرگمنشی و مهر و عطوفت نشان داده بود که داستان رأفتش به همه جا رسیده بود.

## ویژگی‌ها

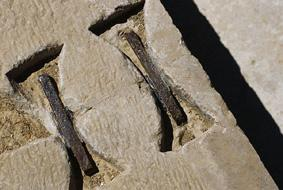
اتصال دم‌چلچله‌ای سوزن منگنه در پاسارگاد در محله‌های آزاد است.

شهر باستانی پاسارگاد نخستین پایتخت شاهنشاهی هخامنشی در قلب استان فارس، در دشت رود پلوار قرار دارد. نام شهر «اردوگاه پارس» دلالت از موقعیت مکانی شهر دارد. شهر توسط کوروش بزرگ (کوروش دوم) در سدهٔ ششم قبل از میلاد ساخته شد. محوطهٔ اصلی (۱۶۰ هکتار، حدوداً ۲٫۷×۰٫۸ کیلومتر) توسط یک منطقهٔ طبیعی بزرگ احاطه و محافظت شده است (حدوداً ۷۱۲۷ هکتار). محوطهٔ اصلی شامل این بناهای تاریخی است:
- آرامگاه کورش بزرگ در جنوب؛
- تل تخت (یا «تخت سلیمان»؛ سریر پادشاهی سلیمان) و استحکامات، واقع بر یک تپه در شمال محوطهٔ اصلی؛
- مجموعهٔ سلطنتی در مرکز محوطهٔ اصلی، شامل بقایای: ساختمان دروازه (دروازه آر)، تالار عمومی (کاخ S)، قصر مسکونی (کاخ P)، و باغ سلطنتی (چهار باغ).
- در منطقهٔ شرق یک بنای کوچک قرار دارد (۱۶×۱۶ متر) که یک پُل تشخیص داده شده است. در شمال مجموعهٔ سلطنتی زندان سلیمان قرار دارد، یک برج سنگی، باحدوداً ۱۴ متر ارتفاع. تاریخ ساخت این بنا مشخص نیست.

محوطهٔ اصلی شامل منطقهٔ حفاری‌شده است، اما پایتخت باستانی منطقه‌ای بسیار وسیع‌تر از این منطقه بوده و هنوز حفاری نشده است. در محوطهٔ حفاظتی اطراف، باقی‌مانده‌های دیگری نیز هستند: محدودهٔ مقدس (حدوداً ۵۵۰–۵۳۰ پیش از میلاد)، و محوطه‌های تل نوخودی، تل خاری، تل سه آسیاب، دوتلان، که برخی از اینها متعلق به ماقبل تاریخ هستند، همین‌طور مدرسه یا کاروانسرا (سده ۱۴ میلادی). در محوطهٔ حفاظتی همچنین پنج روستا وجود دارند که کشاورزان در آن‌ها ساکنند.
در ساخت بناها از چهار نوع مصالح اصلی استفاده شده است: سنگ، آجر، خشت خام و چوب.
چوب را بیشتر برای پوشاندن در و سقف به کار می‌بردند و در برخی جاها تنه کلفت درختان (احتمالاً سدر و سرو) را برای ستون هم به کار می‌گرفتند.
خشت خام برای پر کردن دیوارها و بعضی اوقات هم برای لایه‌گذاری سکوها به کار می‌رفت.
آجرهای به کار رفته در پاسارگاد قرمز رنگ می‌باشند و دارای ۴۵ سانتی‌متر طول، ۳۲ سانتی‌متر عرض و ۵/۵ سانتی‌متر قطر هستند. ملات آن‌ها یک نوع قیر طبیعی است که از نفوذ آب پیشگیری می‌کند و نمونه آن‌ها در معماری عیلامی و آثار تخت جمشید دیده می‌شود.
سنگهایی که در ساختمان‌های پاسارگاد و نیز تخت جمشید به کار رفته، چند گونه است، یکی سنگ آهکی سپید رنگی که به مرمر می‌نماید، دیگری سنگی کبود که در سختی به خارا می‌ماند و در جاهایی هم سنگ سیاه مرمرین که بسیار شکننده است. این سنگ سیاه پس از گذشت ۲۵ سده چنان پخته و پیر شده است که امروز به آسانی خرد و آردی می‌شود؛ اما دو نوع سنگ دیگر، بسیار بادوامند و هم چنان پابرجا مانده‌اند.
سنگ‌های سپید مرمرین را از کوه سیوند و سنگ‌های سیاه را از کوه تنگ سیاه و کوه تنگ بلاغی می‌آوردند.

## آثار

### آرامگاه کوروش

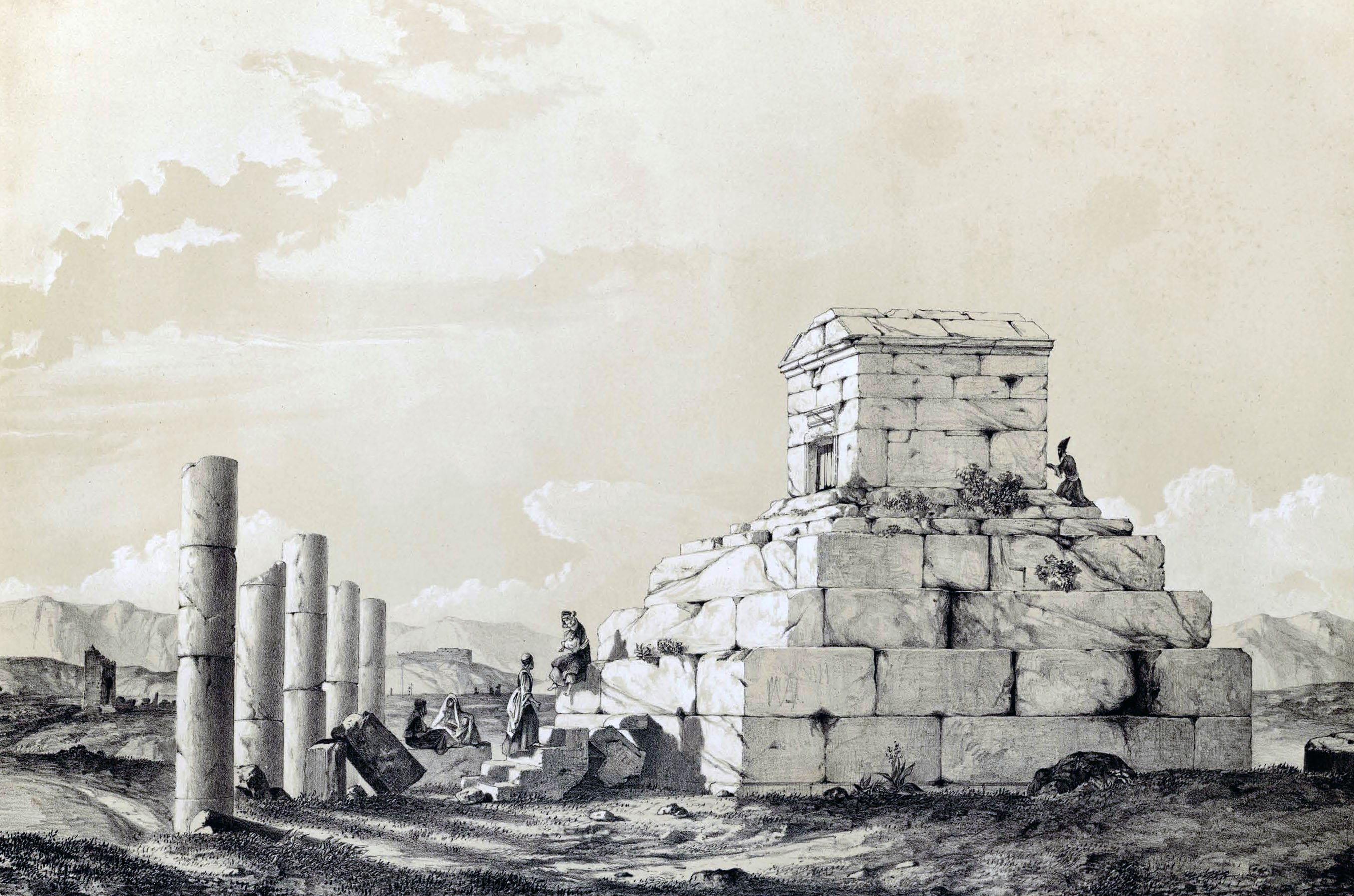
آرامگاه کوروش بزرگ در دوره قاجار

طرح محوطه آرامگاه کورش بزرگ اثر ارنست هرتسفلد یا دستیارش که احتمالاً در سال ۱۹۰۵ میلادی کشیده است. ستونها و دیوارهای آرامگاه دیده می‌شود.

برجسته‌ترین بخش مجموعهٔ پاسارگاد، بنای آرامگاه کورش بزرگ است که پیشتر مشهور به «مشهد مادر سلیمان» بود. در سال ۱۸۲۰ پس از پژوهش‌های باستان‌شناسی، هویت اصلی بنا به عنوان آرامگاه کوروش بزرگ مشخص شده است و چون گوهری در میان دشت خودنمایی می‌کند. این آرامگاه نزدیک ۵۳۰ تا ۵۴۰ پیش از میلاد از سنگ آهکی به رنگ سفید ساخته شده است. بنای آرامگاه میان باغ‌های سلطنتی قرار داشته و از سنگ‌های بزرگ، که درازای پاره‌ای از آن‌ها به هفت متر می‌رسد، ساخته شده است.
تخته سنگ‌های آرامگاه با بست‌های فلزی معروف به بست دم چلچله‌ای، به هم پیوسته بوده، که بعدها آن‌ها را کنده و برده‌اند و اکنون جایشان به صورت حفره‌هایی دیده می‌شود که بیشترشان را بازسازی کرده‌اند.
بنای آرامگاه دو بخش شناخته شده دارد:
- سکویی ۶ پله‌ای که قاعده آن مربع مستطیلی به وسعت ۱۶۵ متر مربع است.
- یک چهاردیواری کوچک به وسعت ۵/۷ متر مربع که سقف شیب بامی دارد و ضخامت دیوارهایش به ۵/۱ متر می‌رسد.

پایه بنا (۱۳٫۳۵×۱۲٫۳۰ متر) از شش لایه پلکانی ساخته شده است، که از آن‌ها نخستین به بلندی ۱۷۰ سانتی‌متر، دومی و سومی ۱۰۴ سانتی‌متر، و سه عدد واپسین ۵۷٫۵ سانتی‌متر هستند. بلندای کلی بنا در حدود ۱۱ متر است.
در ورودی آرامگاه در سمت شمال غربی قرار داشته و ۷۵ سانتی‌متر پهنای آن است. این درگاه کوتاه نیز دارای دو در سنگی بوده که از بین رفته است.
خزانهٔ آرامگاه، در بالاترین نقطه، ریخت یک خانهٔ شیروانی ساده با یک ورودی کوچک در غرب را دارد. نزدیک به صد سال پیش باور بر این بود که این بنا آرامگاه مادر سلیمان باشد و در دورهٔ اتابکان در زمان آل بویه با استفاده از ستون‌های برجای مانده از کاخ‌های باستانی مسجدی با نام «مسجد اتابکی» در گرد آن ساخته و یک محراب کوچک در خزانهٔ آرامگاه کنده‌کاری شد. در دههٔ ۱۹۷۰ بقایای مسجد پاکسازی شده و تکه‌های تاریخی به نزدیکی مکان‌های اصلی‌شان بازگردانده شدند.
پس از کشته شدن کوروش در جنگ با سکاها یا ایرانیان شمالی، جسد وی را مومیایی کرده و درون تختی از زر نهاده و اشیای ارزشمند پادشاهی و جنگی او را در کنار وی گذارده بودند. به گزارش باستان نگاران زمان اسکندر، وقتی اسکندر به پاسارگاد آمد و از آرمگاه کوروش که در میان باغی بزرگ قرار داشت دیدن کرد به آریستوبولوس دستور داد درون مقبره را تزیین کند. آریستوبولوس در درون مقبره تابوتی زرین، یک میز و تعدادی ظروف زرین و سلاحهای گرانقیمت و لباسهای شخص کوروش و کلیه جواهراتی را که زمانی به دست می‌کرد یا به خود می‌آویخت مشاهده کرد. این آرامگاه در آن زمان توسط شماری مغ محافظت می‌شود اما در زمان اسکندر مورد دستبرد قرارگرفت و کلیه اشیاء گرانقیمتش به سرقت رفت.
بویس تفاوت‌های میان آیین خاکسپاری در بین هخامنشیان و مغ‌ها و زرتشتیان بعد را چنین توضیح می‌دهد:
فرمانروایان همهٔ خاندان‌های سلطنتی پس از مرگ به خاک سپرده می‌شدند، اما کوروش، که رویه‌ای نو آورد، در آیین رایج اقدامی موافق و جدی انجام داد؛ او مقبرهٔ خود را به نحوی ساخت که هیچ گونه آلودگی نتواند از بدن مومیایی شدهٔ او به موجودات پاک برسد.
در شیب سقف آرامگاه دو سوراخ بزرگ وجود دارد که برای سبک کردن سنگ‌ها و کم کردن از بار سقف ایجاد شده است و برخی ندانسته، جای نگهداری کالبد کوروش و همسر وی دانسته‌اند.
آرامگاه کوروش در همه دوره هخامنشی سپند (مقدس) به‌شمار می‌آمده این امر باعث گردیده که در دوران اسلامی هم این تقدس حفظ شود، اما تعبیر اصلی بنا دیگر مشخص نبوده است و از سوی دیگر مردم هم ساختن بناهای با عظمت سنگی را خارج از قوه بشری می‌دانسته‌اند و به سلیمان که دیوان را برای کارهای دشوار در خدمت داشته است، نسبت می‌داده‌اند. به همین جهت آرامگاه کوروش را هم از بناهای آن می‌شمردند و آن را به مادر او نسبت می‌دادند و «مشهد مادر سلیمان» می‌خواندند.
اسکناس‌های سبز رنگ پنجاه ریالی ایران از سال ۱۳۵۲ خورشیدی تا ۱۳۵۷ با نقشی از پاسارگاد چاپ و نشر می‌شد.
این بنا آرامگاه نخستین منادی آزادی و حقوق بشر، کوروش بزرگ است که همانند گوهری در میان دشت پاسارگاد خود نمایی می‌کند. کوروش بزرگ به سال ۵۹۹ پیش از میلاد در سرزمین پارس به دنیا آمد. پدرش کمبوجیه یکم از شاهان محلی پارس و مادرش ماندانا دختر آستیاک آخرین پادشاه ماد بود. کوروش در سال ۵۵۰ پیش از میلاد امپراتوری هخامنشی را پایه‌گذاری کرد. قلمرو این امپراتوری در اوج قدرت خود از مشرق تا کرانه‌های رود سند و از مغرب تا یونان و مصر گسترده بود. در سال ۵۳۸ پ م کوروش، بابل را فتح کرد و در این اینجا بود که بیانیه حقوق بشر خود را به صورت استوانه‌ای گلین تدوین نمود و فرمان آزادی و برابری را صادر کرد. وی پس از سال‌ها تلاش جهت توسعه و پیشرفت کشور و برقراری صلح و امنیت در سال ۵۲۹ پیش از میلاد چشم از جهان فروبست و پیکرش در این بنا آرام گرفت.
آرامگاه در گذشته میان باغ‌های سلطنتی قرار داشته که از هر سوی دشت آشکار بوده است. این بنا در عین سادگی بسیار زیبا و چشم گیر است و در زمان حیات کوروش بزرگ به دستور وی ساخته شده است. بنای آرامگاه با تکنیک و مهندسی دقیق اجرا شده به گونه‌ای که پس از گذشت ۲۵ سده هنوز استوار و پابرجاست. مساحت آرامگاه ۱۵۶ متر مربع و ارتفاع آن نزدیک ۱۱ متر است. سنگ‌هایی که در ساخت بنا به کار رفته از نوع سنگ سفید مرمر نماست که از کوه سیوند در فاصله ۳۰ کیلومتری جنوب غرب پاسارگاد استخراج شده و به این مکان انتقال یافته است. مهندسان و سنگ تراشان هخامنشی با دقت و شیوه‌ای خاص سنگ‌ها را روی هم قرار داده، به گونه‌ای که از هیچ نوع ملاتی در ساخت آرامگاه استفاده نشده و تنها از بستهای فلزی (آهن و سرب) جهت وصل کردن بلوکهای سنگی به یکدیگر استفاده شده است. آرامگاه در هفت طبقه اجرا شده که برگرفته از عدد مقدس هفت در میان ایرانیان است. ساختار کلی آرامگاه از دو قسمت تشکیل شده، قسمت نخست به صورت سکویی شش پله‌ای پایه و اساس بنا است که ریشه در بناهای آئینی همانند معبد ایلامی چغازنبیل دارد. قسمت دوم که به صورت اتاقکی با سقف شیب دار روی قسمت نخست اجرا شده، یادآور سنتهای معماری مهاجران آریایی است. ابعاد اتاقک آرامگاه ۱۷/۳ متر در ۱۱/۲ متر به ارتفاع ۱۰/۲ است. این اتاقک در واقع محل نگهداری کالبد کوروش بوده که پس از مرگ، پیکرش را دورن تابوتی زرین قرار داده، به همراه وسایل شخصی ازجمله ردا و جنگ افزارش در اتاقک آرامگاه قرار داده‌اند.
زیر سقف شیبدار آرامگاه دو حفره بزرگ وجود دارد که برای سبک کردن وزن سنگ‌ها و کم کردن بار وارده به اتاقک ایجاد شده است.
بنا به گفته مورخانی که پس از سقوط امپراتوری هخامنشی به دست اسکندر مقدونی همراه وی به پاسارگاد آمدند بر دیواره آرامگاه نوشته‌ای وجود داشته به این مضمون "‌ای انسان، هر که هستی و از هر کجا که بیایی، زیرا می‌دانم که خواهی آمد، منم کوروش، پادشاه هخامنشی که این امپراتوری گسترده را برای پارسیان به یادگار گذاشته‌ام، که اکنون به این مقدار اندک از سرزمین بزرگ کشورم بسنده کرده‌ام بر گور من رشک مبر و بر ویران کردنش دل خوش مدار که تو نیز بر گور خود چنین نگاری، هرگاه فرمانبردار اهورامزدا باشی "
این متن اکنون وجود ندارد و به احتمال زیاد روی یک پلاک سنگی نوشته شده و بر دیواره آرامگاه نصب گردیده که در گذشته‌های بسیار دور از محل خود برداشته شده است.
آرامگاه کوروش در همه دوره‌ها مقدس و محترم بوده است. پادشاهان هخامنشی مراسم تاجگذاری خود را در این مکان انجام می‌داده‌اند. این تقدس پس از دوره هخامنشی و با از یاد بردن نام و جایگاه پاسارگاد کم رنگ شد تا اینکه در دوره اسلامی به گونه‌ای دیگر احترام و تقدس خود را بازیافت. در دوره اسلامی به‌دلیل اینکه اسناد و مدارکی از هویت اصلی آرامگاه وجود نداشت این بنا را به آرامگاه مادر سلیمان نسبت دادند. مردم بر اساس اعتقادات خود ساختن بناهای بزرگ سنگی همانند آرامگاه کوروش را خارج از قوه بشری می‌دانسته و ساخت آن‌ها را به سلیمان که دیوان را برای کارهای دشوار در خدمت داشته است، نسبت می‌داده‌اند. به همین جهت آرامگاه کوروش را هم از بناهای آن می‌شمردند و آن را به مادر او نسبت داده و «مشهد مادرسلیمان» می‌خواندند.
در دوران اتابکان فارس که پاسارگاد و تخت جمشید ارزشی دوباره یافت و حتی پارس و ایران هم «ملک سلیمان» خوانده شد، با استفاده از ستون‌ها و سنگ‌های کاخ‌ها، مسجد جامعی پیرامون آرامگاه ساخته و محرابی نیز بر دیواره جنوبی اتاق آرامگاه حجاری شد. در سال ۱۳۵۰ خورشیدی، پس از مطالعه و بررسی، سنگ‌ها به جای اصلی خود منتقل شدند.
از سال ۱۸۲۰ میلادی با کشف و خوانده شدن خطوط میخی و مطالعه اسناد و مدارک، هویت اصلی بنا به عنوان آرامگاه کوروش مشخص گردید. این بنا به همراه دیگر بناهای مجموعه پاسارگاد در تیرماه ۱۳۸۳ در فهرست میراث جهانی جای گرفت.

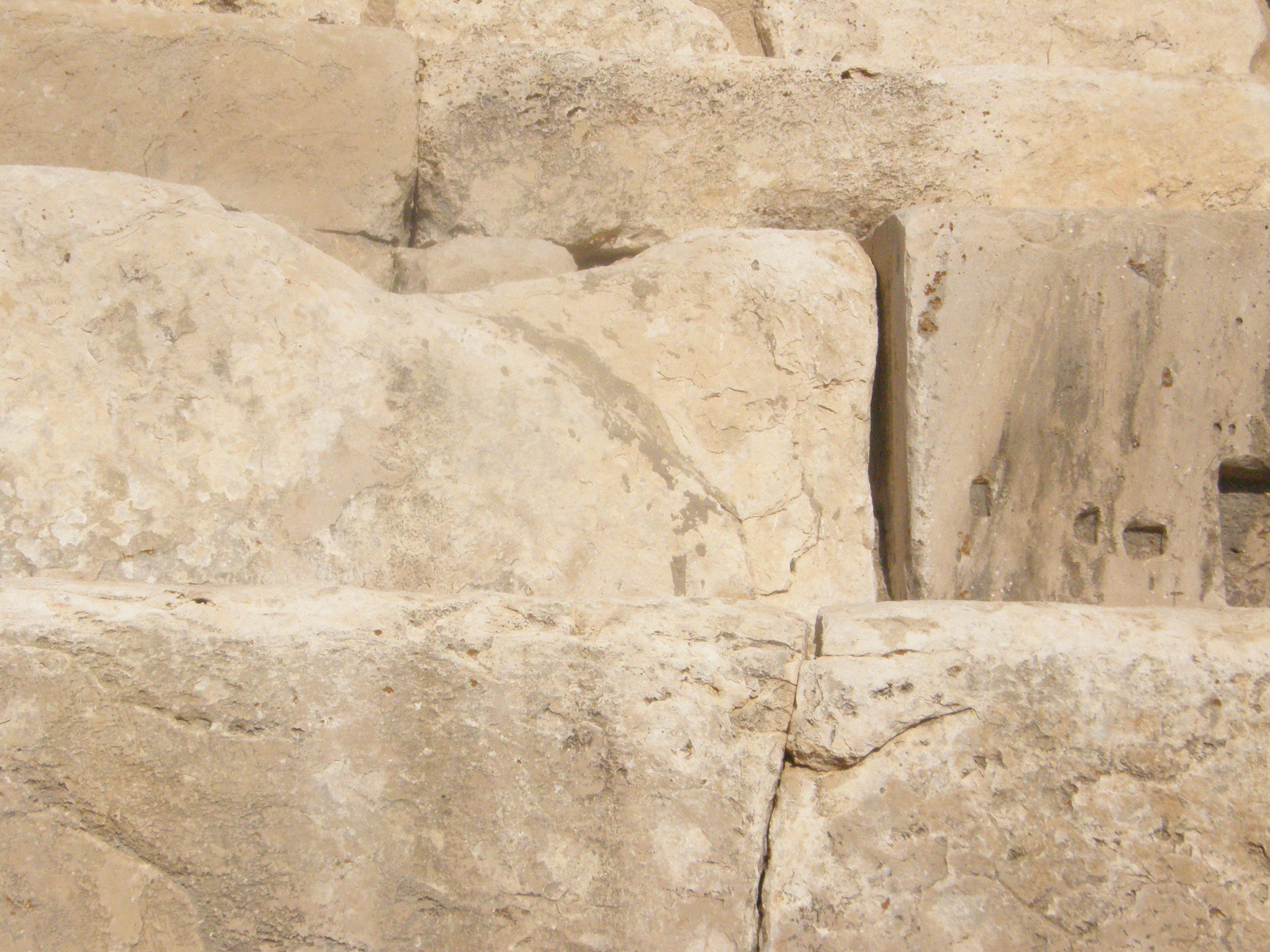
آرامگاه کورش بزرگ
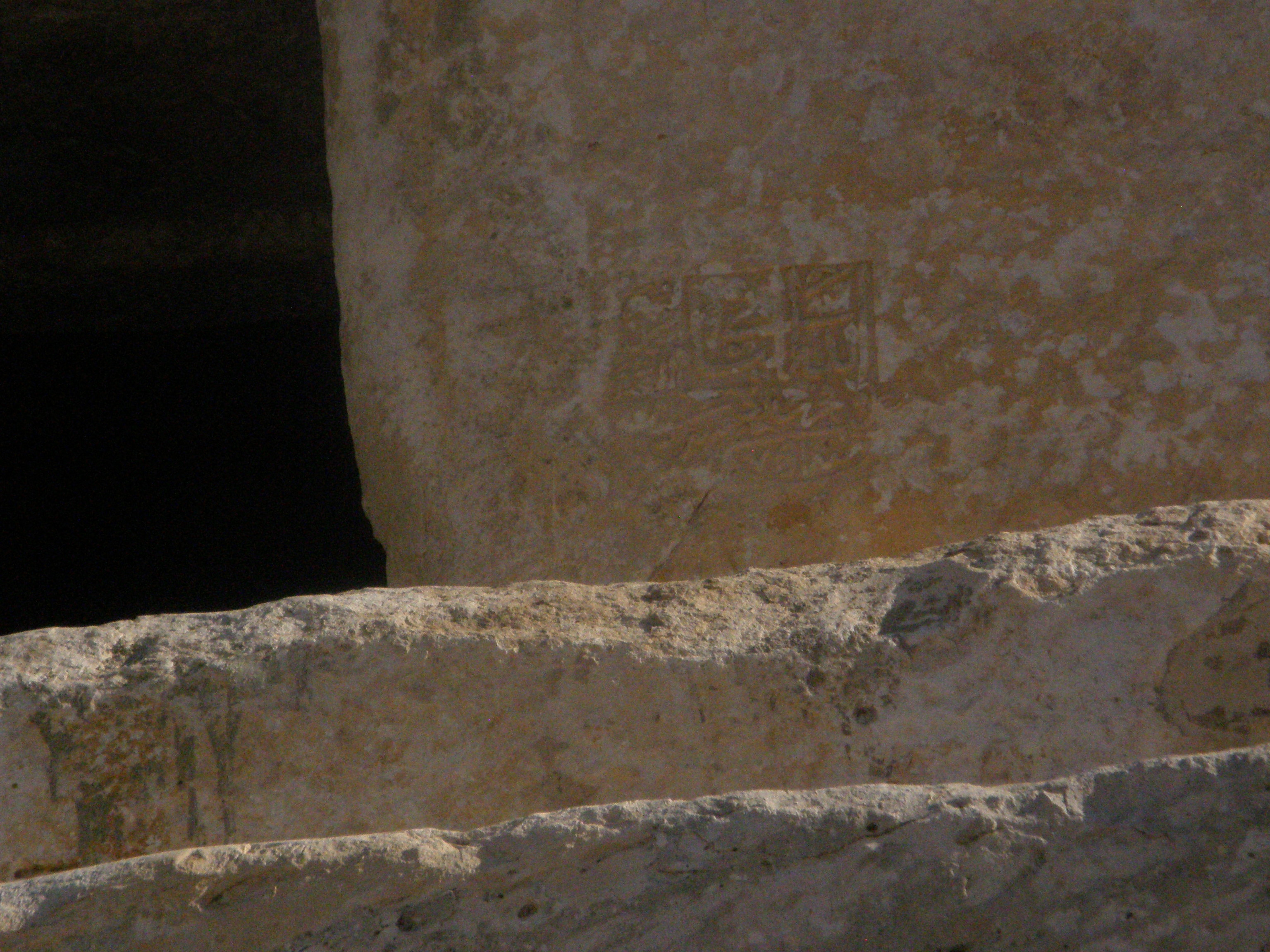
آرامگاه کورش بزرگ
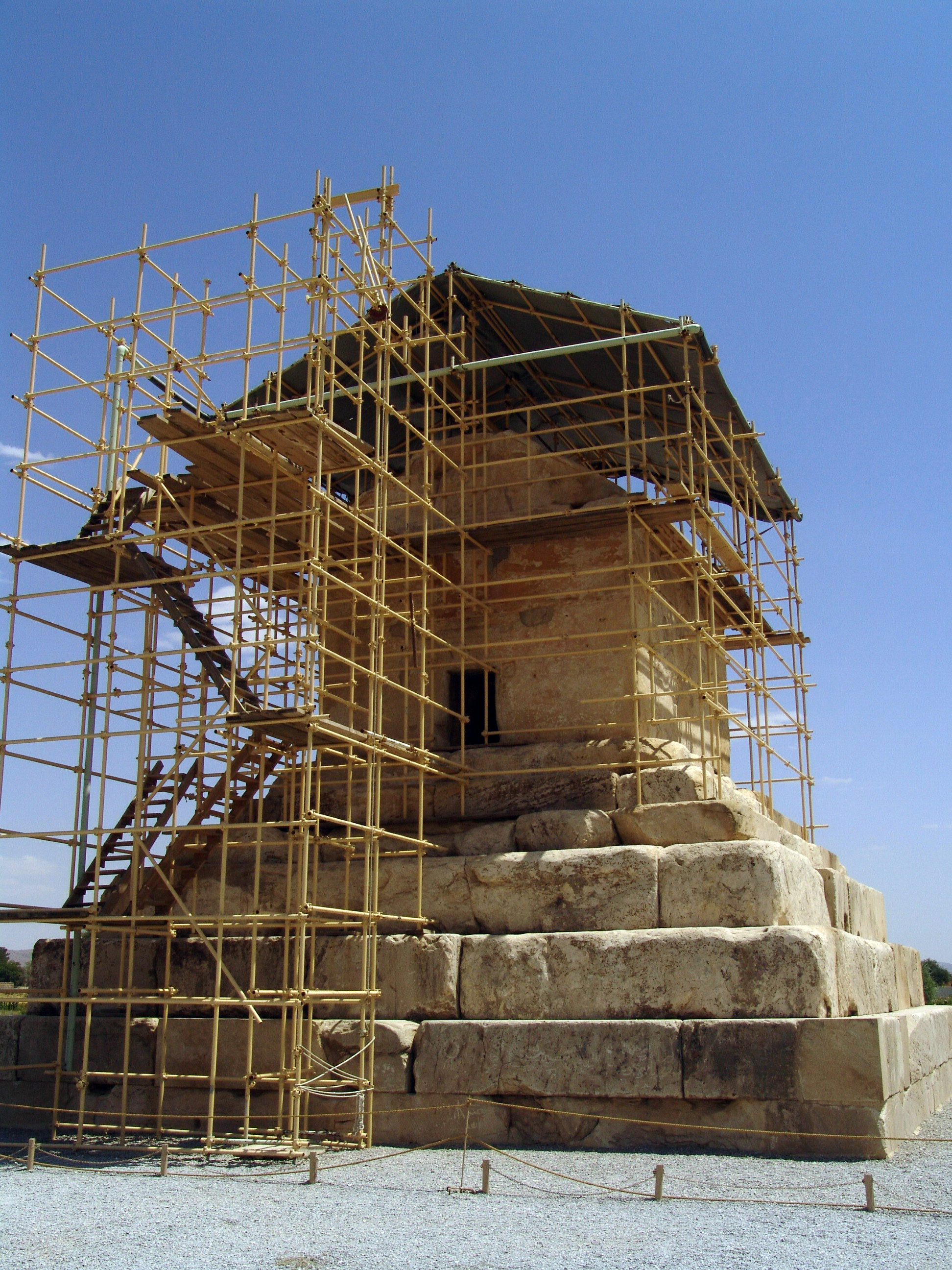
آرامگاه کوروش بزرگ در دست بازسازی
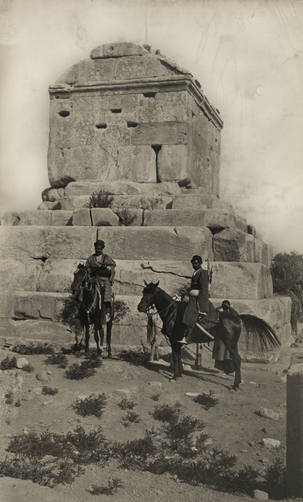
پاسارگاد، در دهه ۱۹۲۰ میلادی
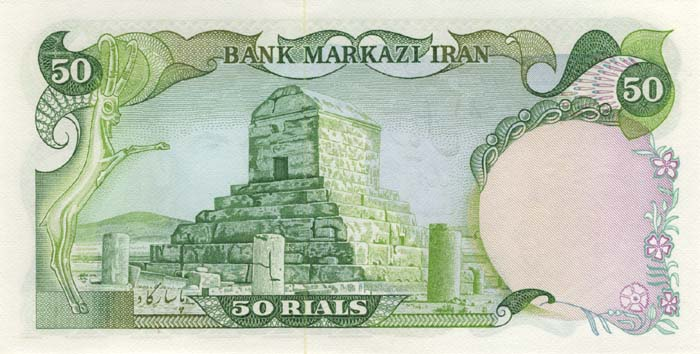
پشت اسکناس ۵۰ ریالی پهلوی دوم

### آرامگاه کمبوجیه

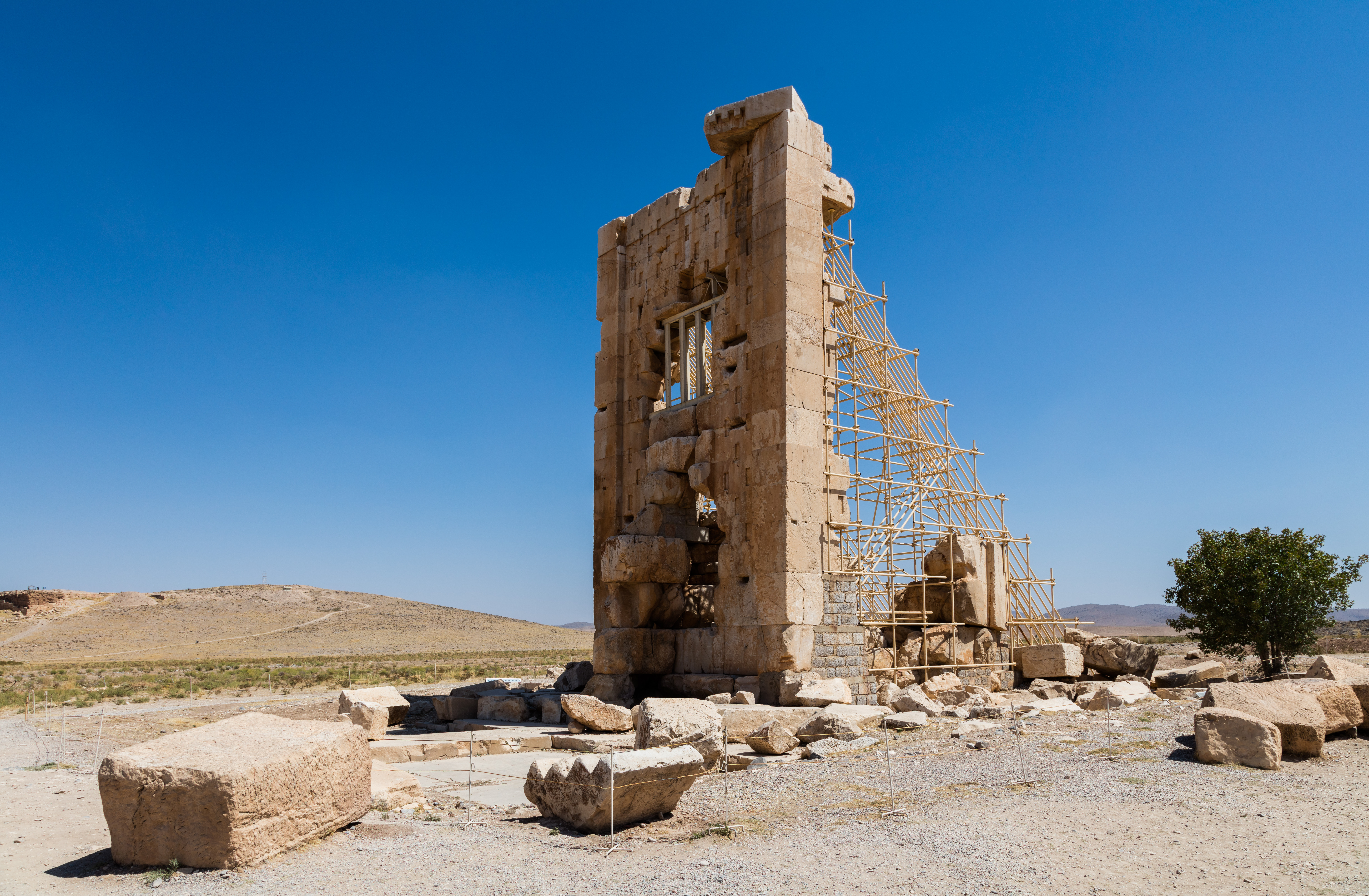
برج سنگی موسوم به زندان سلیمان که پژوهشگران آن را آرامگاه کمبوجیه یا کاساندان قلمداد کرده‌اند

آن را به عنوان زندان سلیمان می‌شناسند. حاشیه شمالی محوطه کاخ‌ها در سلطه ویرانه‌های یک برج سنگی بلند بوده.
شاید کمبوجیه یا بردیا در فکر یک ساختمان جدا در نقش رستم بوده‌اند. پس داریوش در این‌جا فعالیت کرده است. از دیدگاه امنیتی محوطه جنب آرامگاه آتی شاه می‌بایست زیاد نگهبانی می‌باشد.
ارتفاع کامل دیوار جلوی بنا۳۸/۱۲ متر بوده. پس اگر ما ارتفاع سکو (۴۱/۱) متر و ارتفاع تخمینی سقف هرمی شکل را (۳۰سانتی‌متر) به دیوار جلو اضافه شده است، ارتفاع کلی بنا به ۰۹/۱۴ متر می‌رسد. زندان شامل یک برج مربع با پیش نشستگی در چهار گوشه، سه ردیف پنجره کاذب در سه جانب ساختمان قرار داشته است. پایه برج یک سکوی سه طبقه پابر جا شد، دو پنجره کاذب کوچک در بالای ورودی استوار است و هریک از دیوارهای فوقانی با پانزده ردیف تو رفتگی مستطیل شکل، مرتب شده است. از قطعات بزرگ سنگی در ساختمان کار کرده‌اند.
در مجموعه ساختارهای هم‌زمان هخامنشی، ساختمان زندان دارای ارتباطی، هم با معماری تدفینی و هم با معماری مذهبی می‌باشد.
طبق نظریه اشمیت، زندان با قرار داشتن در نزدیکی کاخ‌های پاسارگاد، احتمالاً توسط کوروش ساخته شده است. خزانه‌ای برای لوازم سلطنتی یا مذهبی- درفش شاهانه، نمادهای دینی و امثال آن بوده است.
از دو پنجره کور در نمای اصلی زندان فقط قطعات کوچکی در میان آوار پایه بنا باقی‌مانده است.
پژوهشگران با این نظر مخالفند که زندان سلیمان آرامگاه ژان پرو، لویی واند نبرگ و برخی دیگر برج زندان سیمان را آرامگاه کمبوجیه پدر کوروش بزرگ می‌دانستند و گروهی دیگر این مقبره را از آن کاساندانه زن کوروش می‌پنداشتند. شوربختانه از این بنا درحال حاضر فقط یک دیوار به جا مانده است و قسمت زیادی از آن در سده‌های نه چندان دور خراب شده است.
آنچه از این بنا باقی‌مانده دیواری بلند به ارتفاع حدود ۱۴ و طول تقریبی ۷٫۵ متر است. این بنا به بنای کعبه زرتشت در نقش رستم شباهت دارد در حالی که از نظر قدمت، قدیمی‌تر و از نظر استحکام و فن ساخت نمایانگر اجرایی قوی‌تر از بنای کعبه زرتشت است.
شهبازی با استناد به کتیبه‌ای که در دیوار آن قرار گرفته برج زندان سلیمان را آرامگاه کمبوجیه می‌پنداشتند که جسد وی را داریوش بزرگ پس از مرگ از سوریه به پاسارگاد آورده است و در این ساختمان قرار داده است. پژوهشگران با توجه به شباهت این بنا در پاسارگاد با کعبه زرتشت در نقش رستم تحقیقاتی را دربارهٔ کاربرد اصلی و نقشه این بنا داشته‌اند. بنا به سنگ‌نوشته شاپور یکم بر کعبه زرتشت، برج سنگی کعبه زرتشت،دژنبشت نامیده شده که شاید به محل نگهداری اوستای مقدس اشاره داشته است. غیر از فرض یاد شده کاربری آرامگاهی و نیز معبد برای این بنا پیشنهاد شده است. در سال ۱۳۹۵ گروه‌های باستان‌شناس به منظور یافتن پاسخی درخور، به منظور شناسایی هویت واقعی بنا، تصمیم گرفت تا تپهٔ کوتاهی که در جنوب شرق بنای زندان واقع است را کاوش کند. پیوند این پشته با برج سنگی به وضوح در نقشه اولیه محوطه و تصاویر قدیمی هوایی دیده می‌شود. یافته‌های کاوش در این فصل شامل تراشه‌های زائد حاصل از ساخت مکعب‌های سنگی زندان سلیمان، سفال شاخص هخامنشی و نیز سرپیکان سه پره مفرغی از همان دوره است. این بقایا در نهشته‌های کاوش شده در این تپه به خوبی نشان از قدمت آثار کشف شده به دوره هخامنشی دارد.
مری بویس استاد دانشگاه و پژوهشگر در رشته مطالعات زرتشتی این برج را آرامگاه کاساندان همسر کوروش بزرگ قلمداد کرده است.

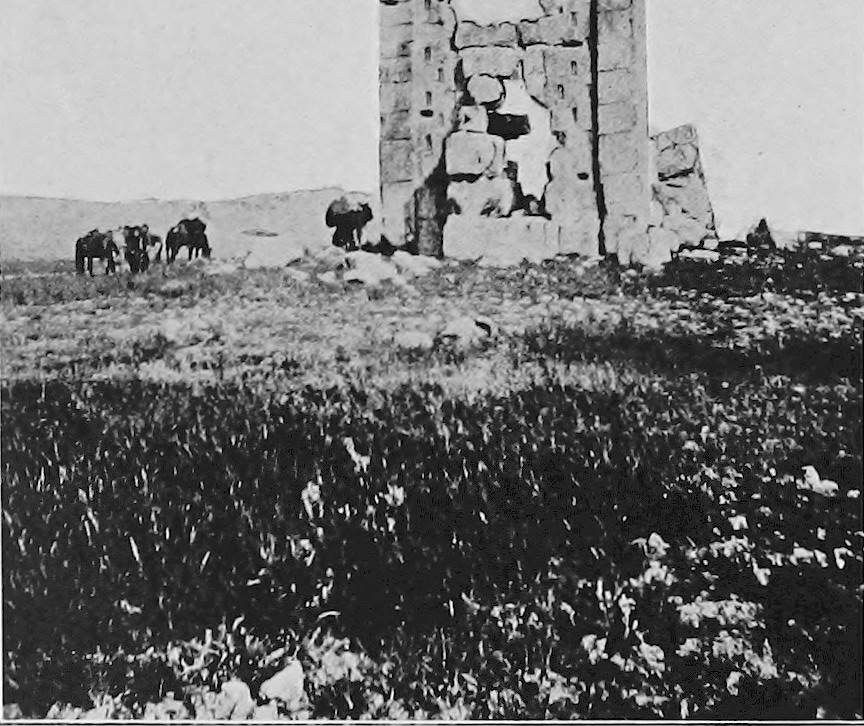
تصویری قدیمی متعلق به سال ۱۹۰۶
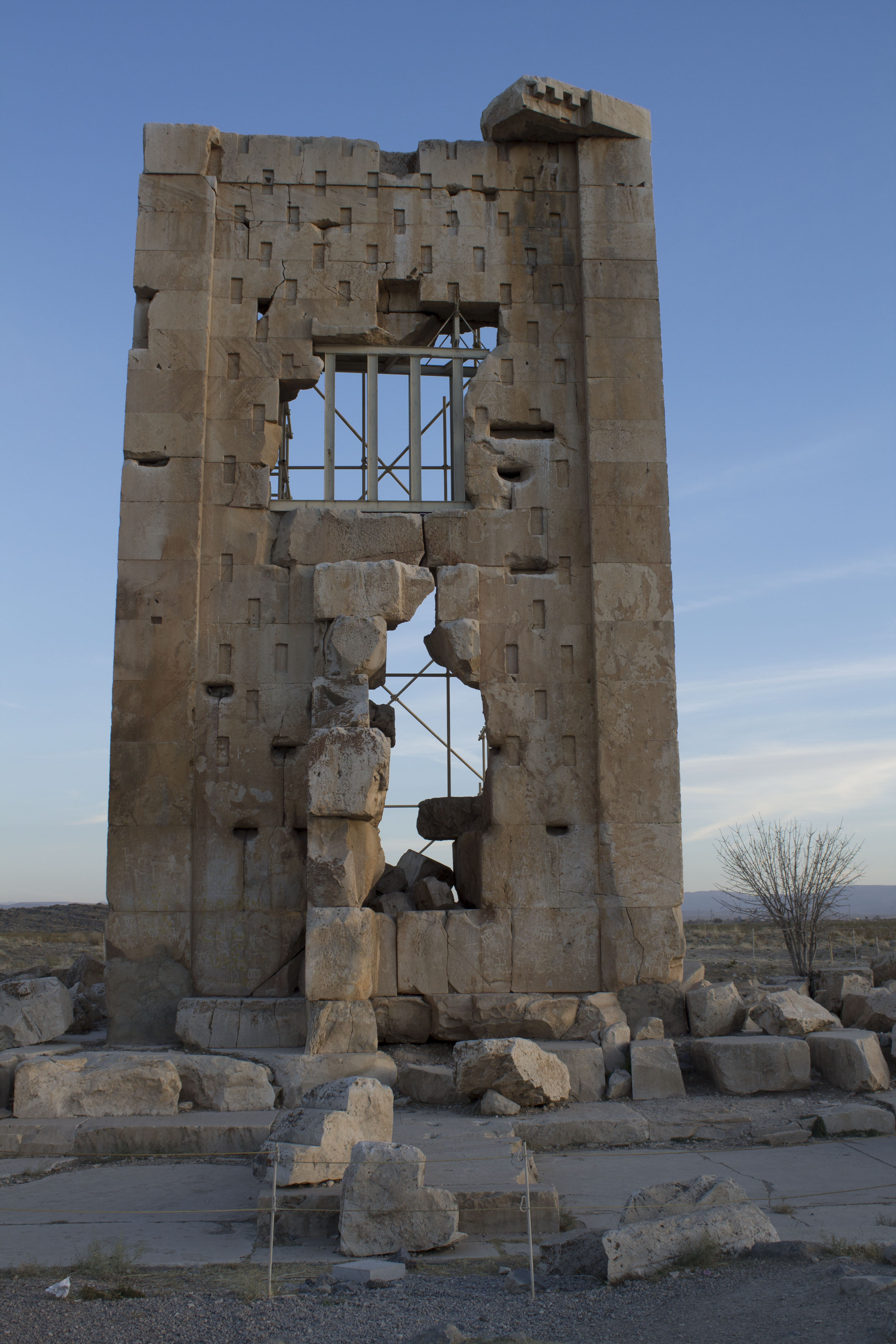
آرامگاه کمبوجیه
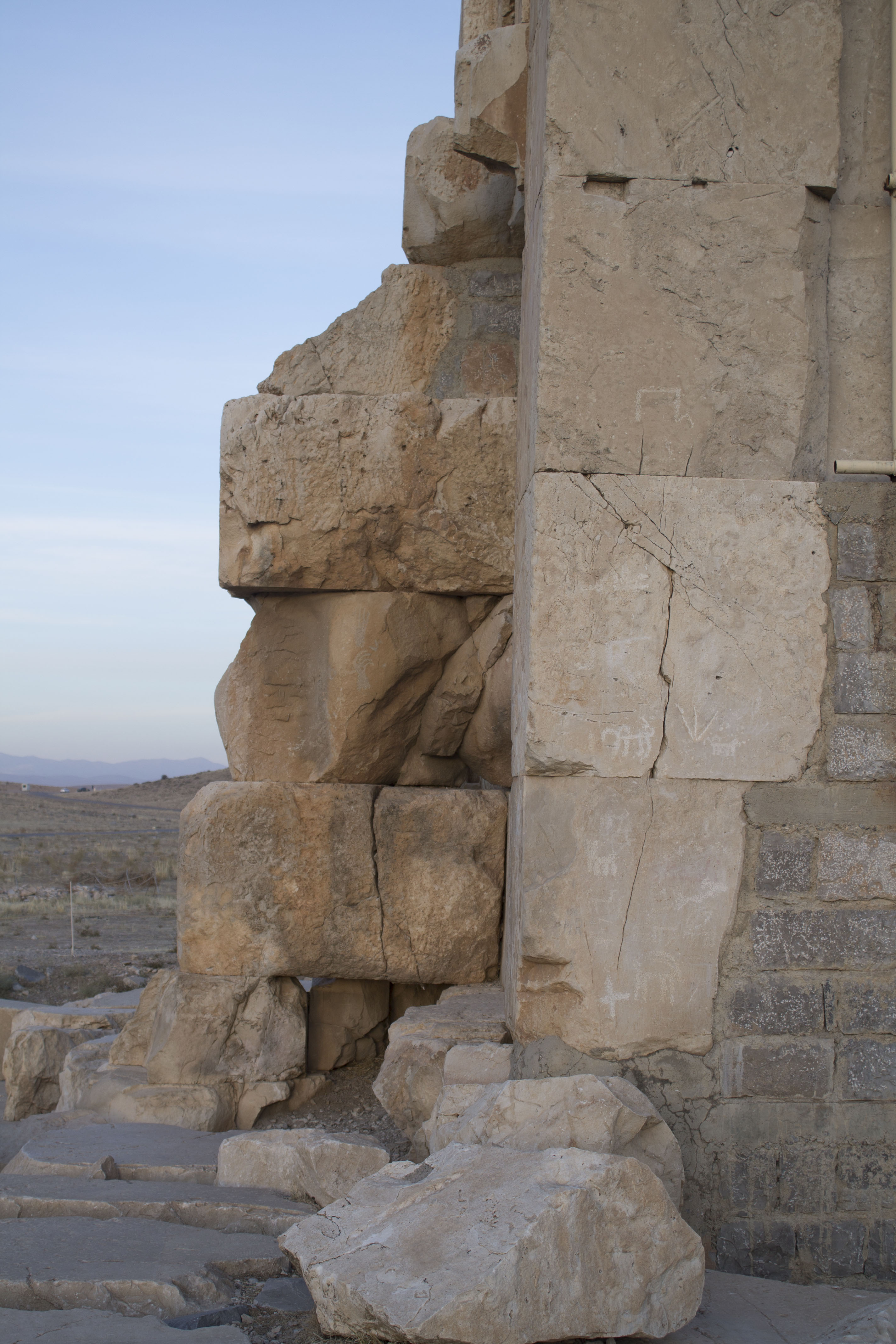
آرامگاه کمبوجیه
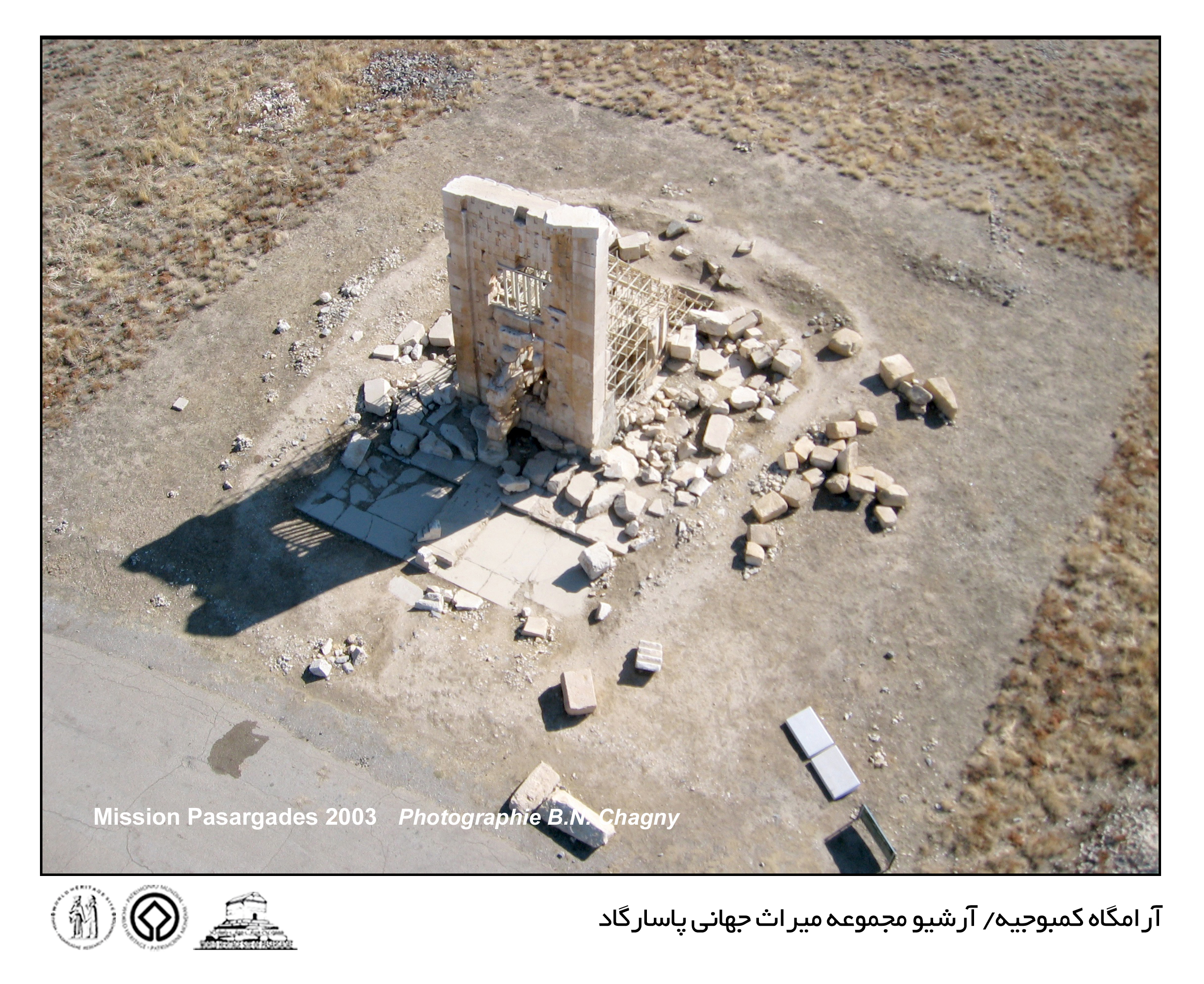
آرامگاه کمبوجیه
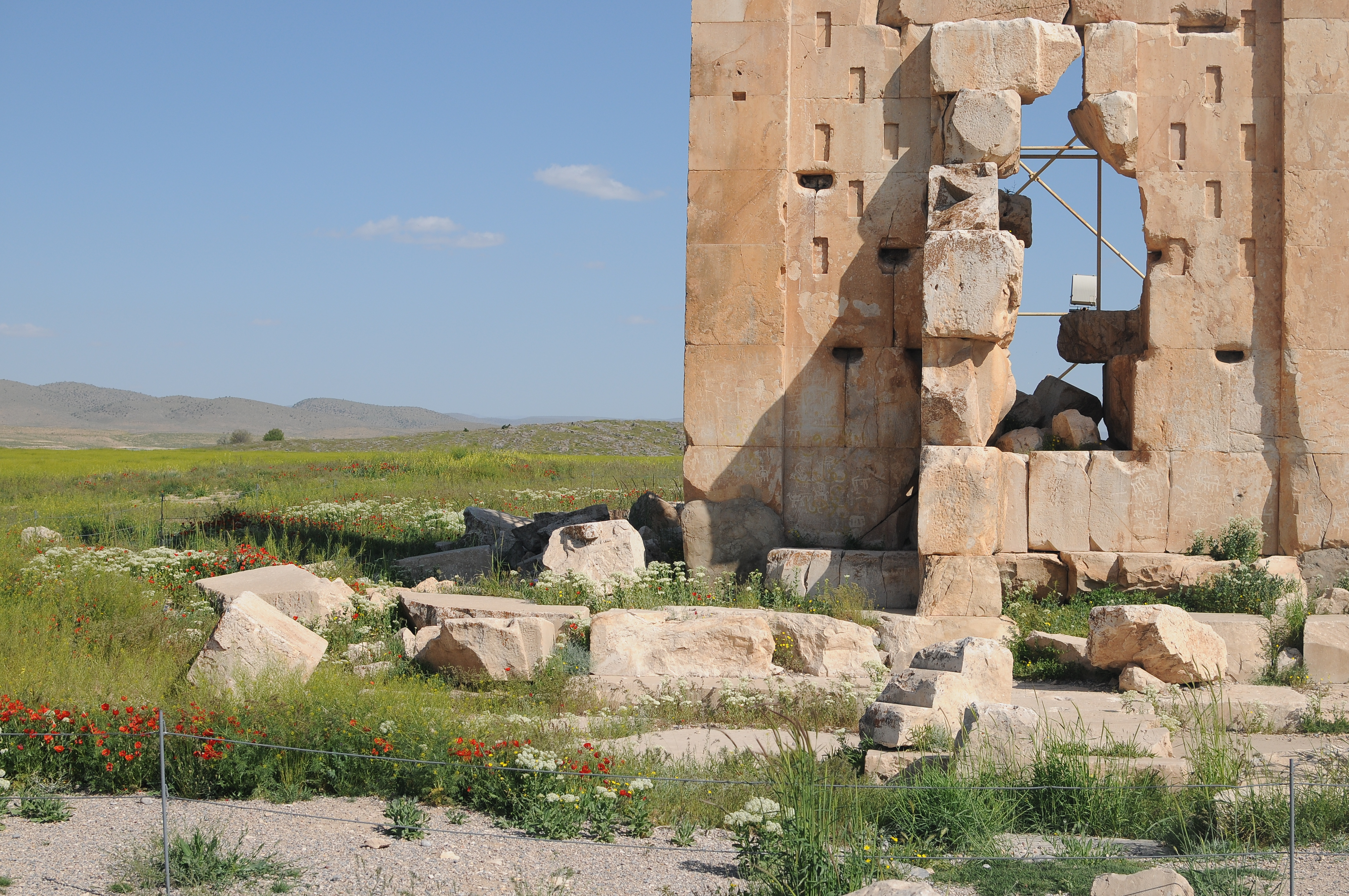
در بهار

### مسجد پاسارگاد
مسجد پاسارگاد مسجدی است که در سال ۶۰۲ هجری شمسی و در دوران فرمانروایی اتابکان فارس و توسط اتابک سعدبن زنگی از حاکمان دادگستر فارس در اطراف مزار کوروش که در آن دوران به مسجد یا مشهد «مادر سلیمان» نبی معروف بوده است، ساخته شده است. این مسجد از قدیمی‌ترین مساجد ایران بوده است که بقایای آن تا پیش از جشن‌های دو هزار و پانصد ساله شاهنشاهی در سال ۱۳۵۰ باقی بود. در آن سال برخلاف منشور ونیز برای مرمت آثار باستانی، بقایای مسجد ازجمله دروازه آن توسط گروه مرمت از مؤسسه ایزومئو برهبری اوجنیو گالدیری و با تأیید اداره باستانشناسی که شامل ستون‌های سنگی و کتیبههای قرآنی بود به محل دیگر برده شد.
در طرح‌هایی که ارنست هرتسفلد از محوطه مقبره کوروش تهیه کرده حدود و ثغور مسجد توسط ستونها پیداست. مسجد به شیوه‌ای ساخته شده بود که مزار کوروش در میان آن قرار داشت. در داخل مزار کوروش ضلع سمت راست ورودی (دیوار جنوب غربی) نیز محرابی ایجاد گردیده که آیاتی از سوره فتح و اسما جلاله در آن دیده می‌شود.
لرد جورج ناتانیل کرزن در سفرنامه خود در کتاب پرشیا و مسئله پرشیا (Persia and the Persian Question) جلد دوم صفحه ۷۷ ضمن تشریح کامل وضعیت دشت مرغاب و پاسارگاد به مراز کوروش اشاره کرده و می‌نویسد که این ساختمان در میان مردم به مزار یا «مسجد مادر سلیمان» مشهور است و اطراف آن تعداد زیادی از قبور مسلمانان دیده می‌شود.
باقیمانده مسجد و ستونها پیش از برپایی جشن شاهنشاهی در دهه پنجاه جمع‌آوری شد و به محل کاخ انتقال یافت. علی سامی که مسئولیت بازسازی و مرمت مزار کوروش را بر عهده داشت معتقد بود که مسجد از جهت معماری حائز اهمیت نبوده است.

### استحکامات دفاعی تل تخت

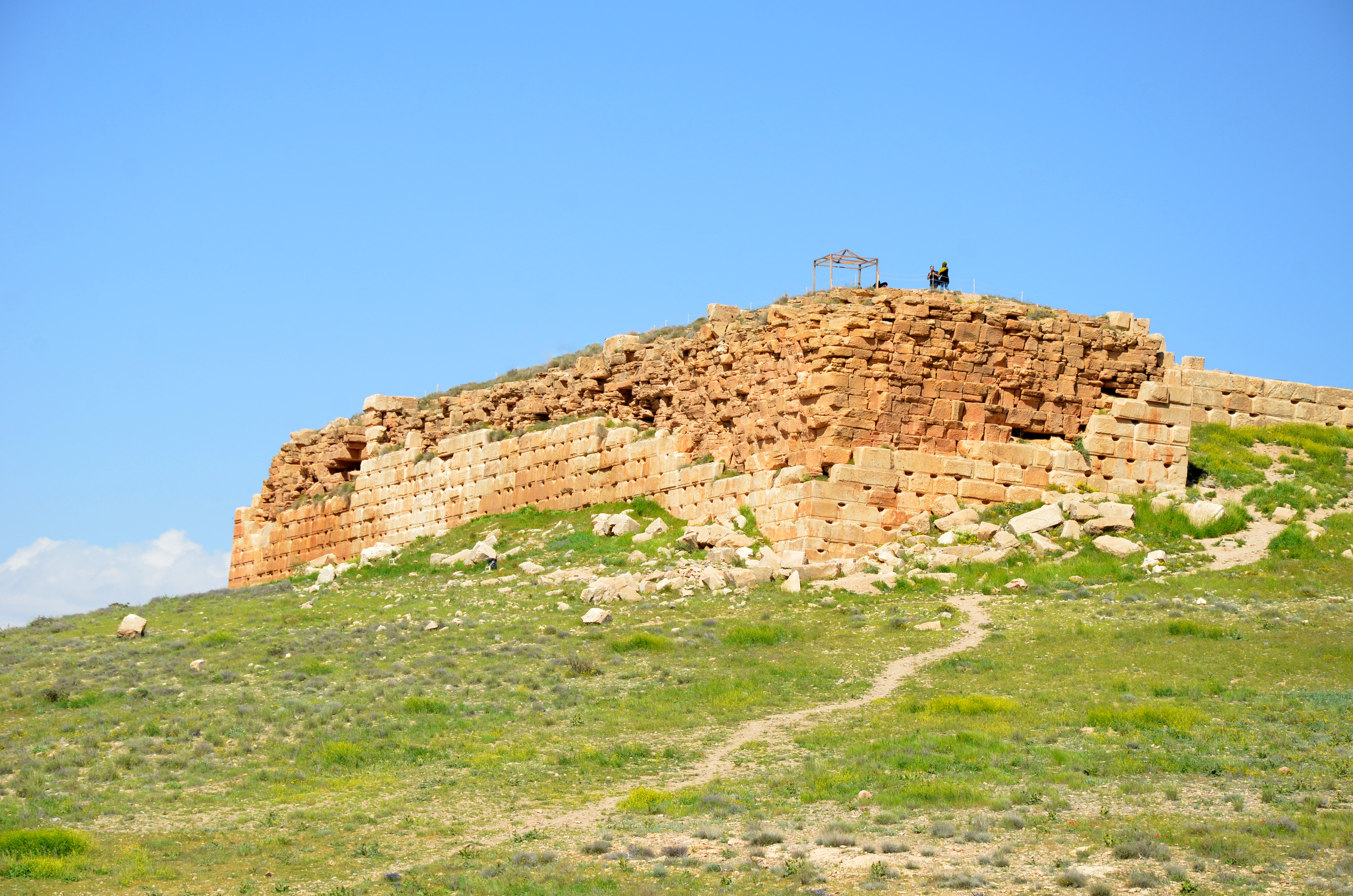

در محوطه پاسارگاد سکوی عظیم تل تخت به عنوان مادر سلیمان می‌شناسند.
در طرح اولیه زمان کوروش بزرگ سکوی تل تخت، مساحتی بیشتر در بر می‌گرفت که هدف آن ساخت یک بنای تشریفاتی همانند تخت جمشید بوده است، با مرگ کوروش بزرگ، داریوش شاه میل به ساخت بناهایی داشت. به همین علت مکانی در حدود ۶ هزار متر مربع که قبل تر از آن در زمان کوروش به شکل متوازی‌الأضلاع بوده است با ساختارهای خشتی به شکل بنای یاد گونه ساخته شد .(نه مجموعه تشریفاتی، که کوروش می‌ساخت). در ضلع غربی حیاط تالار ستون دار بزرگی با ابعاد ۷ * ۲۵ ساخته شده است که دارای هشت ته ستون استوانه‌ای که بر روی آن قلمه‌های چوبی آشکار شده است.
در جهت شمالی تل تخت دو پلکان برای رفتن بر فراز تختگاه بوده است که هر دوی این پلکانها ساده و یک طرفه و از مقابل تخت گاه تل تخت داخل می‌شدند که امروزه چیز زیادی از آن باقی نمانده است.
چند رج پایین دیوار، بیشتر سنگ‌های دیواره بیرونی با بست‌های دم چلچله‌ای متصل شده است که در زمان‌های بعد بیشتر این بست‌ها از جا بیرون زده است و شواهد می‌گوید برای به‌دست آوردن آهن آماده‌ای در درون سنگ‌ها بوده است. بسیاری از سنگ‌ها را، به ویژه در جبهه غربی از دیواره دور از هم قرار داده است و به پایین تختگاه می‌اندازد که امروزه قسمت‌های زیادی از آن خراب شده است.
راه پله سنگی نیمه تمام آن مسدود و یک دیوار بزرگ از خشت اطراف محوطه ساخته شده، ورودی جدیدی که تردد وسایل چرخدار بوده است، در ضلع جنوبی بخش دفاعی، بر فراز تپه قرار دارد. در پایان دوره هخامنشی هیچ آسیبی ندیده است و تخت به عنوان خزانه سلطنتی تقریباً دست نخورده به اسکندر مقدونی تحویل داده‌اند. نابودی این محوطه در حدود سال ۲۸۰ پ. م به یک شورش محلی مربوط بود؛ که به تسلط سلوکیان در فارس به سر انجام رسید.
این سازه‌ها با وسعتی در حدود ۸۰۰۰ متر مربع بر روی تپه‌ای بزرگ در انتهای شمالی پاسارگاد قرار دارند. سازه‌های یادشده معماری چهار دوره را به خود اختصاص داده است:
1. ساختارهای سنگی؛ عموماً مربوط به دورهٔ اول هخامنشی.
2. ساختارهای خشتی؛ مربوط به دورهٔ دوم هخامنشی.
3. ساختارهای خشتی و سنگی؛ مربوط به دورهٔ سلوکی و اشکانی.
4. ساختاری خشتی، آجری و سنگی؛ مربوط به اواخر دورهٔ ساسانی.

ساختار اول (سنگی) به روش بنایی خشک و با استفاده از قالبهای بزرگ سنگی و یک شیوهٔ اتصالی به نام آناتیروسیس (Anathyrosis)، که تمدنهای آسیای صغیر در سدهٔ ششم میلادی با آن آشنا بودند، بنا شده است. نقشهٔ عمومی سکو یک متوازی‌الأضلاع با ابعاد تقریبی ۹۸×۷۹ متر و با تورفتگیهایی در کناره‌های شمالی و جنوبی، است. ارتفاع اصلی آن تقریباً ۱۵ متر بوده است. اولین مرحله از ساخت بنا توسط کوروش بزرگ انجام گرفته و با مرگ وی در سال ۵۳۰ قبل از میلاد متوقف شد. مرحلهٔ دوم در دوران داریوش بزرگ با استفاده از آجرهای خشتی (گلی) ساخته شد (۴۸۶ تا ۵۲۲ قبل از میلاد).

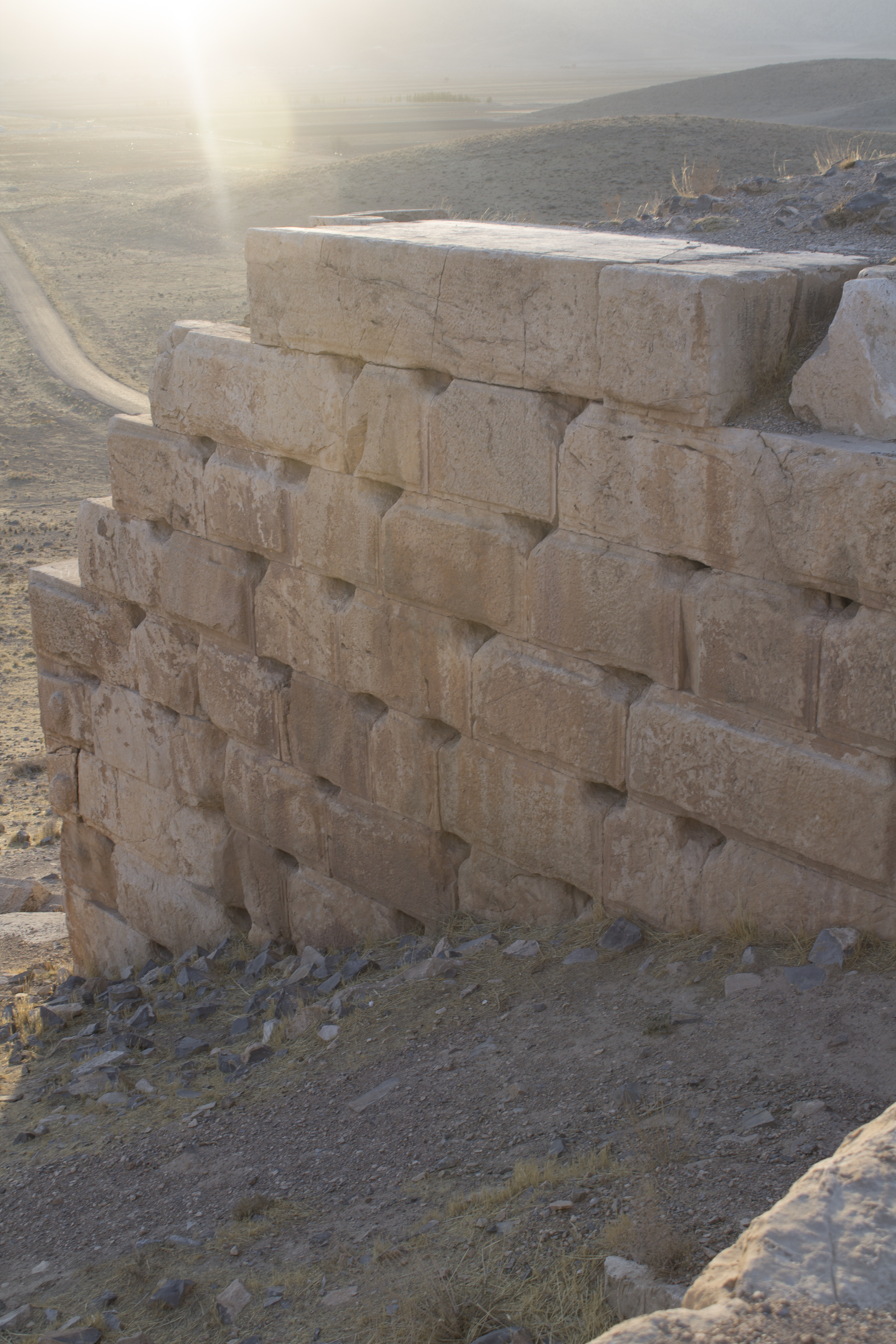
تل تخت
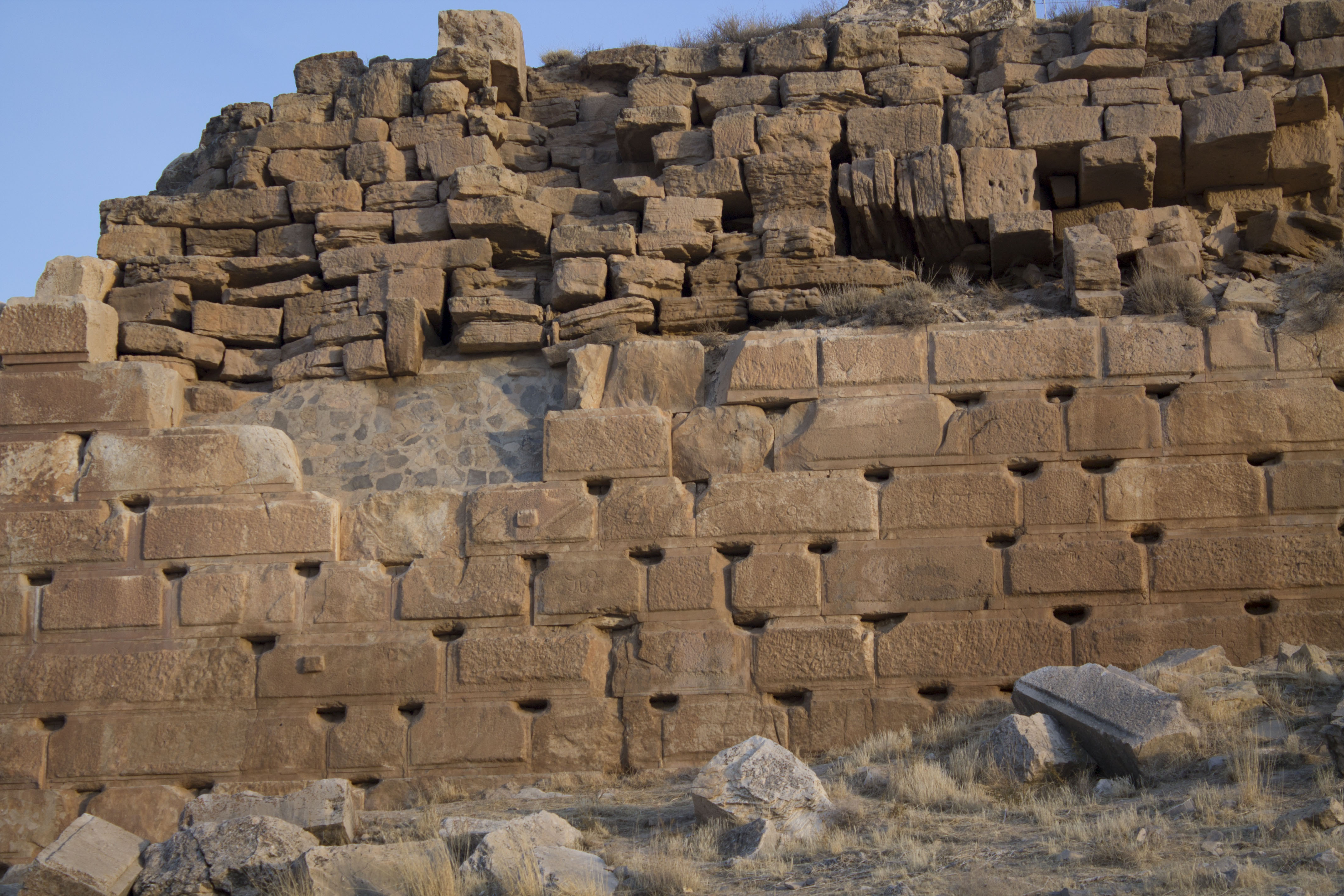
تل تخت
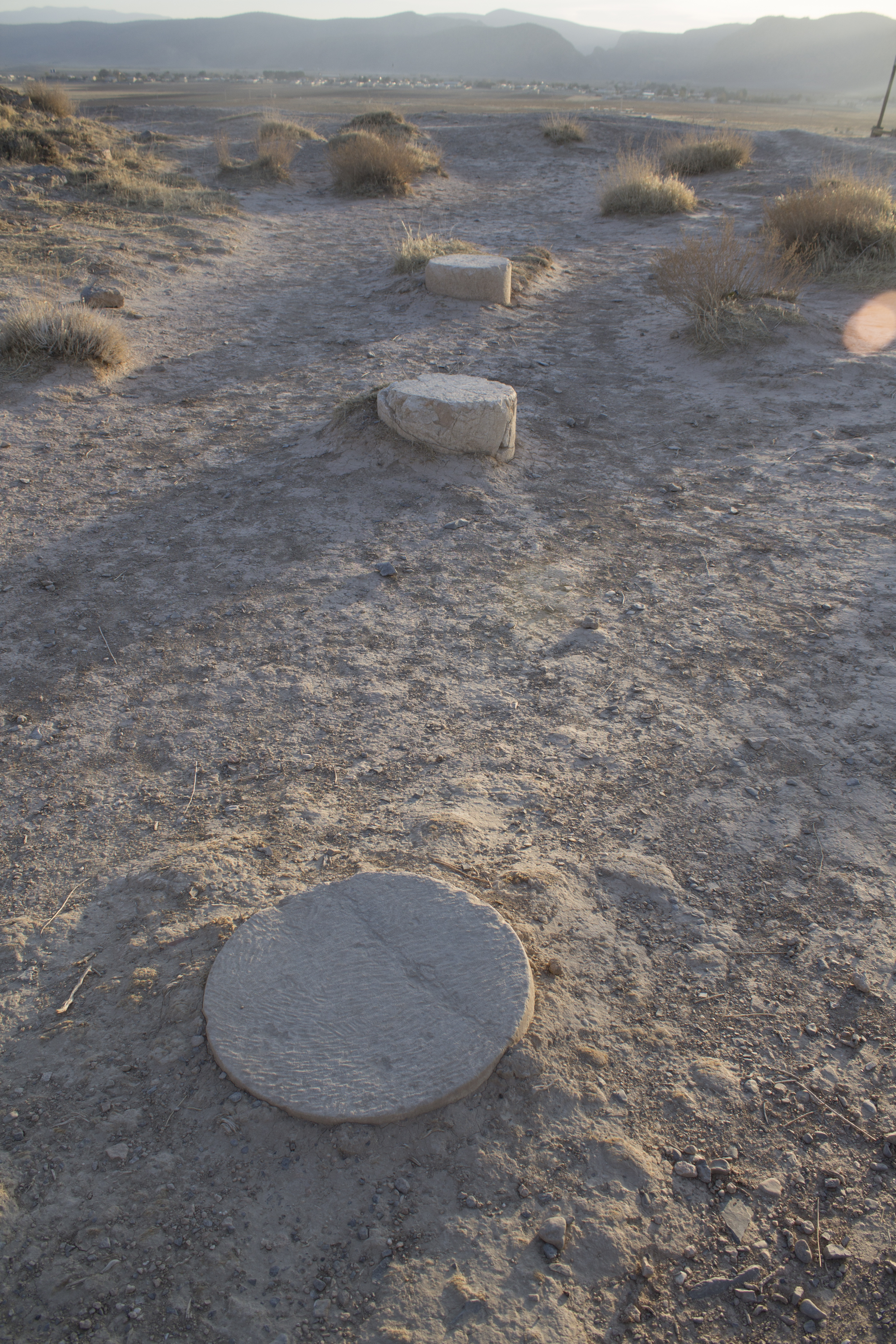
تل تخت
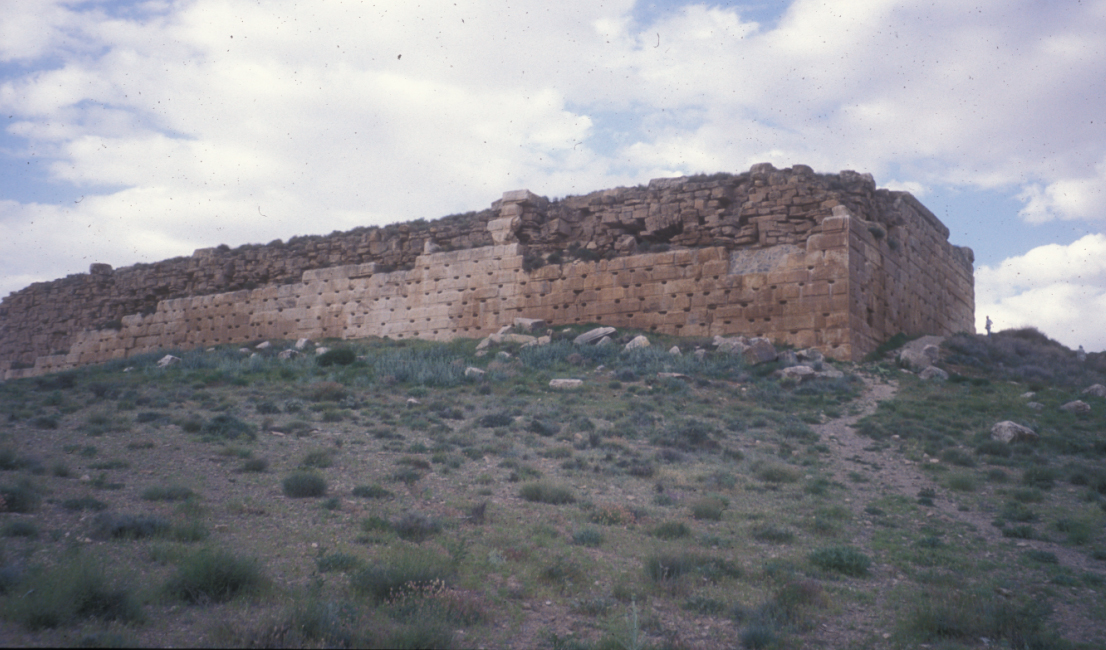
تل تخت
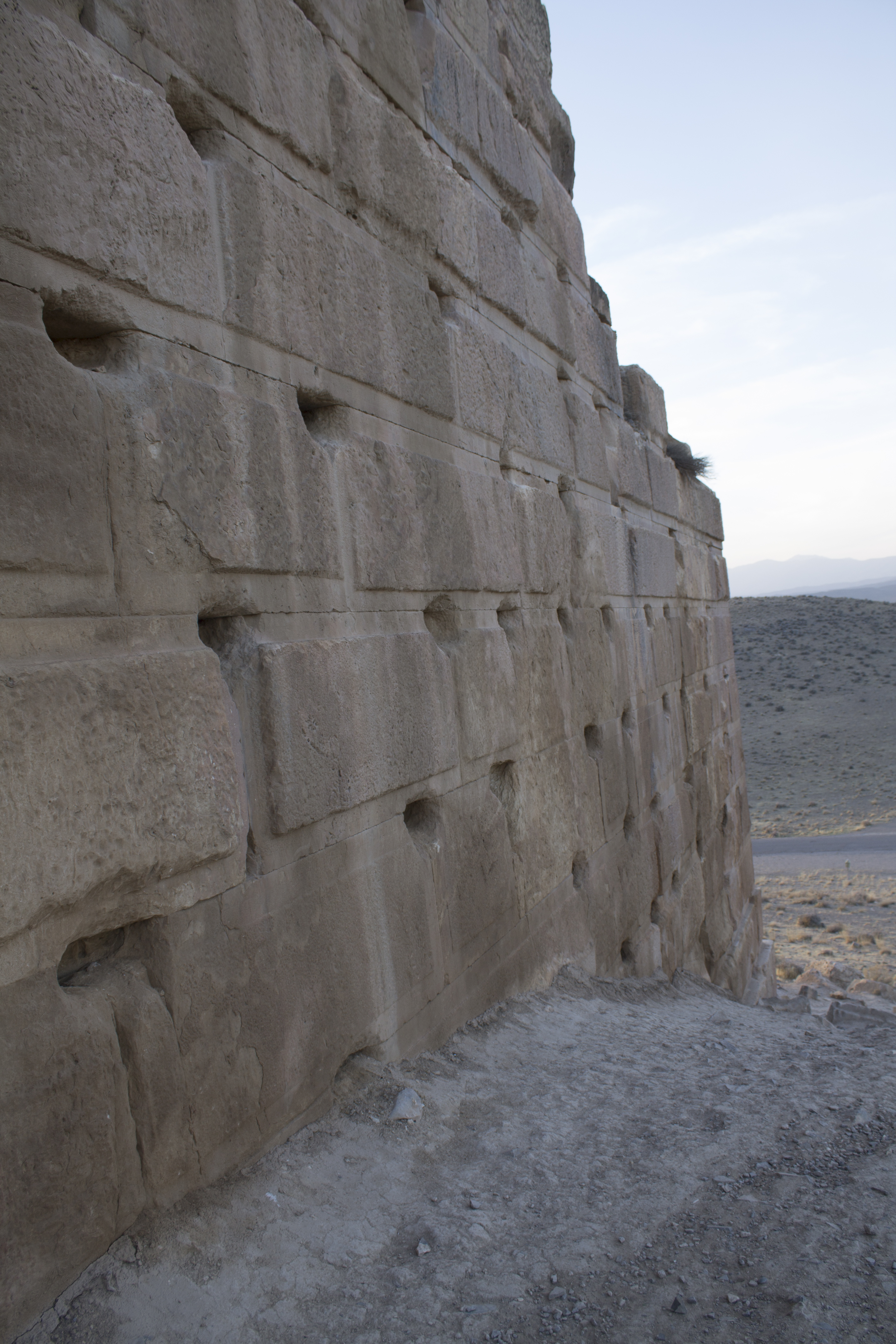
تل تخت
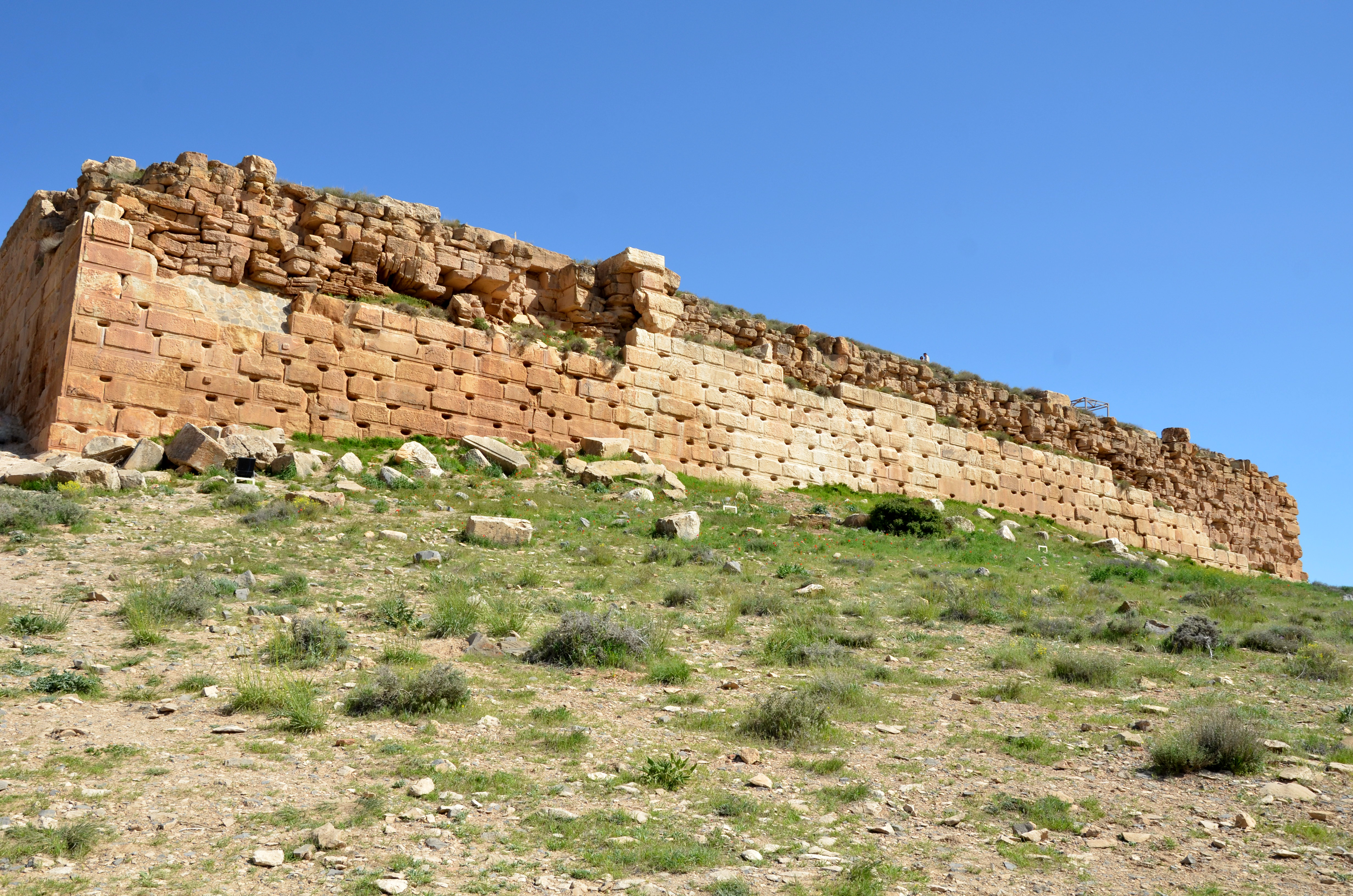
تل تخت

### سنگ‌نگاره انسان بالدار

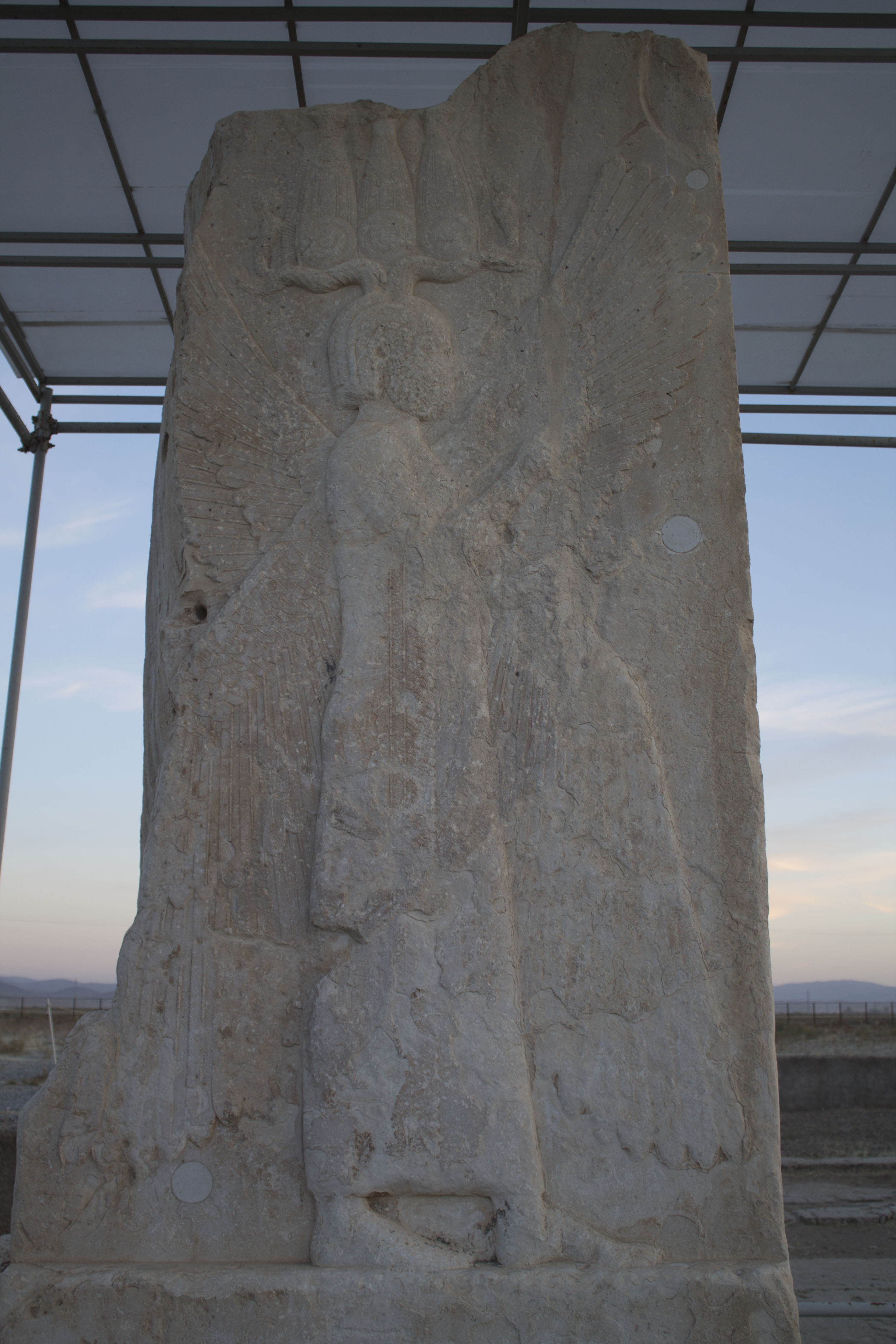
نقش‌برجسته انسان بالدار

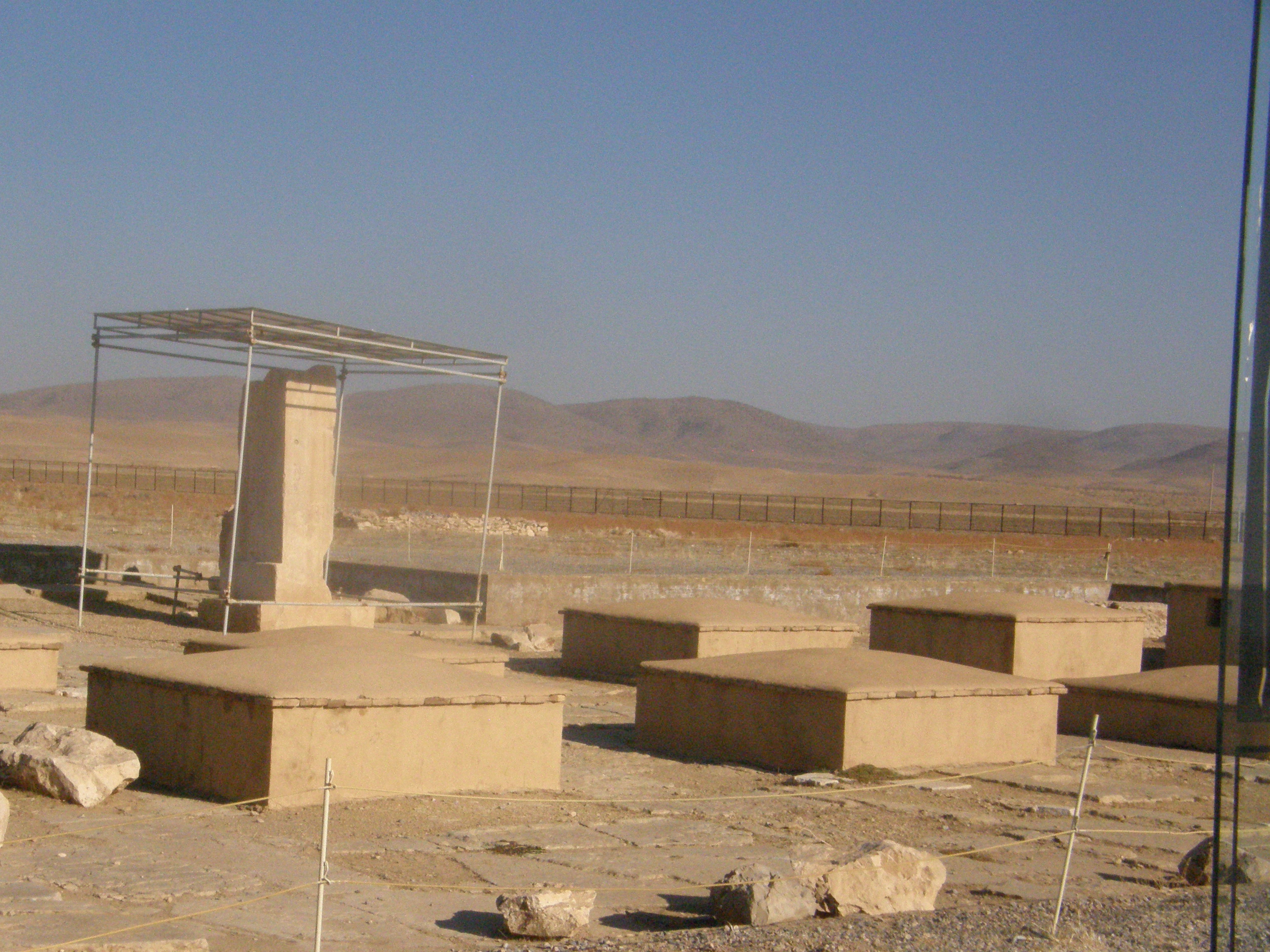

سنگ‌نگاره انسان بالدار سالم‌ترین و زیباترین نقش ایجاد شده در بناهای پاسارگاد است که دارای مفاهیم عمیق اندیشه والای انسانی کوروش بزرگ است.
سنگ نگاره مردی را نشان می‌دهد با ریش انبوه کوتاه، ردای بلند و تاجی بر سر در حالی که چهار بال او را دربر گرفته‌اند رو به سوی مرکز کاخ دارد. عناصر تزئینی و هنری سنگ نگاره بسیار زیبا، چشمگیر و معنادار است. بر بلندای نقش تاجی زیبا است که روی شاخ‌های بلند و تاب دار یک قوچ حبشی، در حالی که دو مار کبرای پشت به هم کرده که هر یک گویی را به نماد خورشید بر سر دارند قرار گرفته است. سه دسته گل نی، بخش اصلی تاج را که هر یک گوی خورشید را بر فراز دارند و با پر شترمرغ احاطه شده‌اند تشکیل داده‌اند. انتهای این سه دسته گل را سه گوی بزرگ خورشید پوشانده‌اند. بالها با ظرافت و زیبایی دو سوی مرد را دربر گرفته در حالی که دو بال به سوی آسمان و دو بال به سمت زمین گسترده شده‌اند. اندام این مرد با ردایی بلند و حاشیه دار پوشانده شده که مزین به گلهای رزت است. دستها یکی به سوی جلو و دیگری در امتداد بال به سوی بالا قرار گرفته‌اند در حالی که پاها عریان هستند.
در ایجاد این نقش از هنر و فرهنگ‌های ملل مختلف آن روز الهام گرفته شده است. ازجمله تاج که پیشینه‌ای مصری دارد، لباس بلند مرد که ایلامی است و بالها که ریشه در هنر آشور دارد. به‌کارگیری هنر ملل مختلف در این سنگ نگاره بر گرفته از اندیشه‌های والای انسانی کوروش است. در واقع هر قسمت نقش بیان‌کننده حضور نماینده‌ای از ملتهای گوناگون است. کوروش با ایجاد این سنگ نگاره یک نوع اتحاد و همدلی را میان مردمان سرزمین‌های مختلف با اندیشه برابری انسان‌ها با هر رنگ، نژاد و زبانی را به وجود آورد. بالای نقش برجسته تا سال ۱۲۴۳ خورشیدی، مزین به سنگ نبشته‌ای میخی سه زبانه بوده با مضمون «من کوروش شاه هخامنشی ام». ولی پیش از سال ۱۲۵۶ خورشیدی این سنگ نبشته را از بالای نقش برداشته‌اند. کتیبه میخی که در بالای نقش انسان بالدار بوده به سه زبان پارسی باستان و ایلامی و اکدی نوشته است.
نقش انسان بالدار را یک مفسر هندی به نام مولانا ابوالکلام آزاد و علامه طباطبایی با شخصیت ذوالقرنین (صاحب دو شاخ) که در قرآن از او به عنوان شاهی جهانگیر و دادگر و نظرکرده یاد شده یکی دانسته و بیان می‌کنند که ذوالقرنین یاد شده در قرآن همان کوروش بزرگ است.

### پل
در محوطه پاسارگاد در فاصله ۱۵۰ متری غرب کاخ دروازه قرار دارد.
پل اصلی با شکل تقریباً مربع به پهنای عرضی ۹۵/۱۵ متر و درازای ۶۵/۱۵ متر می‌باشد. میانگین فاصله ستونها از مرکز محور هر یک تا دیگری ۹۰/۳ متر است و بیشتر آن‌ها در حدود ۸۹ سانتی‌متر داشتند. ارتفاع اصلی هر ستون بیش از ۲ متر بوده.
در محوطه پاسارگاد پلی ساخته شده که نه سیار است و همانند جاده شوش دروازه نیست و از آن محافظت می‌شود. این پل در اصل ورودی ساده برای گذر میان کاخ‌های پاسارگاد در اواخر دوره هخامنشی می‌باشد .(شاید بیشتر پل سیاری به جای پل کنونی استفاده می‌شده. با این وجود بو شارلو آن را مکانی به عنوان آب انباری یا نوعی استخر آبی می‌داند برای سوار کردن آب بروی پردیس‌های شاهی)
وجود پل‌های سنگی ثابت و چرخشی در بسیاری از نوشته‌های مورخان یونانی به روشنی بازگو شده است.
قدمت پل نامشخص است. کمبود وقت در پایان فصل سوم کاوشهای استروناخ، مانع بررسی کامل این ساختار شده است. به هر حال از چند موضوع چنین برداشت می‌شود که طبق نظر استروناخ پل یک بنای متاخر هخامنشی یا بعد از هخامنشی می‌باشد. این پل در جهت درستی با خط محوری دروازه R ساخته نشده، ستون‌ها قطر و استحکام متفاوتی داشتند. دیوارهای جانبی باریک اند، و در ساختاری که نیاز به بست‌های فلزی است، فقط تعداد محدودی بست از نوع متاخر بوده است.

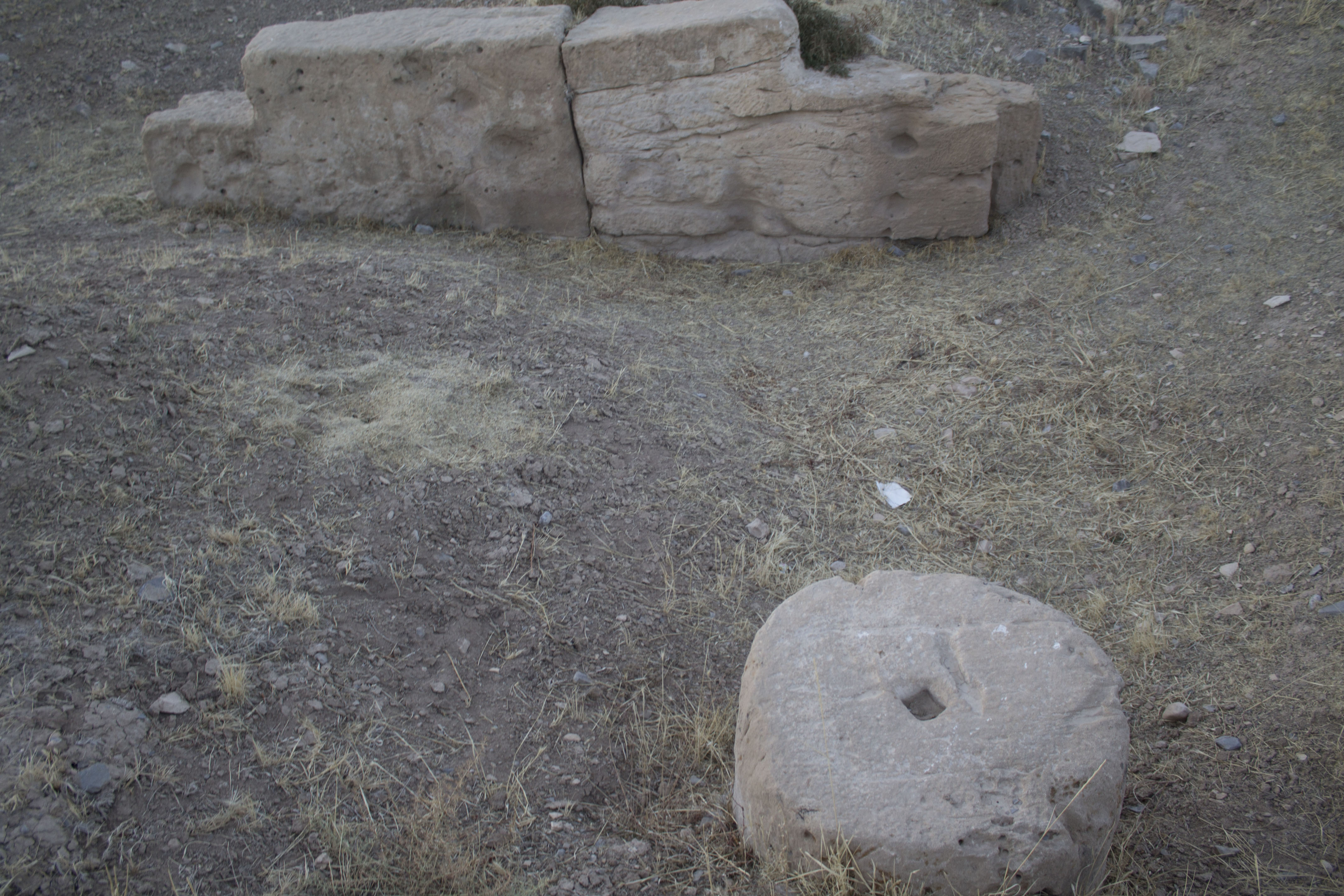
پل
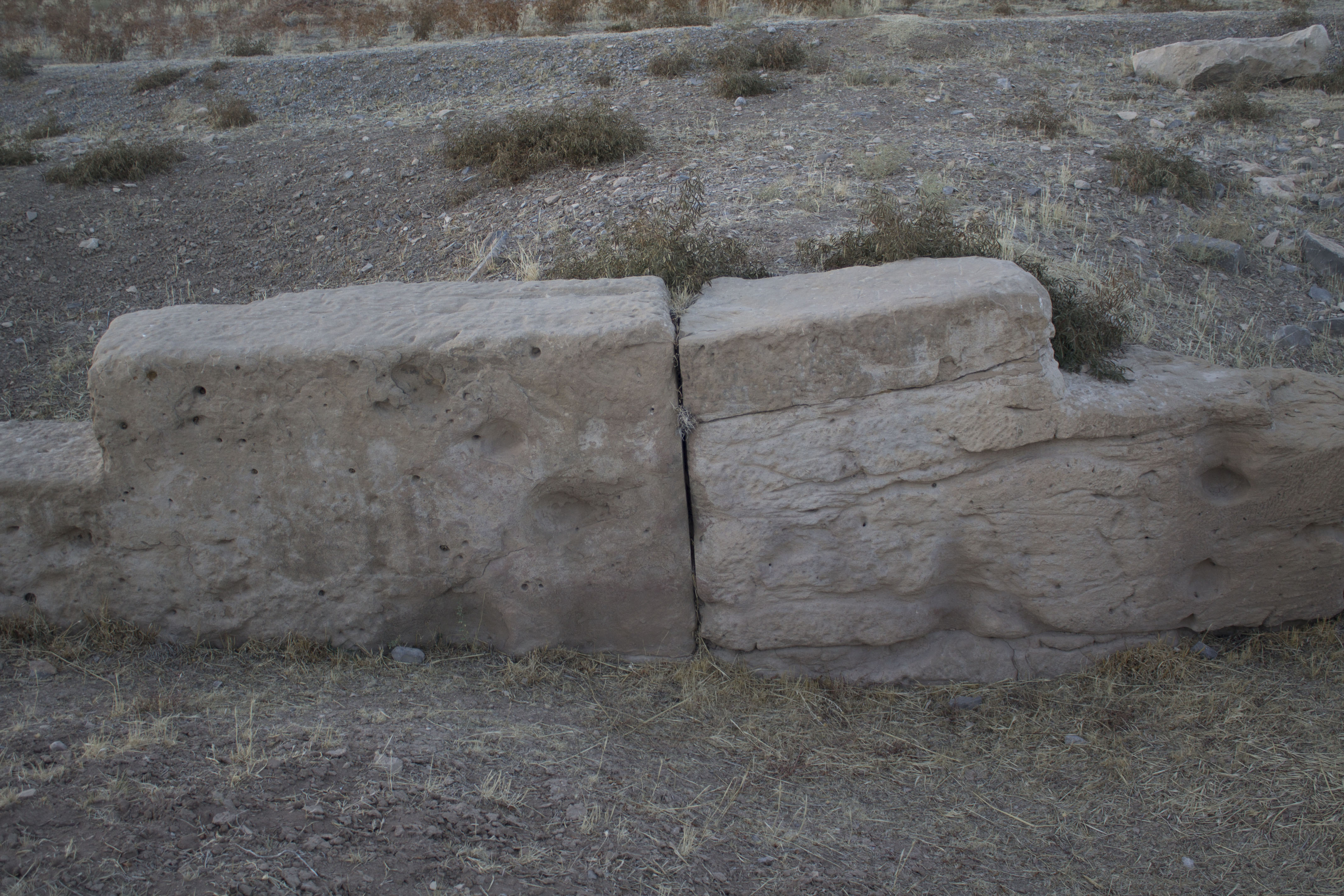
پل
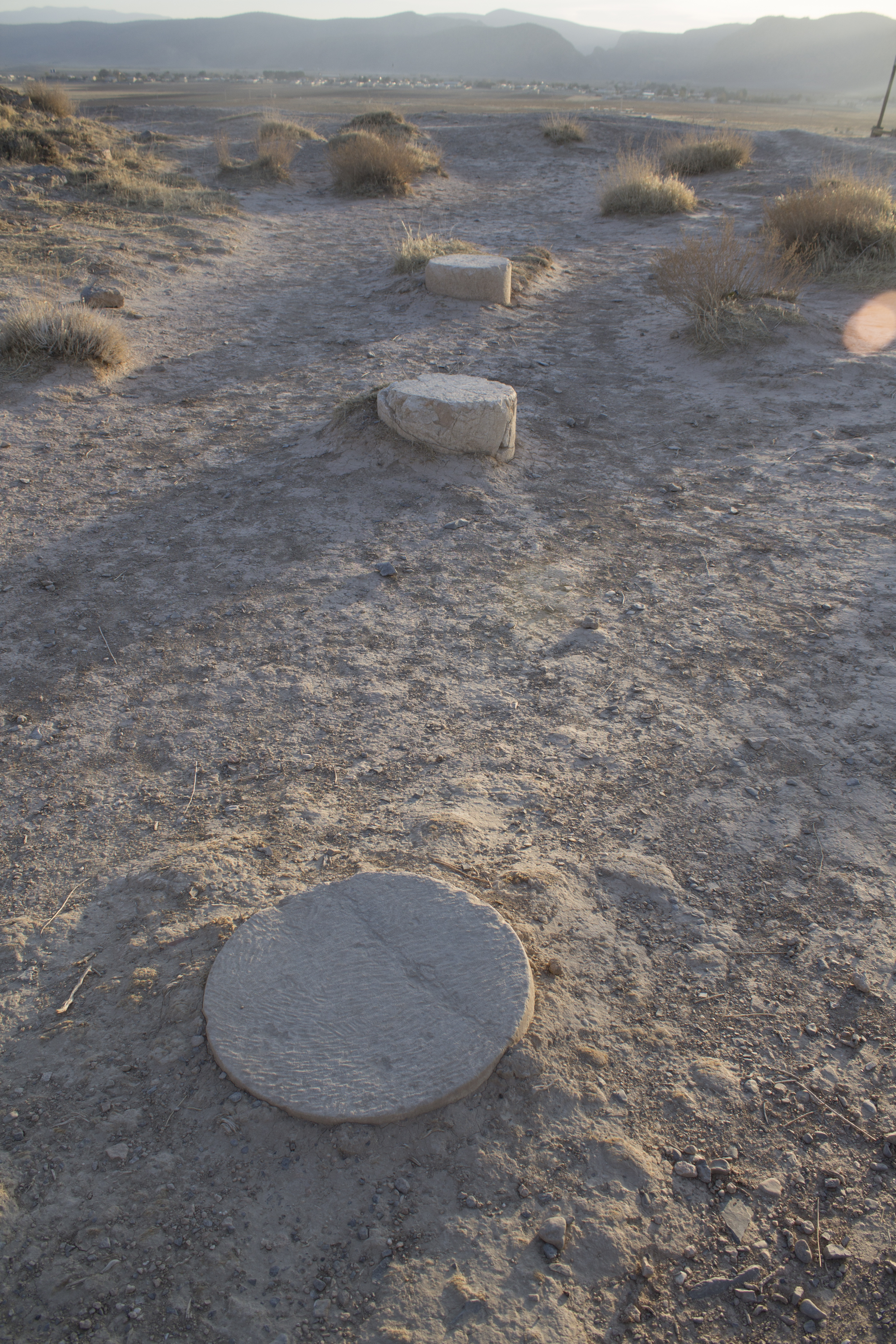
تل تخت
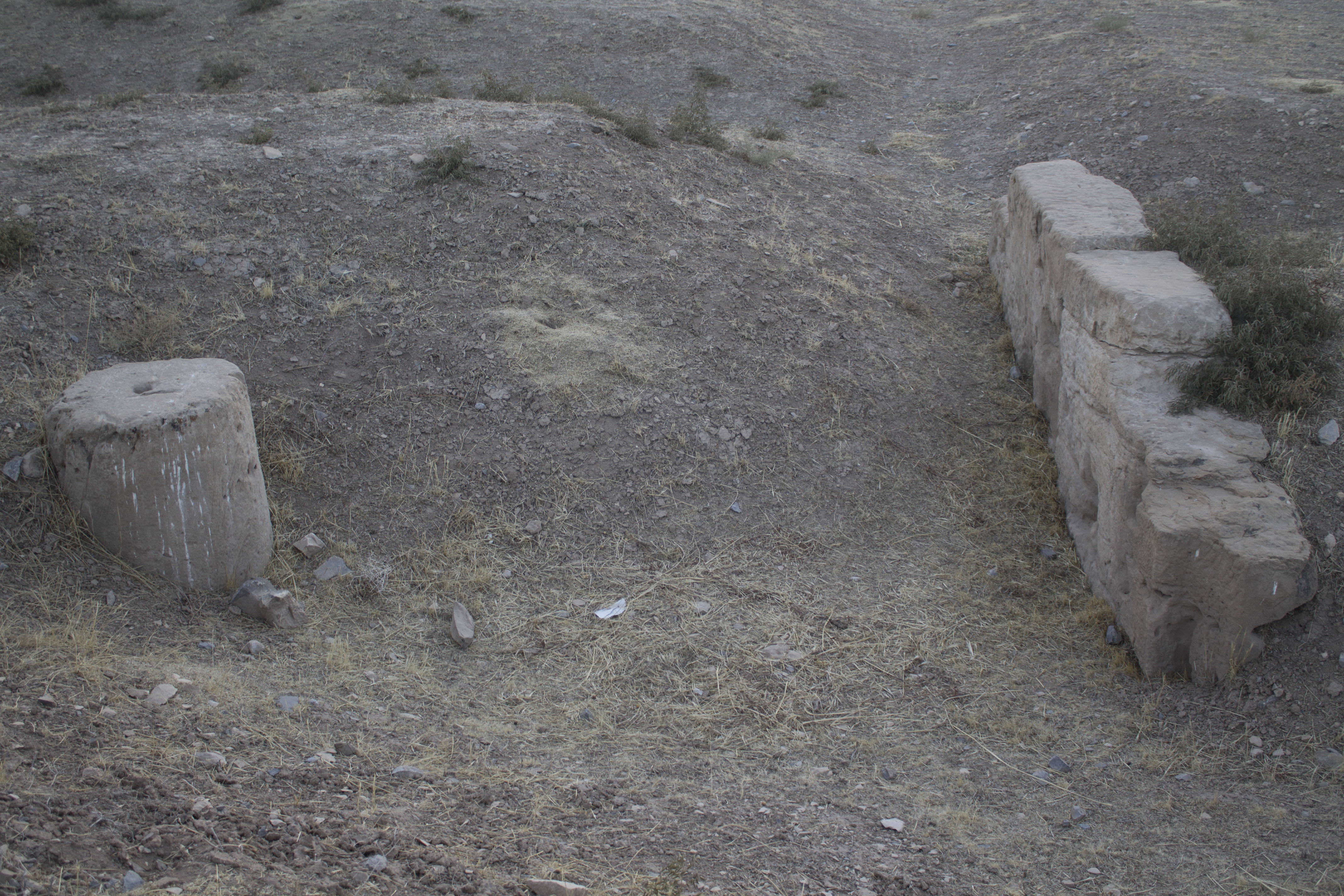
پل
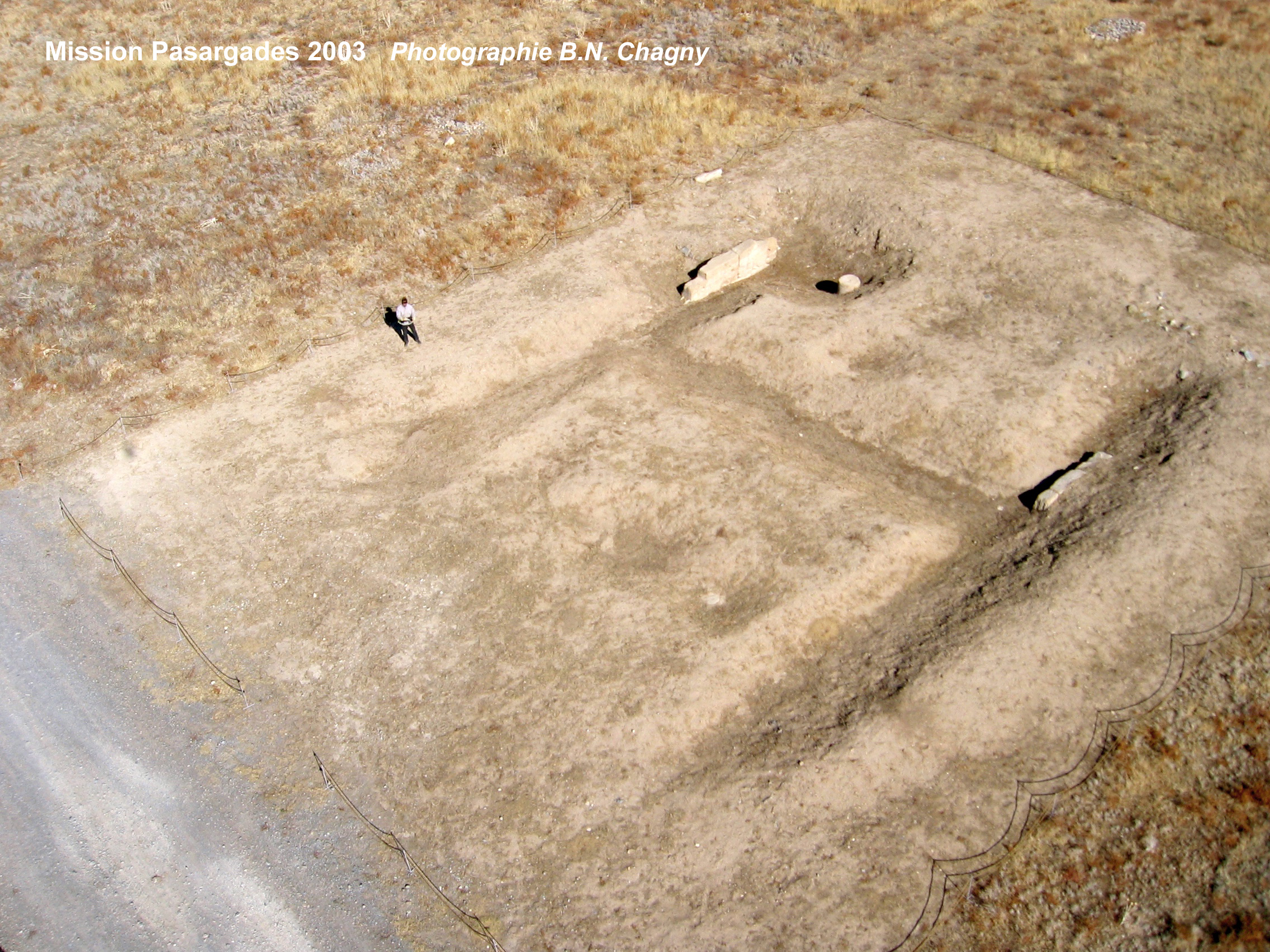
پل

### آب‌نماهای باغ شاهی
باغ شاهی پاسارگاد جلوه گاه یکی از قدیمی‌ترین باغ‌های ایرانی است. این باغ که با نام پردیس کوروش معروف است به عنوان الگوی اولیه باغ‌سازی ایرانی به‌شمار می‌آید. باغ پر از درختان گوناگون، گل‌های رنگارنگ و پرندگان بوده که کوروش آن را با سلیقه و نظر خود به صورت پردیسی بی‌همتا درآورده بود. این باغ با سیستم گردش آب در جوی‌های سنگی که به آب‌نما معروف است آبیاری می‌شده است. آب‌نماها جدای از آبیاری پردیس، جنبه تزئینی و زیبایی بخشی باغ را نیز به خوبی انجام می‌داده است. دو سوی باغ دو کوشک طراحی و اجرا شده که از آن‌ها جهت استراحت و تماشای فضای دل‌انگیز باغ استفاده می‌شده است. همه کاخها درون پردیس قرار داشته‌اند، به گونه‌ای که هر کاخ دارای فضایی سرسبز و آرام بخش پیرامون خود بوده است. باغ شاهی آب مورد نیاز خود را از طریق انشعاب‌هایی که از رودخانه پلوار جدا می‌شده تأمین می‌کرده است. آب‌نماها از دو قسمت تشکیل شده است:
1. جوی‌های عبور آب
2. حوضچه‌ها

در هر ۵/۹ تا ۵/۱۳ متر جوی یک حوضچه وجود دارد، که حوضچه‌ها در ابتدا عمل تقسیم آب و آرام کردن سرعت آب در مسیر جوی‌ها را انجام می‌داده و دیگر اینکه موجب ته‌نشین شدن گل و لای موجود در آب می‌شده است. ابعاد دهانه داخلی این حوضچه‌ها ۸۷ در ۸۷ سانتیمتر و عمق آن‌ها حدود ۵۲ سانتیمتر است. عمق و دهانه جوی‌های سنگی حدود ۲۵ سانتیمتر و لبه حوضچه‌ها و جوی‌ها حدود ۱۵ تا ۱۶ سانتیمتر است. نزدیک به ۱۱۰۰ متر از آب‌نماهای باغ کاوش شده و از زیر خاک بیرون آورده شده‌اند.

### کاخ بارعام
کاخ بارعام یا کاخ پذیرایی کوروش. وسعت این کاخ ۲۴۷۲ متر مربع است که در محور شمال غربی ـ جنوب شرقی ساخته شده است. این کاخ شامل یک تالار گسترده مرکزی با هشت ستون است که وسعت آن ۷۰۵ متر مربع است. چهار ایوان در چهار سمت کاخ با ستونهایی کوچکتر و دو اتاق، دیگر قسمت‌های اصلی بنا را تشکیل می‌دهد. ارتفاع تالار کاخ به گونه‌ای بوده که چند متر از سقف ایوان‌های اطراف بالاتر بوده است. از هشت ستون این تالار تنها یک ستون آن پابرجاست که ارتفاع کنونی این ستون به ۱۰/۱۳ متر می‌رسد. زیر ستون‌ها و سر ستون‌های تالار مرکزی از سنگ سیاه و قلمه ستون‌ها از سنگ سفید ساخته شده است. دیگر ستون‌های تالار، در زمان اتابکان برای ساختن مسجدی در اطراف آرامگاه کوروش به آنجا منتقل شده بود که هم‌اکنون به جای اصلی بازگردانده شده است. تالار مرکزی از چهار درگاه به چهار ایوان کاخ ارتباط دارد. درگاه‌ها و ستون‌های ایوان‌ها از سنگ سیاه بوده است. درگاه شمال غربی، با نقش پای انسان و عقاب به ایوان ۱۶ ستونی شمال غربی ارتباط دارد و درگاه شمال شرقی نیز به بزرگ‌ترین ایوان کاخ، که ۴۸ ستون داشته ارتباط دارد. درگاه جنوب شرقی با نقش ترکیبی انسان، ماهی و گاو به یک ایوان ۱۶ ستونی راه دارد. درگاه جنوب غربی با نقش پای انسان و حیوان به ایوانی ۲۸ ستونی راه دارد. ظاهراً این نقوش درگاه‌ها از سنن آشوری و دیگر ملل الهام گرفته است، اما ایرانیان به آن‌ها معانی متناسب با روحیه‌ها و باورهای خود داده‌اند. در دو سوی این ایوان، دو اتاق وسیع قرار داشته است.
در این کاخ قسمتهایی از سه جرز سنگی باقی‌مانده که بر بلندای جرز جنوبی یکی از کهن‌ترین سنگ نبشته‌های میخی بر آن حک شده است. این سنگ نبشته به سه زبان پارسی باستان، عیلامی و بابلی نوشته شده و متن آن چنین است:
«آدم کوروش خشایثی یه هخامنشی یه»
«من کوروش شاه هخامنشی (ام)»
کاخ بارعام کوروش مکانی است که در آن شاه از میهمانان و مقامات ملل مختلف که زیر چتر امپراتوری هخامنشی قرار داشتند پذیرایی می‌کرده و در مورد مسائل مختلف با یکدیگر بحث و گفتگو می‌کرده‌اند. تالار بارعام نخستین مقر سازمان ملل است که در بیست و پنج سده پیش اندیشه‌های والای انسانی، حقوق بشر و آزادی و برابری انسان‌ها در آن مطرح شد و به تمامی جهان آن روز گسترش یافت.

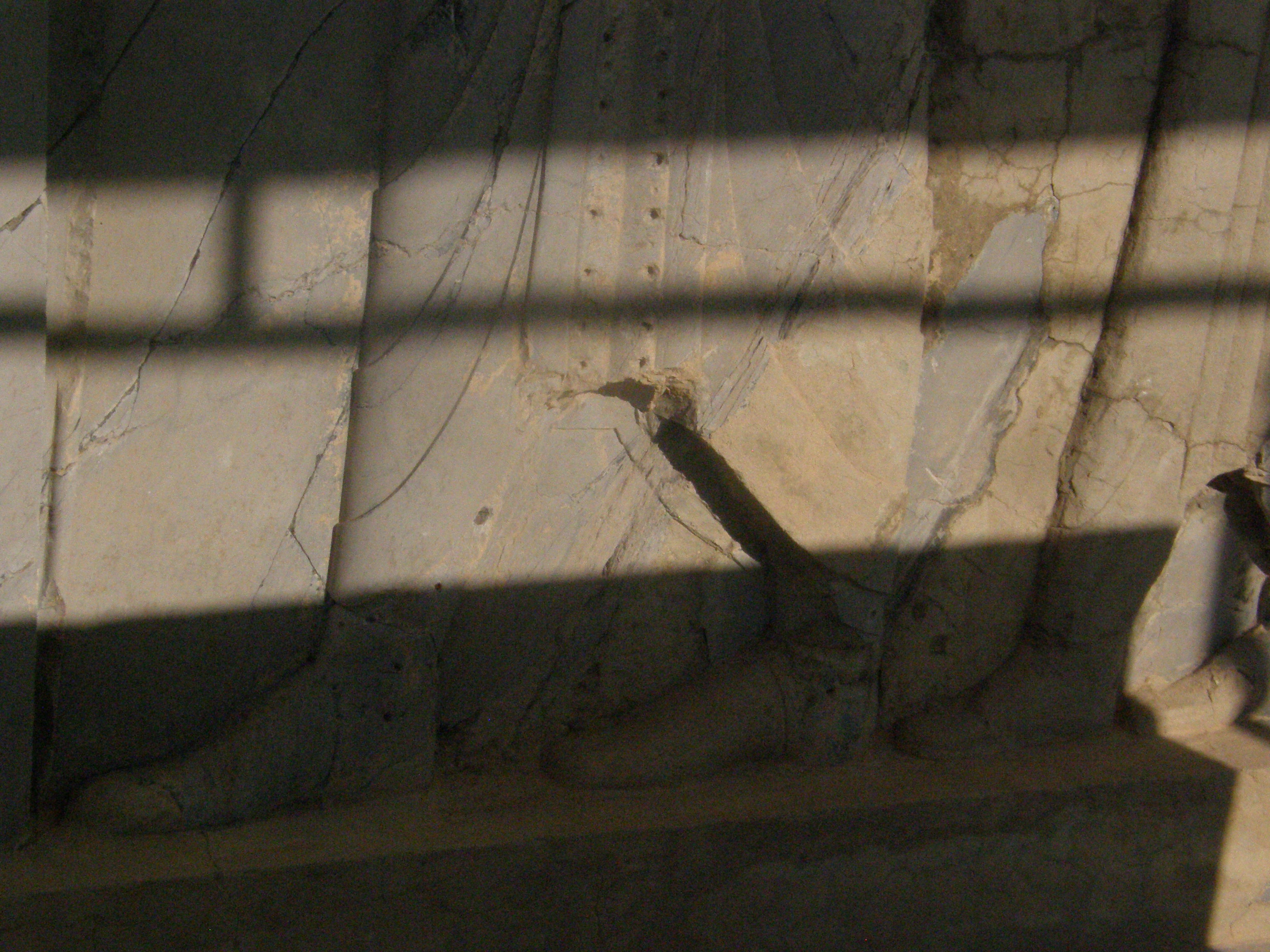
کاخ بارعام
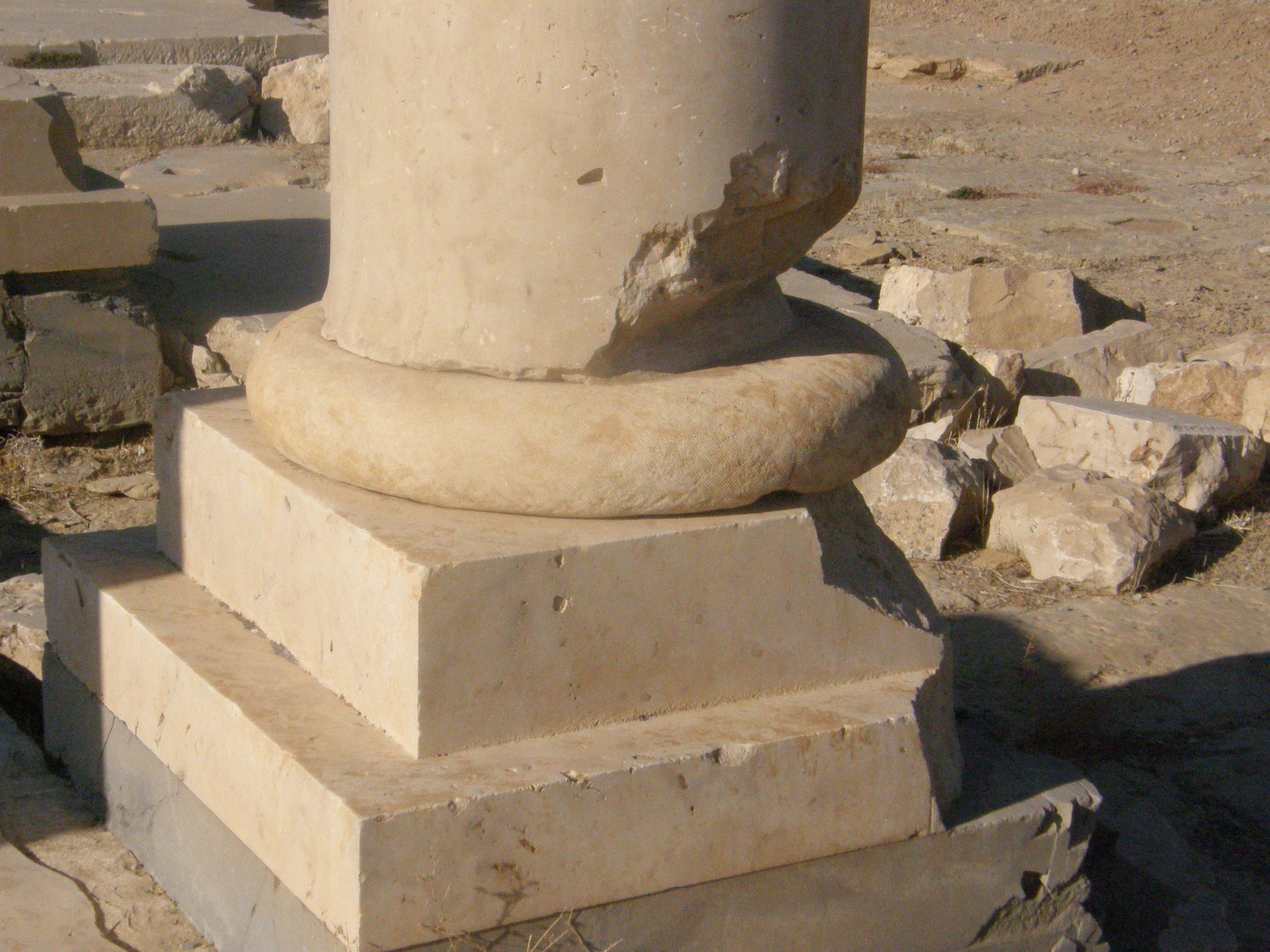
کاخ بارعام
کاخ بارعامکاخ بارعام
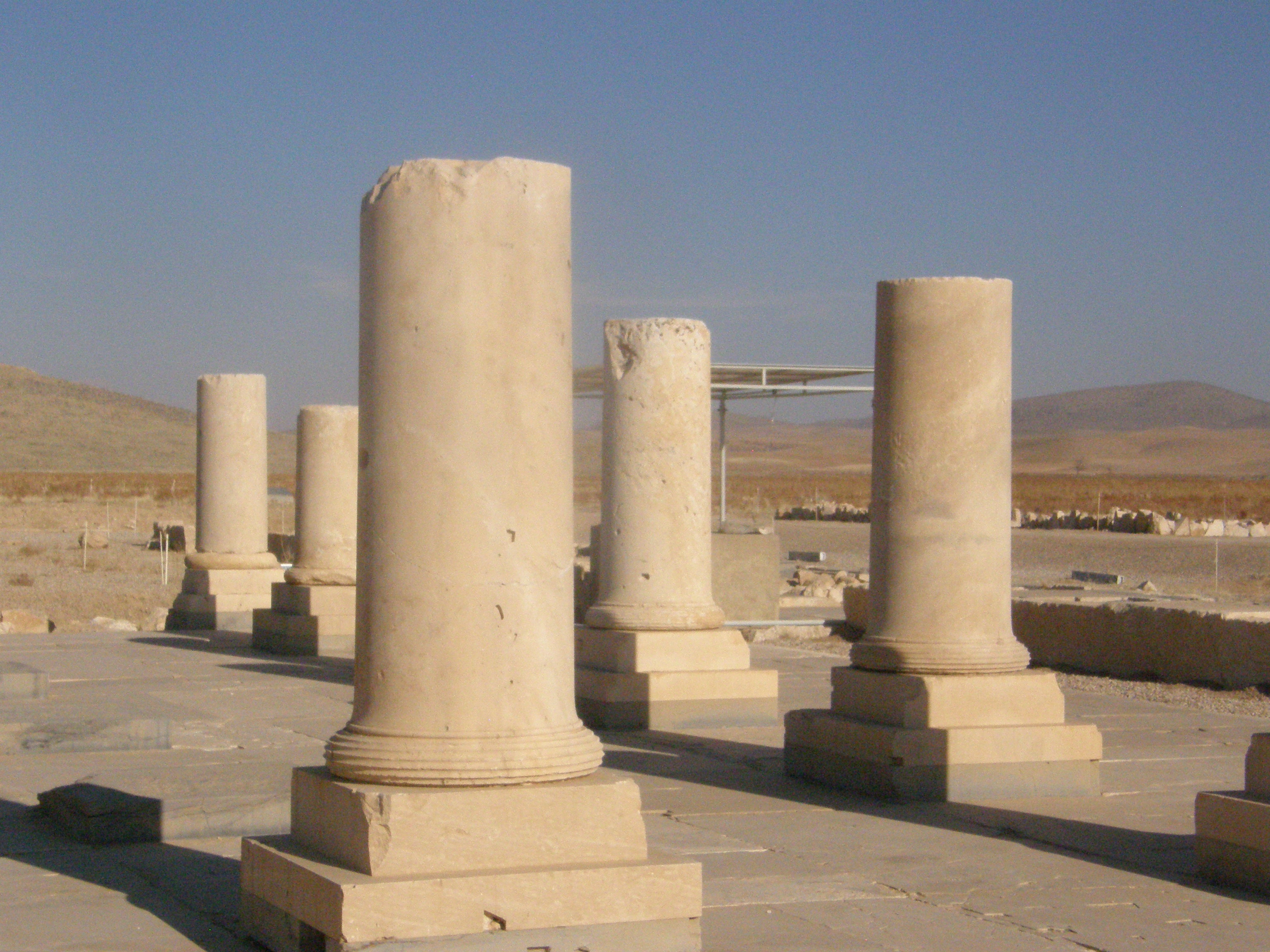
کاخ بارعام
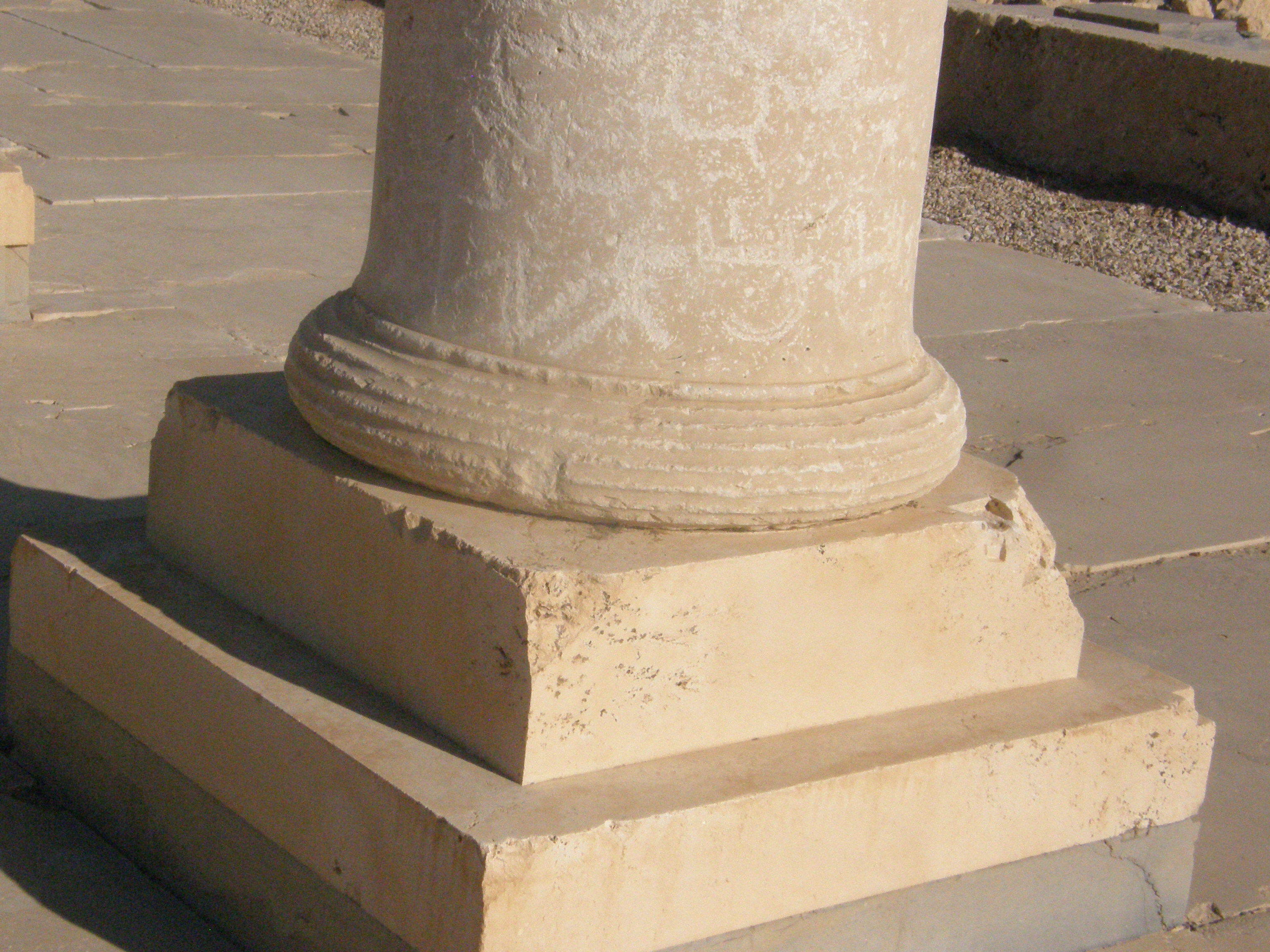
کاخ بارعام

### مجموعه پادشاهی
این مجموعه در مرکز پاسارگاد قرار گرفته است واز تعدادی کاخ تشکیل شده که در اصل در محدوده مجموعهٔ باغها قرار دارند (معروف به «چهار باغ»). بدنهٔ اصلی کاخ‌ها از سالن‌های ستون‌دار تشکیل شده است. تالار عمومی (کاخ S) حدوداً در سال ۵۳۹ پیش از میلاد ساخته شده. تالار ستون‌دار آن دو ردیف چهار ستونی دارد. پایهٔ ستونها از سنگ سیاه هستند (۱٫۴۳×۱٫۴۳ متر)، و بدنهٔ آن‌ها از سنگ آهکی سفید است. پایه ستون‌ها ۱٫۰۴ متر و بدنهٔ ستون‌ها ۱۲٫۰۶ متر ارتفاع دارند. سرستون‌ها از سنگ سیاه بوده است. شواهدی موجوداست که سرستون‌ها یک شیر مرکب، شاخ‌دار و یال‌دار، را نشان می‌داده است. کاخ یک سرسرا در هر طرف داشته است. برخی از نقوش برجستهٔ درگاه‌ها حفظ شده‌اند، که پیکر انسان و دیوها را نشان می‌دهند. کاخ مسکونی کوروش دوم (کاخ P) بین سال‌های ۵۳۰ تا ۵۳۵ پیش از میلاد بنا شده است. سالن ستون‌دار این کاخ (۳۱٫۱×۲۲٫۱ متر) پنج ردیف ستون و در هر ردیف شش ستون دارد، و سرسرای پرابهت آن در جنوب شرقی به ابعاد ۷۵٫۵×۹٫۳ متر است.
کاخ دروازه در حدود شرقی محوطهٔ اصلی قرار دارد و شامل یک تالار ستون‌دار با نقشهٔ چهار ضلعی و ابعاد ۲۵٫۵×۲۸٫۵ متر است. این تالار ۸ ردیف ستون دارد. این تالار دو در ورودی اصلی در محور طولی کاخ و دو در فرعی در محور عرضی کاخ دارد.
در یکی از چار چوب‌های دروازه، یک نقش برجستهٔ مشهور از یک پیکر انسان مانند که بال‌هایی دارد دیده می‌شود. این طرح که تنها نقش باقی‌مانده در کاخ دروازه است، مردی را نشان می‌دهد که ریش انبوه و چهار بال که رو به مرکز تالار دارد.
کوشک‌های (پاویلیون‌ها) A و B که در شرق و جنوب باغ شاهی قرار دارند، احتمالاً دو ورودی به باغ سلطنتی بوده‌اند. از این دو، کوشک B بهتر حفظ شده است. این کوشک با ابعاد ۱۱٫۷×۱۰٫۱ متر از یک سکوی چهارضلعی از سنگ‌های آراسته تشکیل شده است.

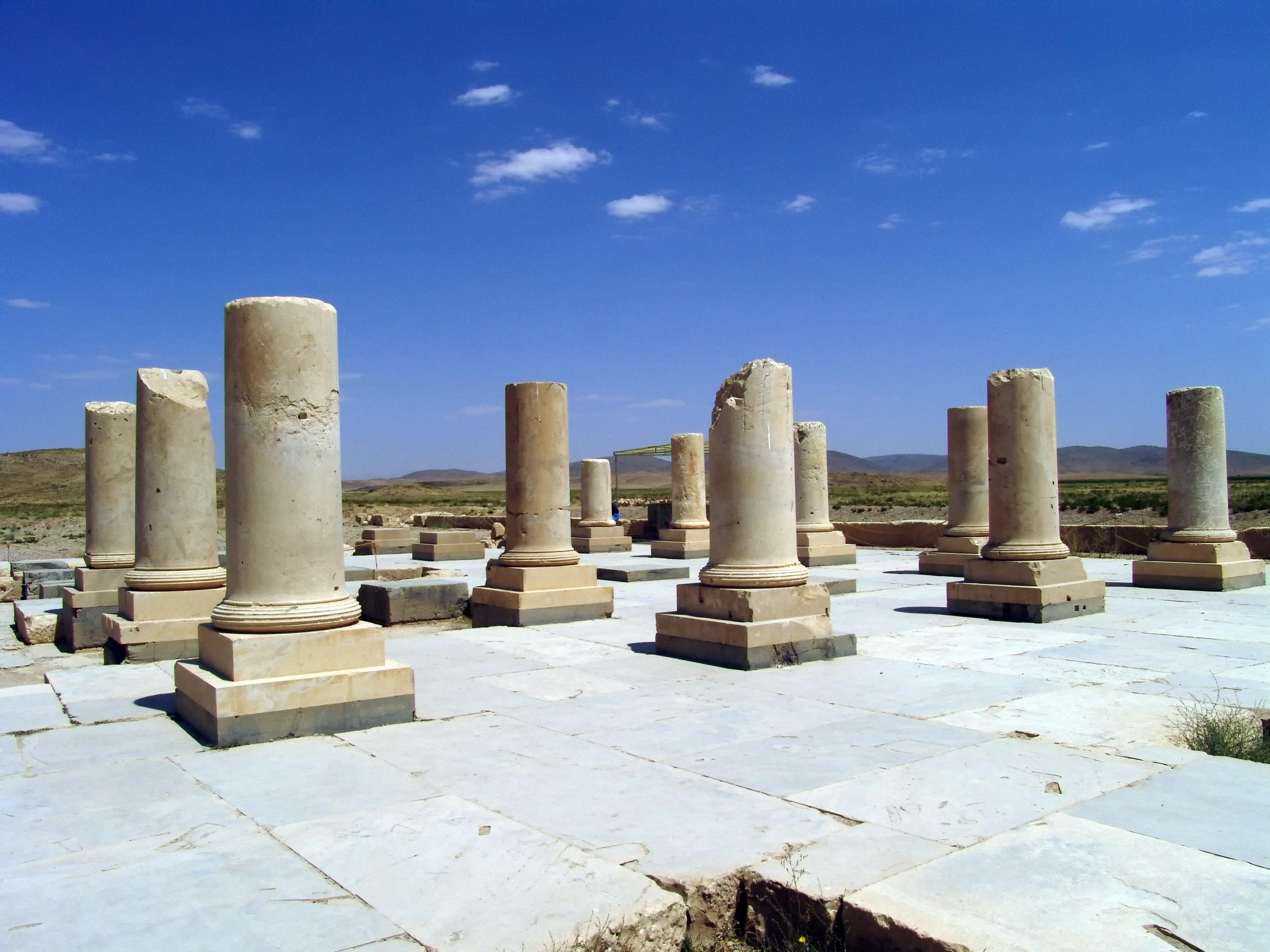
کاخ اختصاصی
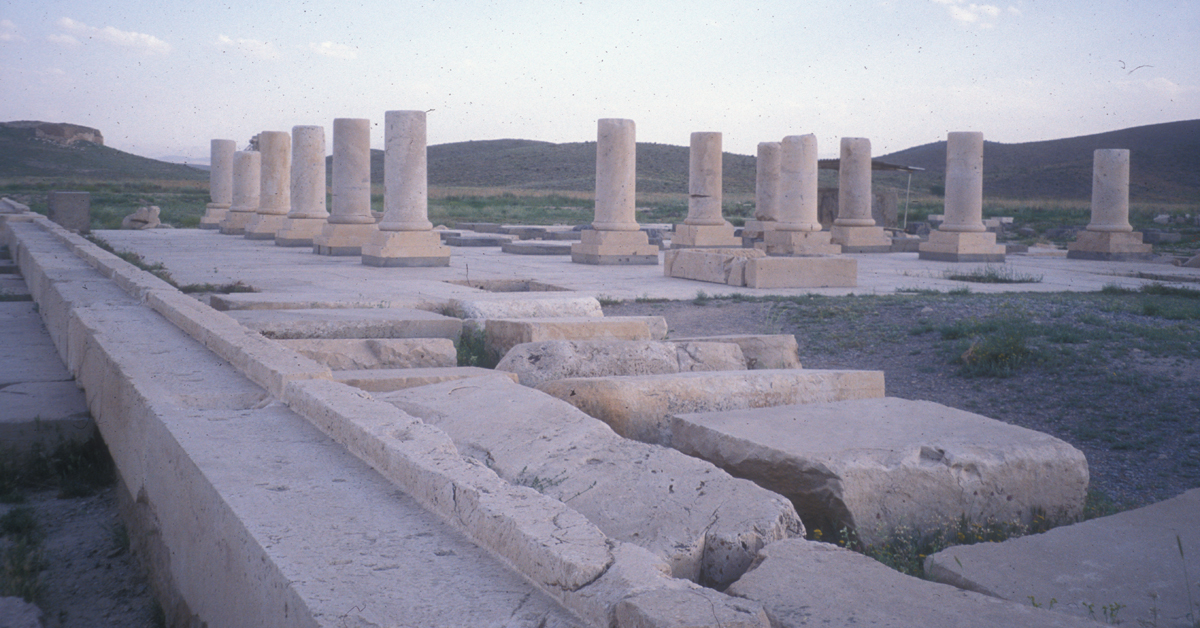
کاخ اختصاصی
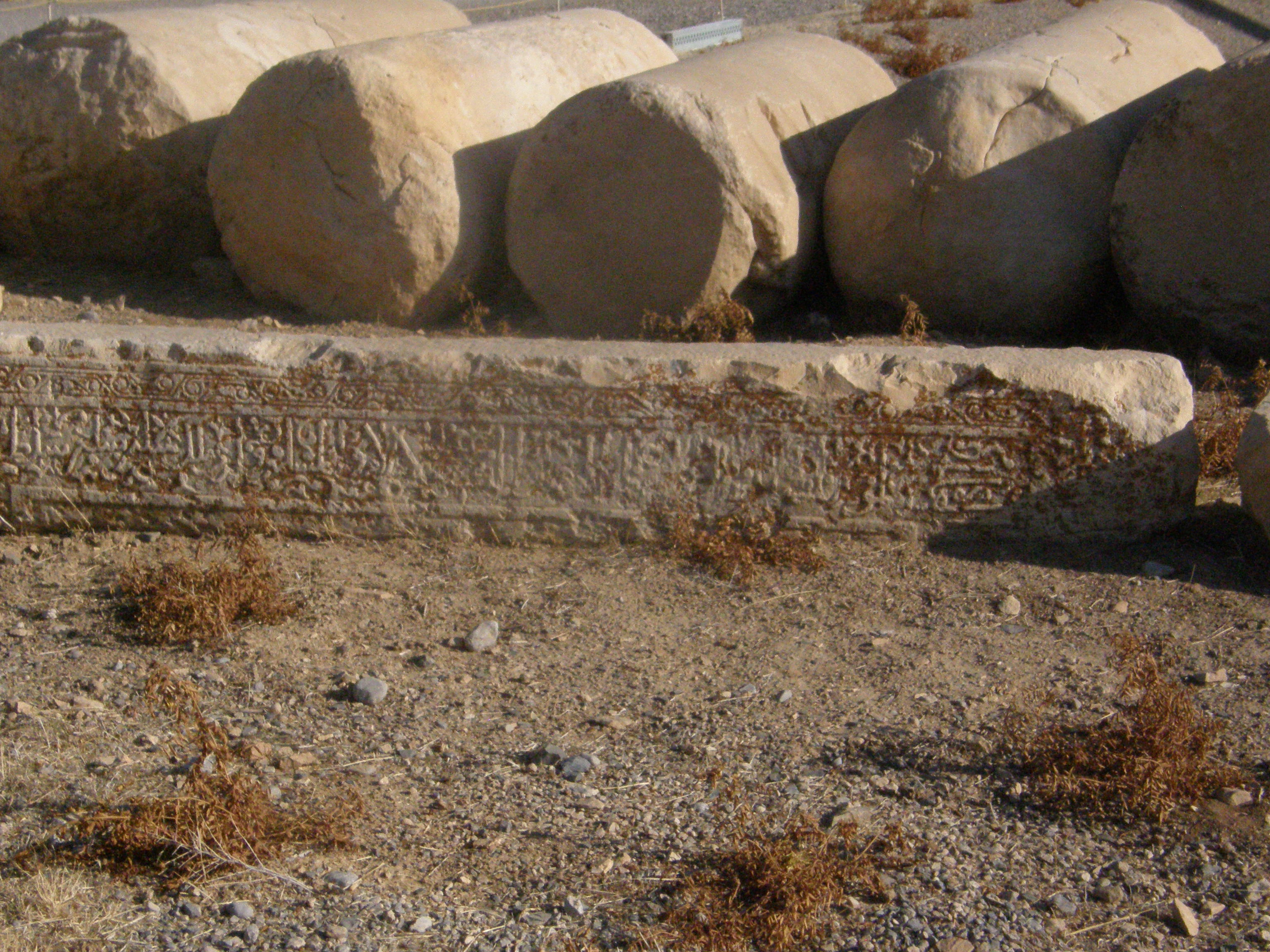
کاخ اختصاصی
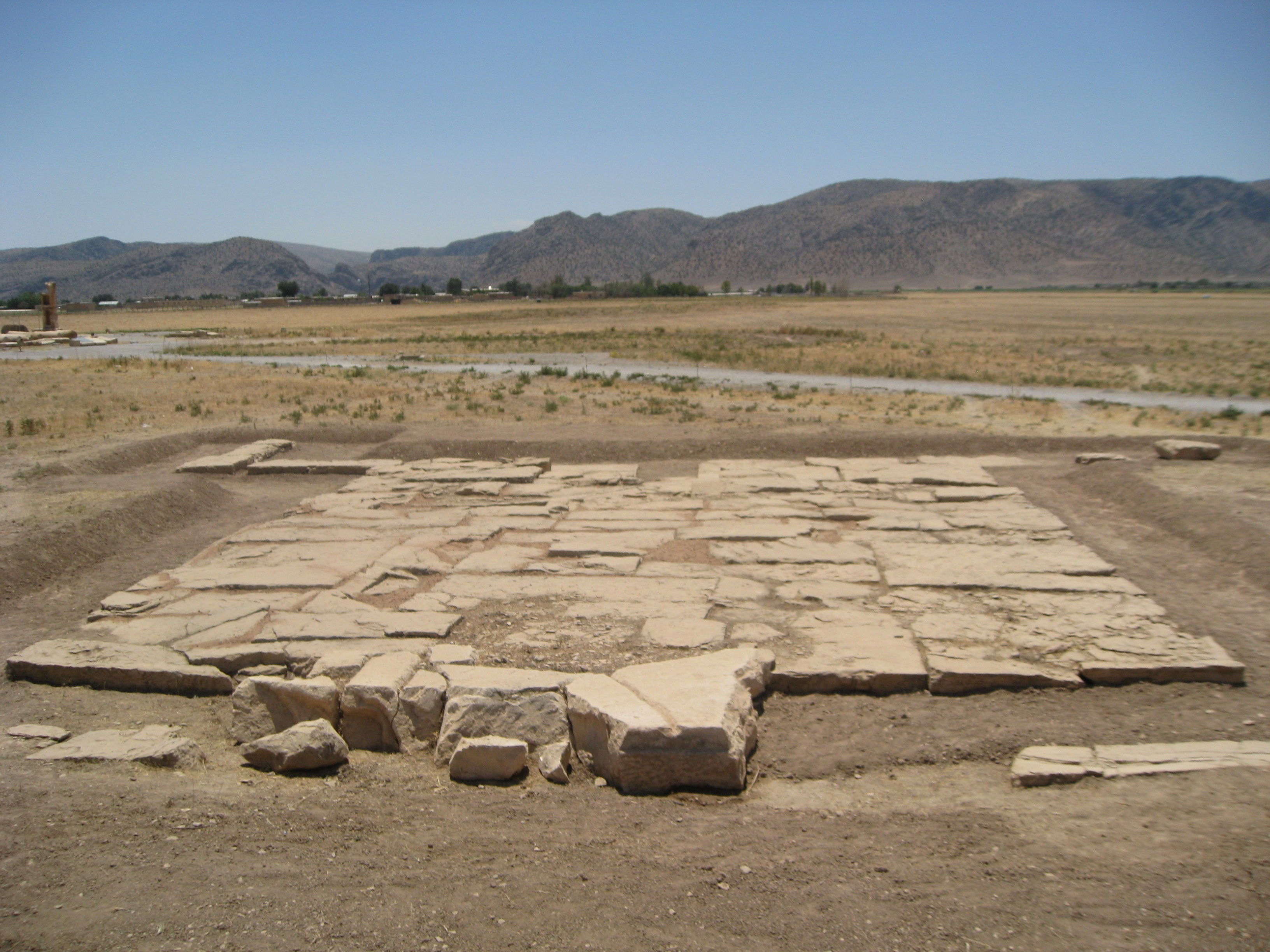
کوشک

### کاخ دروازه
کاخ دروازه با وسعت ۷۲۶ متر مربع در شرقمجموعه پاسارگاد واقع است. این بنا دارای تالاری به وسعت ۶۸۶ متر مربع است که سقف آن را هشت ستون سنگی با ارتفاع تقریبی ۱۶ متر نگاه می‌داشته‌اند. زیر ستون‌ها با ابعاد ۲*۲ متر و به شکل مکعب دو پله‌ای از سنگ سیاه ساخته شده‌اند که اکنون در پوششی از کاهگل حفاظت می‌شوند. وجود این زیر ستون‌های بزرگ نشان دهنده عظمت ستون‌های کاخ است که شوربختانه هیچ اثری از آن‌ها به‌دست نیامده است. این تالار، دارای دو درگاه اصلی در سمت شمال غربی و جنوب شرقی و دو درگاه فرعی در سمت شمال شرقی و جنوب غربی بوده است. پیرامون کاخ، دیواری بلندی از کاهگل وجود داشته است و دو اتاق نیز در نزدیکی درگاه‌های شمال شرقی و جنوب غربی برای نگهبانان پیش‌بینی شده است. ارتفاع درگاه‌ها ۹ متر بوده است و هم‌اکنون تنها یکی از جرزهای درگاه شمالی برجا مانده است. بر این جرز، نقش انسانی را با چهار بال درحال نیایش حجاری کرده‌اند. این نقش تنها سنگ نگاره تقریباً سالم موجود در بناهای پاسارگاد است. این کاخ دروازه ورودی به مجموعه پاسارگاد بوده که همانندی زیادی با کاخ دروازه ملت‌ها در تخت جمشید دارد.
کسانی که کاوشهایی در این بنا انجام داده‌اند: هرتسفلد در سال ۱۹۳۸. م، سامی در سال ۱۹۵۱. م، دیوید استروناخ در سال ۱۹۶۳. م بوده‌اند.

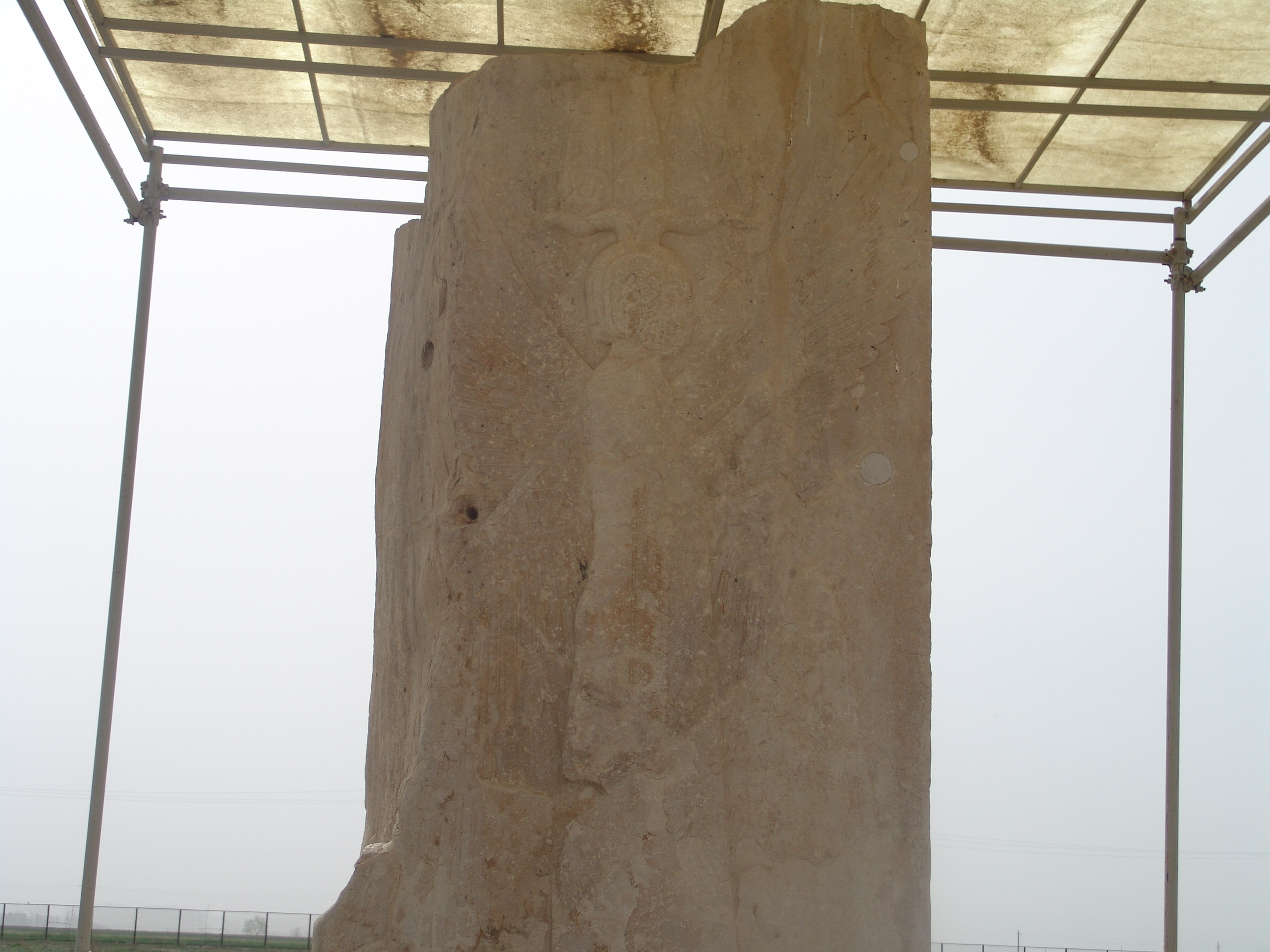
کاخ دروازه
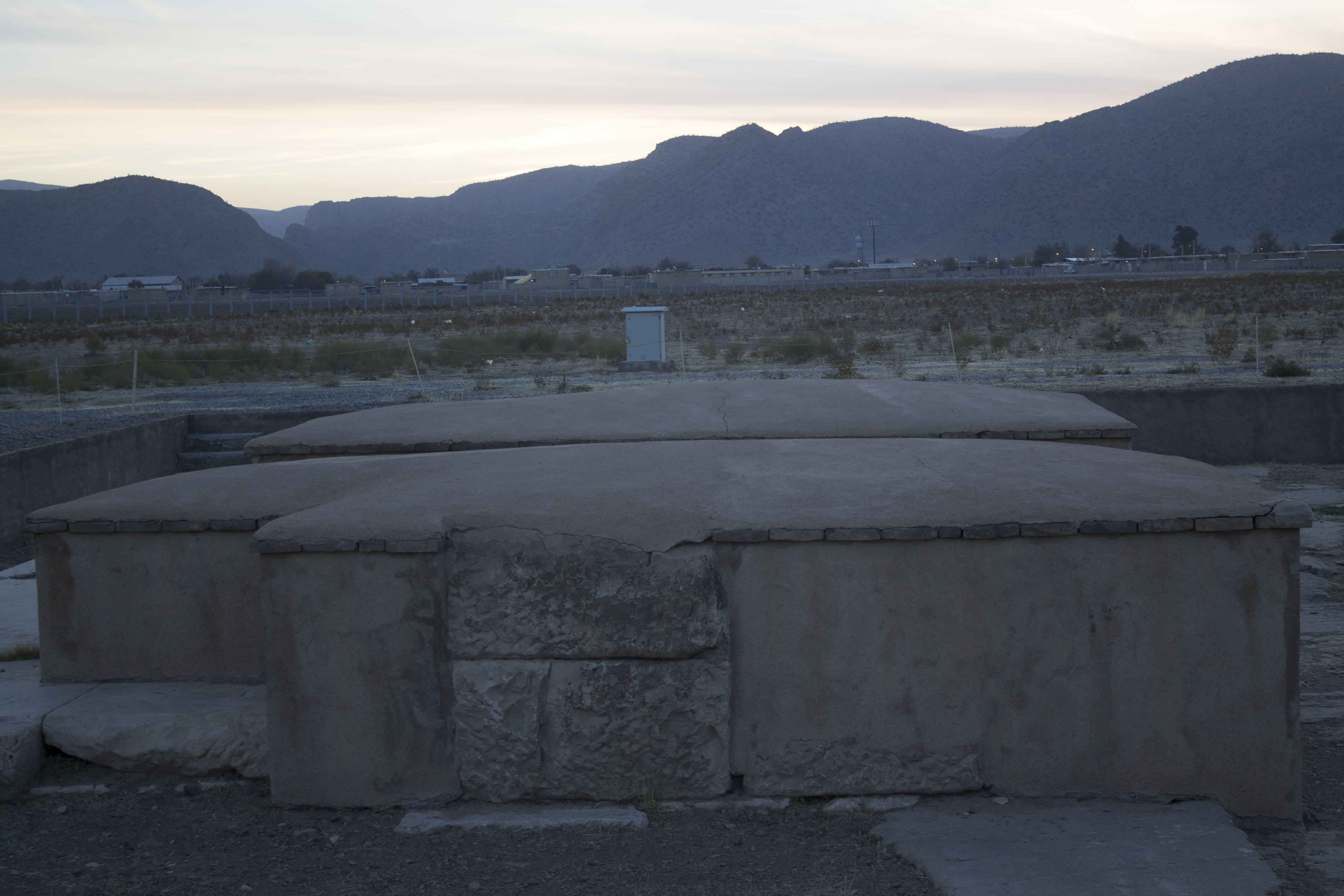
کاخ دروازه
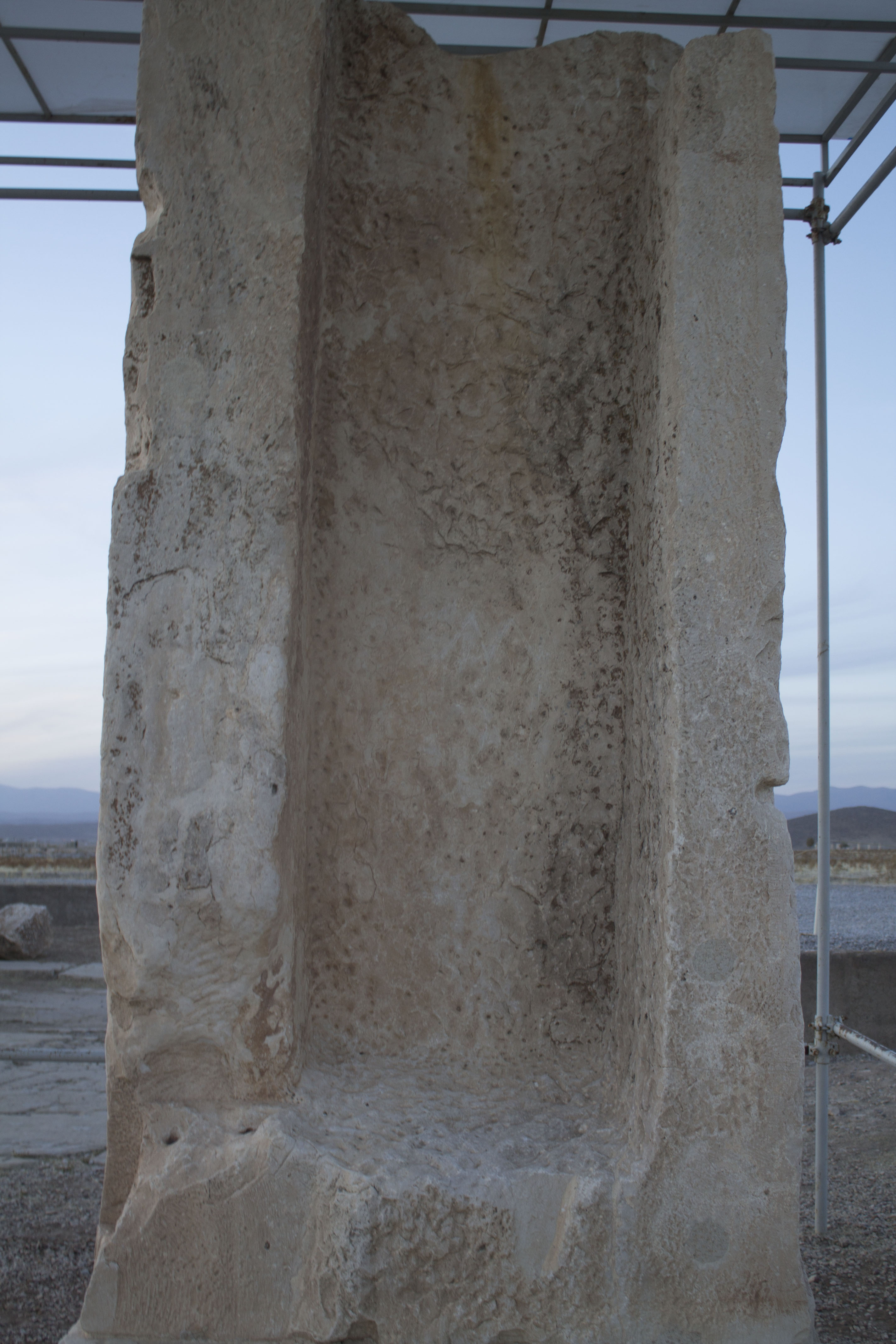
کاخ دروازه

### محوطه مقدس

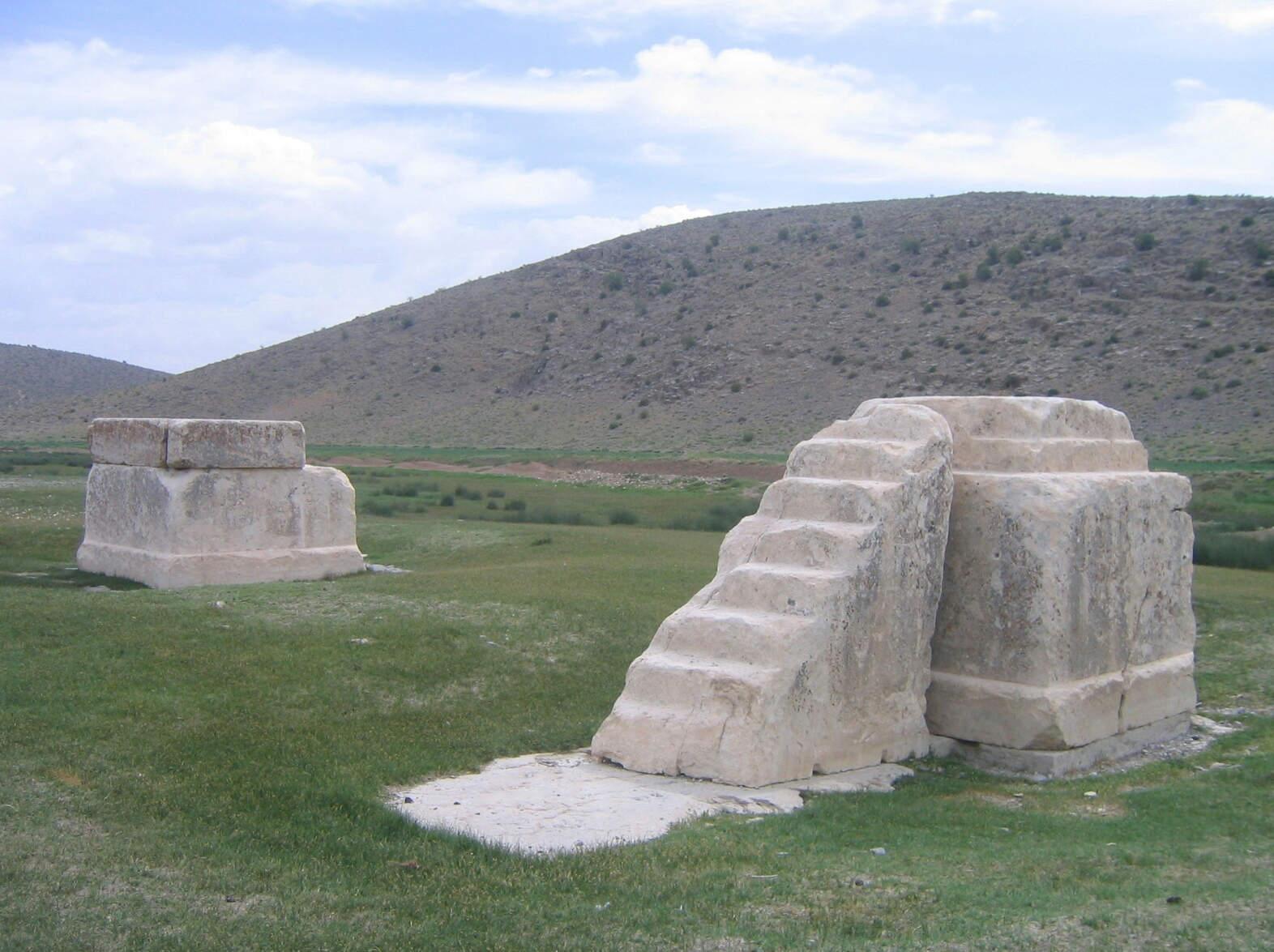
محوطه مقدس (پاسارگاد)

در فاصله حدود ۱۲۰۰ متری شمال غرب مجموعه پاسارگاد و پشت تپه ماهوری‌های سنگی مشرف به دشت، محوطه‌ای باستانی وجود دارد که شامل دو سکوی سنگی سفید رنگ و یک تپه مستطیل شکل پله‌ای است که معروف به محوطه مقدس است. در این محوطه با استفاده از سنگ‌های سفید دو سکوی نزدیک به هم ایجاد شده که یکی دارای پله و دیگری بدون پله است. قاعده سکوی جنوبی ۴۳/۲ متر و بلندی آن ۱۶/۲ متر است. این سکو دارای ۸ پله با خیز ۲۷ سانتی‌متر یعنی برابر با ارتفاع پله‌های دیگر بناهای پاسارگاد است. قاعده سکوی شمالی ۸۰/۲ متر و بلندی آن۱۰/۲ متر است. مطالعه و بررسی سکوها نشان می‌دهد که آن‌ها در دوره کوروش و به عنوان آتشدان جهت اجرای مراسم آیینی ساخته شده‌اند. درون آتشدان‌ها جهت سبک کردن وزن، خالی شده و روی شالوده‌ای به عمق حدود یک متر قرار داده شده که پیرامون آن‌ها را نواری از سنگ سیاه دربر گرفته است. در فاصله ۱۲۰ متری غرب آتشدان‌ها روی صخره‌های طبیعی موجود در محوطه ساختاری خشتی و سنگی ایجاد شده که اکنون به صورت یک تپه درآمده است. طول تپه حدود ۸۵/۷۴ متر، عرض آن حدود ۵۰ متر و ارتفاعی نزدیک به ۴۰/۵ متر دارد. این ساختار دارای پنج طبقه بوده که طبقه‌های یکم تا چهارم از سنگ لاشه و طبقه پنجم از خشت ساخته شده است. در نمای شمالی ساختار، یک پله جهت دسترسی به طبقات بالاتر با استفاده از سنگ لاشه ایجاد شده که ۲۰/۲ متر ارتفاع و ۵۰/۱ متر عرض دارد. با توجه به بررسی‌ها و مطالعات انجام شده می‌توان نتیجه گرفت که این ساختار در ارتباط با آتشدانهای سنگی و جهت اجرای مراسم قربانی یا تشریفات مذهبی ساخته شده است.
این سکو دارای ۸ پله با خیز ۲۷ سانتی‌متر یعنی برابر با ارتفاع پله‌های دیگر بناهای پاسارگاد است. قاعده سکوی شمالی ۸۰/۲ متر و بلندی آن۱۰/۲ متر است. درون آتشدان‌ها جهت سبک کردن وزن، خالی شده و روی شالوده‌ای به عمق حدود یک متر قرار داده شده که پیرامون آن‌ها را نواری از سنگ سیاه دربر گرفته است. در فاصله ۱۲۰ متری غرب آتشدان‌ها روی صخره‌های طبیعی موجود در محوطه ساختاری خشتی و سنگی ایجاد شده که اکنون به صورت یک تپه درآمده است این ساختار دارای پنج طبقه بوده که طبقه‌های یکم تا چهارم از سنگ لاشه و طبقه پنجم از خشت ساخته شده است.
قسمت پایینی سکو دارای یک بیرون زدگی است و بخش بالایی از دو پله مطبق سازمان شده، وجود تعدادی سوراخ عمیق جهت بست‌های عمودی در قسمت فوقانی استروناخ را دربرداشته که این بخش از سکو، برای تحمل درپوشی از سنگ سیاهرنگ سه طبقه بوده است.
هردوت آداب و رسوم اقوام سکایی، را گفته که همانند پارسیان نه معبد دارند و تندیس ار خدایان برقرار کرد به جز برای یکی از خدایان که (ارس) بود. برای این الهه سکوی برقرار کرد که بر فراز آن پشته‌ای از چوب قرار داده است.
اولین بررسی‌های مستند از این محوطه، در سال ۱۹۸۳. م توسط هرتسفلد باستان‌شناس انجام شد و پس از آن استروناخ به‌طور گسترده‌تری کاوش کرد.

### تنگ بلاغی

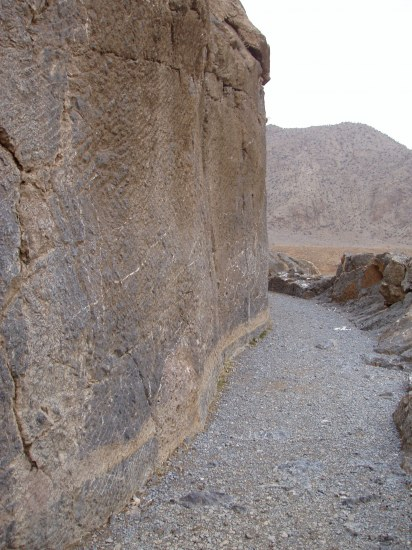
راه شاهی در تنگه بلاغی

حد فاصل دشت پاسارگاد و دشت سعادت‌شهر، دره‌ای سرسبز و زیبا وجود دارد که به نام تنگ بلاغی معروف است، این دره زیبا دارای یک رودخانه دائمی است که از روستای قصر یعقوب در شهرستان خرمبید سرچشمه گرفته و پس از گذر پاسارگاد، تنگ بلاغی، دشت سعادت‌شهر و جلگه مرودشت به رودخانه کر می‌پیوندد.
وجود رودخانه باعث شده که این دره زیبا از قدیم ایام مورد توجه انسان‌ها قرار گیرد. بر اساس اولین مطالعات باستان‌شناسی صورت گرفته در این تنگه آثار متعددی از دوره پارینه سنگی میانی تا دوره اسلامی شناسایی شد.
پس از مشخص شدن اهمیت تنگ بلاغی از دیدگاه باستان‌شناسی، تیمی متشکل از باستان شناسان بنیاد پژوهشی پارسه – پاسارگاد دوباره تنگ بلاغی را مورد بررسی مجدد جهت مشخص کردن محوطه‌های مهم و با ارزش جهت کاوش توسط تیم‌های ایرانی – خارجی نمودند و در این راستا چندین محوطه معرفی و کاوش شدند.
قدیمی‌ترین اثر باستانی تنگ بلاغی مربوط به دوره میانی پارینه سنگی با قدمت ۲۵۰ هزار تا ۱۰۰هزار سال قبل می‌باشد که به صورت تک یافته و محوطه باز open site در حاشیه رودخانه شناسایی شد. دومین دوره مربوط به دوره پارینه سنگی جدید و فرا پارینه سنگی می‌باشد که در این راستا بیش از ۴۰غار و پناهگاه در کل تنگ بلاغی شناسایی شد که دارای دست افزارهای شاخص این دوره می‌باشد (از این دوره به بعد شاهد تسلسل دوره‌های پیش از تاریخی و تاریخی در تنگ بلاغی می‌باشیم)، پس از این دوره انسان‌ها آرام آرام غارها را تک کرده و وارد اولین روستاهای پیش از تاریخ منطقه شده‌اند (دارای فرهنگ‌های مشکی و جری مربوط به هزاره ششم و پنجم ق. م {نام این دو فرهنگ از نام تپه‌های مشکی و جری در دشت مرودشت گرفته شده است}) در همین راستا دو محوطه تپه رحمت آباد و محوطه پوزه سرخ (نام محل) یا محوطه ۷۳مورد شناسایی قرار گرفت که دارای سفالهای شاخص این دوره می‌باشند. چند محوطه دیگر از دوره‌های پیش از تاریخ شامل (فرهنگهای باکونa,b و لپویی مربوط به هزاره چهارم و سوم ق. م) شناسایی و مورد کاوش قرارگرفت.
پس از دوره پیش از تاریخی آثار خاصی به مدت هزار و پانصد تا دو هزار سال (دوره فترت) تا دوره هخامنشی شناسایی نشد.
از دوره هخامنشی آثار متعددی همچون کنده کاریهای موسوم به دختر بر (در سمت شرق و غرب رودخانه)، چندین محوطه (شامل کاخ و قلعه و روستا) شناسایی شدند که دارای اهمیت بسیار زیادی در روشن شدن وضعیت زندگی مردم در دوره هخامنشی در تنگ بلاغی می‌باشد.
از دوره فرا هخامنشی و اشکانی، چندین نوع تدفین شامل قبور توده سنگی (خرفخانه)، قبور خرسنگی (با توجه به استفاده از سنگ‌های بزرگ در ساخت این قبور، با این نام معرفی شدند) قبور درون غارهای کوچک و بزرگ، قبور درون شکاف‌های طبیعی کوه شناسایی شد. علاوه بر این یک مرز سنگچین بزرگ در تنگ بلاغی و کوه‌های مجاور آن و دشت پاسارگاد شناسایی شدکه با توجه به قرار داشن گورهای توده سنگی در داخل یا کنار آن، احتمالاً مربوط به دوره اشکانی می‌باشد.
پس از دوره اشکانی، دوره ساسانی در تنگ بلاغی دارای آثار ارزشمندی می‌باشد که توسط هیئت مشترک ایران – لهستان مورد کاوش باستان‌شناسی قرار گرفت. در این راستا یک محوطه استحصال شیره انگور و یک کارگاه ذوب فلز شناسایی شدکه دارای سفال شاخص اصطخر (اواخر ساسانی – اوایل اسلام) با نقش استامپی شناسایی شد.
آثار دوره اسلامی تنگ بلاغی شامل گورستان شهدای مار (محوطه ۸۵) دارای سنگ قبرهای ساده‌ای بر روی سنگ‌های طبیعی با خطوط نسخ و ثلث می‌باشد که مربوط به دوره صفویه به بعد می‌باشد. علاوه بر این یک کوره ذوب فلز از این دوره و تعداد زیادی کومه کره‌های عشایری (آغل موقّت) شناسایی شد.
تیمهای باستان‌شناسی از ایران به همراه تیمهای از کشورهای مختلفی نظیر ایتالیا، آلمان، لهستان، ژاپن، فرانسه، آمریکا به صورت مشترک تعدادی از محوطه‌های مهم تنگ بلاغی را مورد کاوش قرار دادند.
علاوه بر آثار ارزشمند تاریخی، تنگ بلاغی دارای درختان کهنسال بنه (پسته کوهی) می‌باشد که عمر برخی از درختان آن بیش از هزار سال می‌رسد. علاوه بر این تنگ بلاغی همه ساله به عنوان یکی از مراتع سر سبز مورد توجه عشایر منطقه شامل ایل باصری (طایفه‌های علی شاه قلی و لب موسی و تیره ننه عربی) و طایفه کردشولی بوده و فصل بهار را در آن می‌گذرانند.

### کاروانسرای مظفری
در نزدیکی آرامگاه کوروش سازه‌ای مشتمل بر حیاتی به وسعت ۲۰۸ مترمربع است که به صورت نامنظم از سنگ‌های سفید ربوده‌شده از کاخ‌های پاسارگاد ساخته‌شده و نیز ایوانی به پهنای ۳۰٫۳ متر با جرزهای سنگی نامنظم و چهار گوش با اتاق‌های کوچک و بزرگ در پشت آن دارد. درب این سازه به سمت مشرق است. سنگ‌های سازه با ملات گچ به هم وصل شده و در بعضی از نقاط این سازه ملات به کار برده نشده است. در زمان سامی قسمتی از این محل تعمیر شده و به دفتر فنی سامی اختصاص داده شده بود ولی امروزه متروک می‌باشد.
کاروانسرای مظفری شامل حیاطی به وسعت ۴۰/۱۶ در ۵۰/۱۸ متر است که به صورت نامنظم از سنگ‌های سفید آورده شده از کاخ‌های کوروش ساخته شده و نیز ایوانی به پهنای ۳۰/۳ متر با جرزهای سنگی نامنظم و چهارگوش با اتاق‌های کوچک و بزرگ در پشت آن. در بنا به سمت مشرق بوده و در سه جانب نیز سکویی به ارتفاع ۸۰ سانتیمتر ساخته شده است.
این بنا در دوره آل مظفر (۷۴۳ تا ۷۹۵ ه‍.ش) به دستور شاه شجاع مظفری (۷۵۹ تا ۷۶۶ ه‍.ش) ملقب به ابوالفوارس در ۱۰۰ متری شمال آرامگاه کوروش ساخته شده است. در مورد کاربرد این بنا، برخی محققان، این بنا را مدرسه و برخی آن را کاروانسرا می‌دانند. اما مستوفی یزدی که در سده یازدهم کتاب مختصر مفید را تألیف کرده، صریحاً آن را کاروانسرا معرفی می‌کند.
وجود سنگ مرمر که در نوشته مستوفی یزدی است همان سنگ صیقل شده و سفید از بناهای هخامنشی می‌باشد که از پاسارگاد به دست آمده و به آسانی در ساخت کاروانسرا به کار رفته است. این کاروانسرا بنایی با ابعاد در حدود۴۰/۱۶ * ۵۰/۱۸ متر را دربردارد پشت این ایوان اتاق‌هایی با سنگ‌های ساده و لاشه به دست آمده است که آثار آن هنوز به خوبی قابل مشاهده است. به گفته اهالی مادر سلیمان تا همین اواخر دو محراب سنگی در سکوی جنوبی قرار دارد که به هنگام حفاریهای سامی در سال ۱۳۳۸. هجری اثری از آن وجود ندارد.
طبق نظر مستوفی یزدی: مشهد در مادر سلیمان (را) حقیر خود نگاه کرده و پادشاه شجاع مظفری در حوالی مشهد کاروانسرایی بر پا کرده است که تمامی ارکان و دیواره‌ها از سنگ مرمر ساخته شده است.

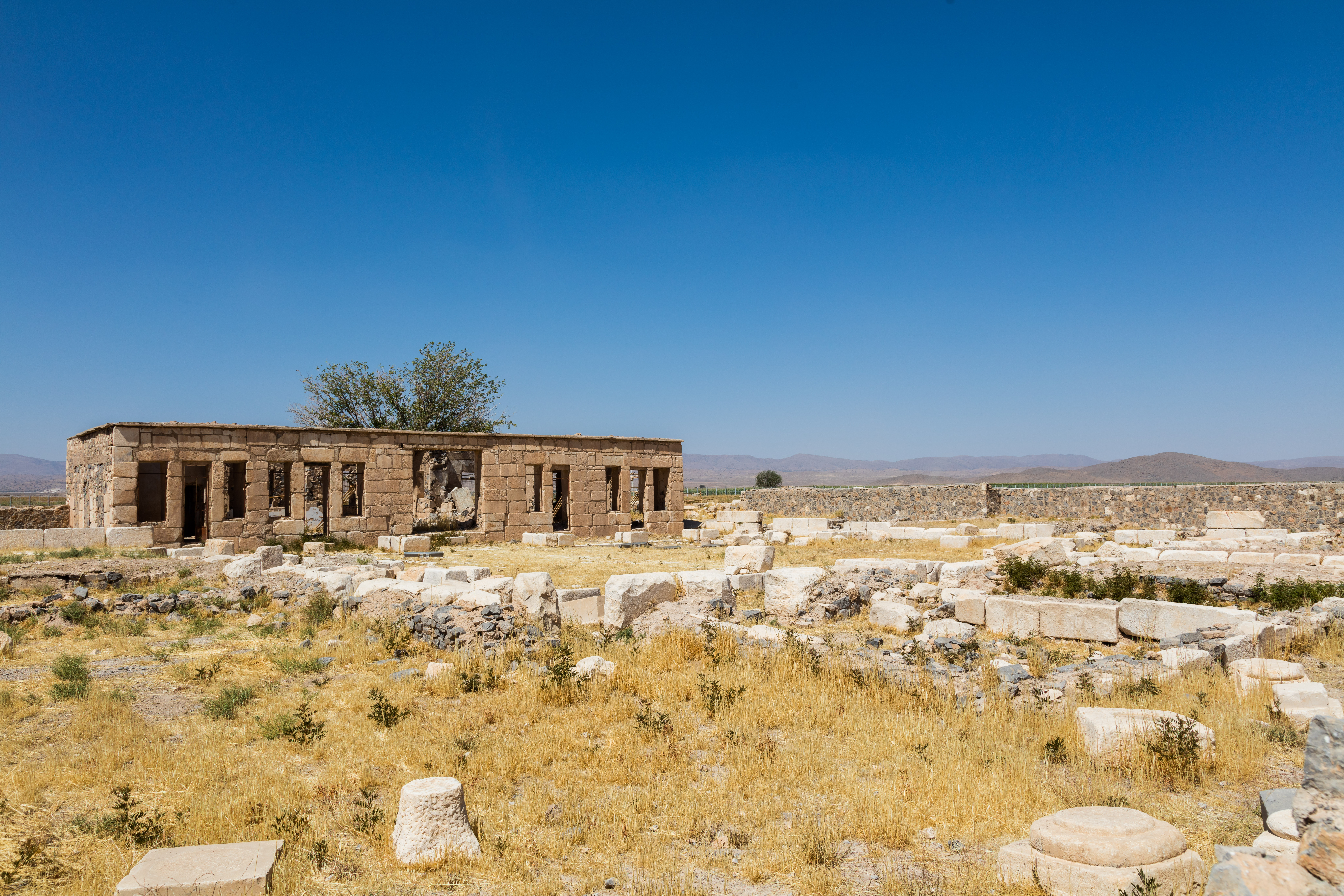
کاروانسرای مظفری
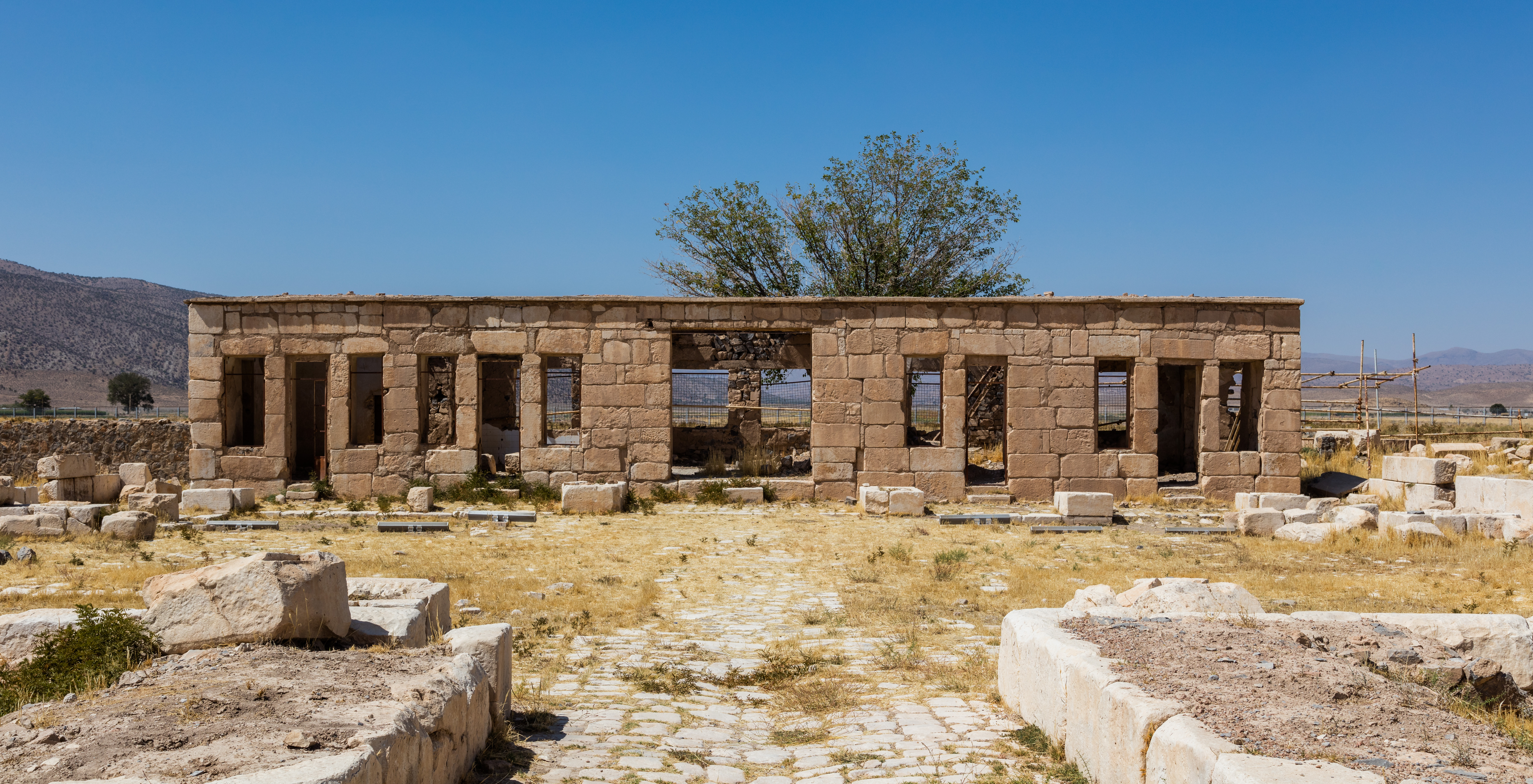
کاروانسرای مظفری
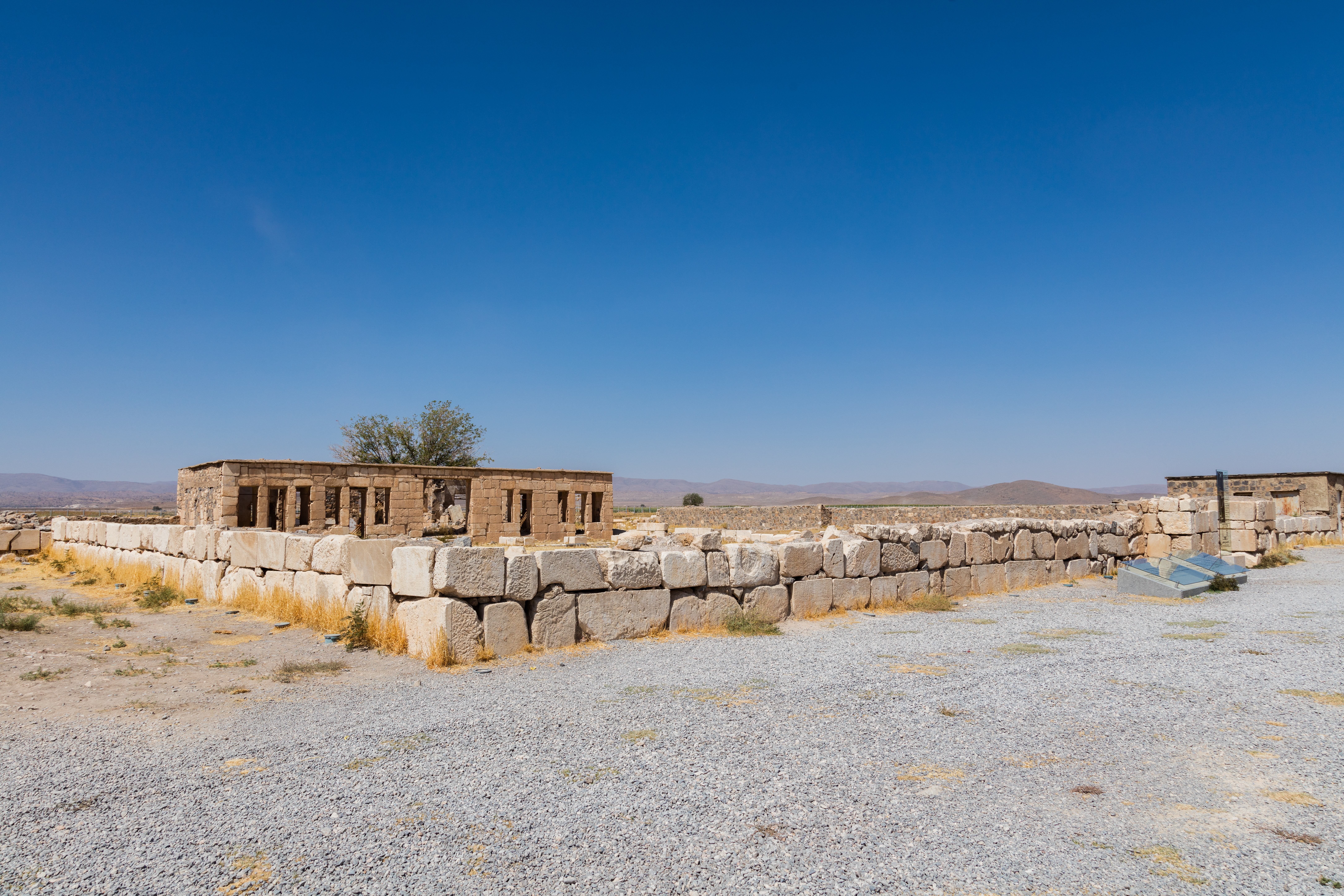
مسافر خانه مظفری

## ثبت جهانی
مجموعه پاسارگاد، در سال ۱۳۸۳ خورشیدی بر اساس بندهای یکم، دوم، سوم و چهارم معیارهای فرهنگی در فهرست میراث جهانی یونسکو به ثبت رسید.
- معیار یک: پاسارگاد نخستین نشانه بارز معماری سلطنتی هخامنشی است.
- معیار دو: پایتخت شاهنشاهی پاسارگاد را کوروش بزرگ با مشارکت مردمان گوناگون شاهنشاهی‌که بنا نهاده بود ساخت این حرکت به صورت یک مرحله بنیادی در تحول هنر و معماری کلاسیک ایران درآمد.
- معیار سه: محوطه باستان شناختی پاسارگاد با کاخ‌ها، باغ‌ها و آرامگاه کوروش بزرگ بنیان‌گذار سلسله هخامنشی یادبودی استثنایی از تمدن هخامنشیان در ایران است.
- معیار چهار: مجموعه چهار باغی پادشاهی که در پاسارگاد بنیان گذاشته شده به صورت نمونه‌ای مادر برای این‌گونه معماری و طرح‌ریزی در آسیای غربی درآمد.